# 新幹線500系電車
新幹線500系電車（しんかんせん500けいでんしゃ）は、西日本旅客鉄道（JR西日本）に在籍する新幹線電車である。1997年3月22日のダイヤ改正で営業運転を開始した。

## 概要
JR西日本は、自社の路線である山陽新幹線の航空機に対する競争力強化の一環として、より一層の高速化を目指して「500系」を開発した。車体強度・台車強度・力行性能などすべて320 km/h対応として設計・計画され、1996年1月から1998年12月にかけ、16両編成9本合計144両が製造された。
1996年1月に1編成、1997年7月から1998年12月にかけて8編成の全9編成・144両が川崎重工業（旧1 - 6号車）・近畿車輛（旧7・8号車）・日立製作所笠戸事業所（旧9・10・13 - 16号車）・日本車輌製造（旧11・12号車）の各社が製造した。新製時はすべて16両で組成され、編成記号はW。3次に分けて製造された（W1：第1次車（量産先行車）、W2 - W6：第2次車、W7 - W9：第3次車）。
第41回（1998年）鉄道友の会ブルーリボン賞受賞。1996年には通商産業省（現・経済産業省）のグッドデザイン商品選定（現在の公益財団法人 日本デザイン振興会・グッドデザイン賞）の商品デザイン部門での選定を受けた。意匠設計はドイツの工業デザイナー、アレクサンダー・ノイマイスターによって行われた。
JR西日本が保有する新幹線車両のうち、自社単独で開発した車両は2023年現在唯一当形式のみとなっている。2024年度以降、N700系を博多総合車両所で8両編成化し、本形式の残存6編成を2027年までに全廃させる予定である。

## 構造
本項では落成当時の仕様について述べる。

### 車体
高速時のトンネル微気圧波問題のため、先頭車両は全長 (27 m) の半分以上の15 mにわたり断面を徐々に窄めており、尖ったジェット戦闘機のような外観である。この15 mという長さは、320 km/h営業運転を前提にして、航空宇宙技術研究所のCFDで解析を行っている。空力上の問題を解決した形状であるものの、先頭車の客席減少や運転席からの視野も限られるなど、マイナス面もある。また、同じく300 km/h超での微気圧波対策として、車体高を300系と同等まで維持しつつ車体断面積を縮小するため、客室自体に影響の少ない部分（車体の裾や荷棚部分）を削り、300系比1割減の10.2 m2まで縮小した。そのため、車体断面も他の車両と一線を画す円形（回転放物面体）である。
運転室のガラスは各種の航空機や電車にガラスを納入している サンゴバン（フランス）の製品を用いている。天井の傾斜により、乗務員室から1・2列目の座席は棚の空間が狭くなるため、座席配置を2-2（C席なし）とし、専用の荷物置きを設置することで対処している。
この構造から先頭車の乗車口は1箇所しか存在しないため、各駅にはその旨を掲示する告知が行われていた。また、東海道新幹線内で「のぞみ」の停車しない駅（小田原駅・熱海駅など）にも非常時対応などのために、Wと表記された500系の停車位置目標が設置されていた。

丸みを帯びた車体、独自の塗装などによって、子どもを含め大きな人気車両となった。

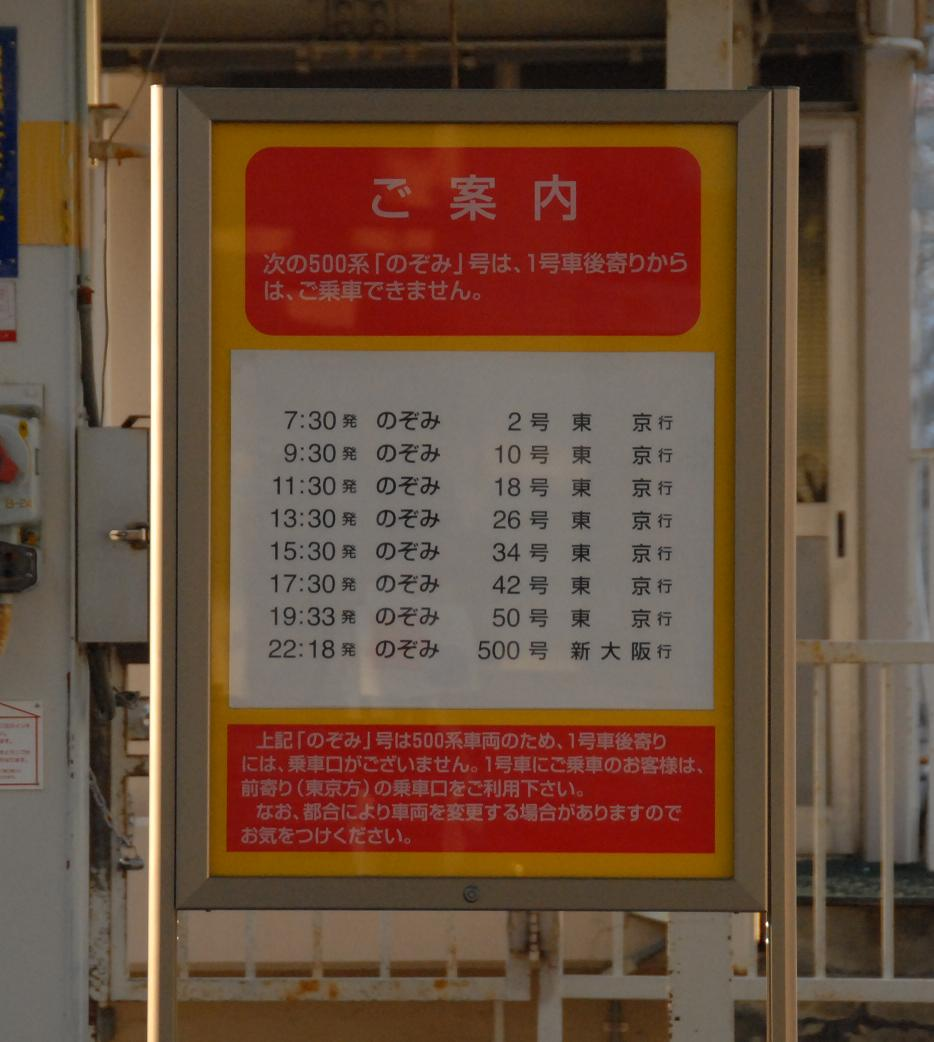
500系の1号車運転席寄りの乗車口がないことを案内する看板 （2007年5月 広島駅）
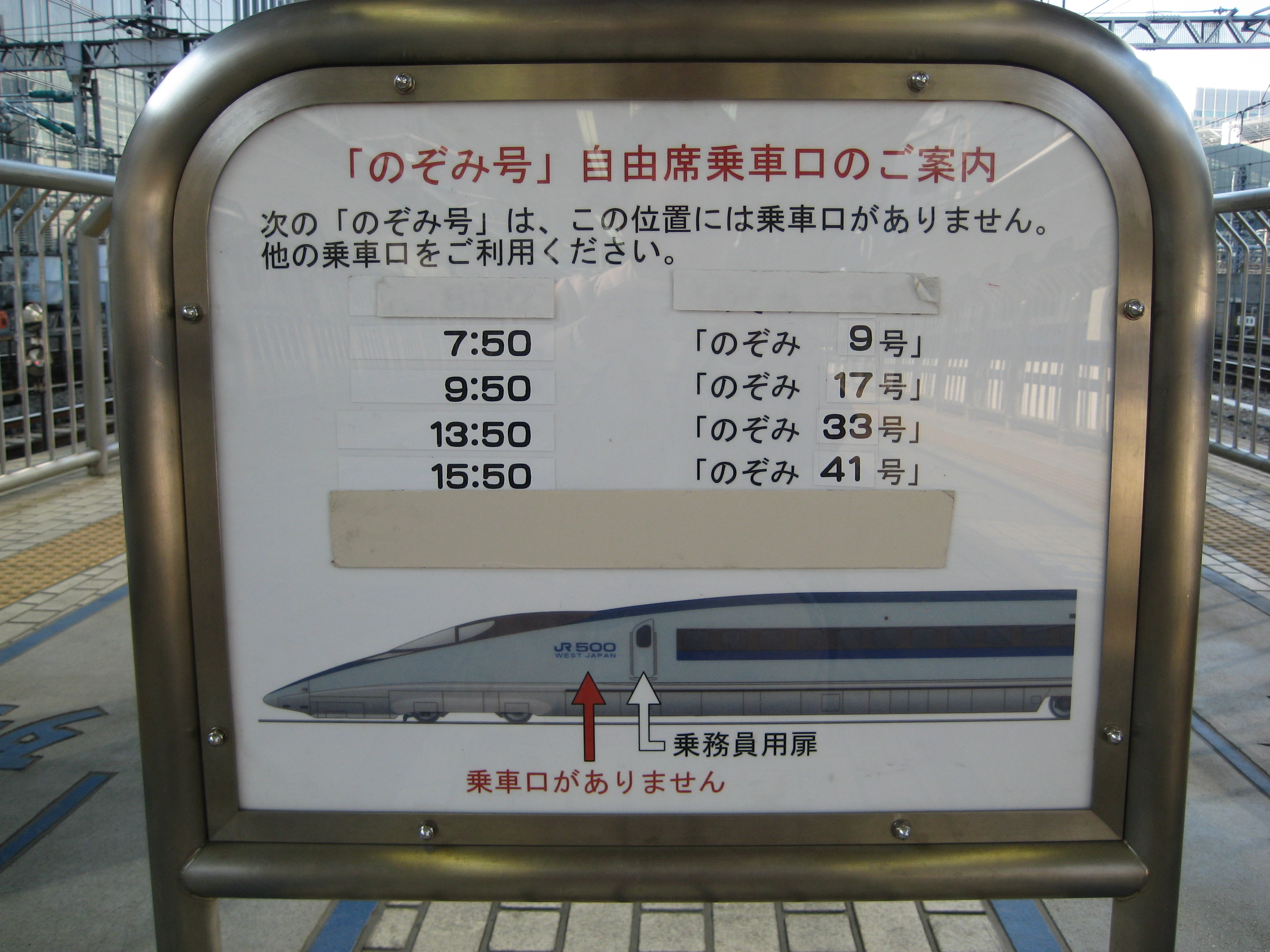
東京駅の東海道新幹線プラットホーム1号車付近にあった案内板。乗車口がないことを記載 （2008年2月）
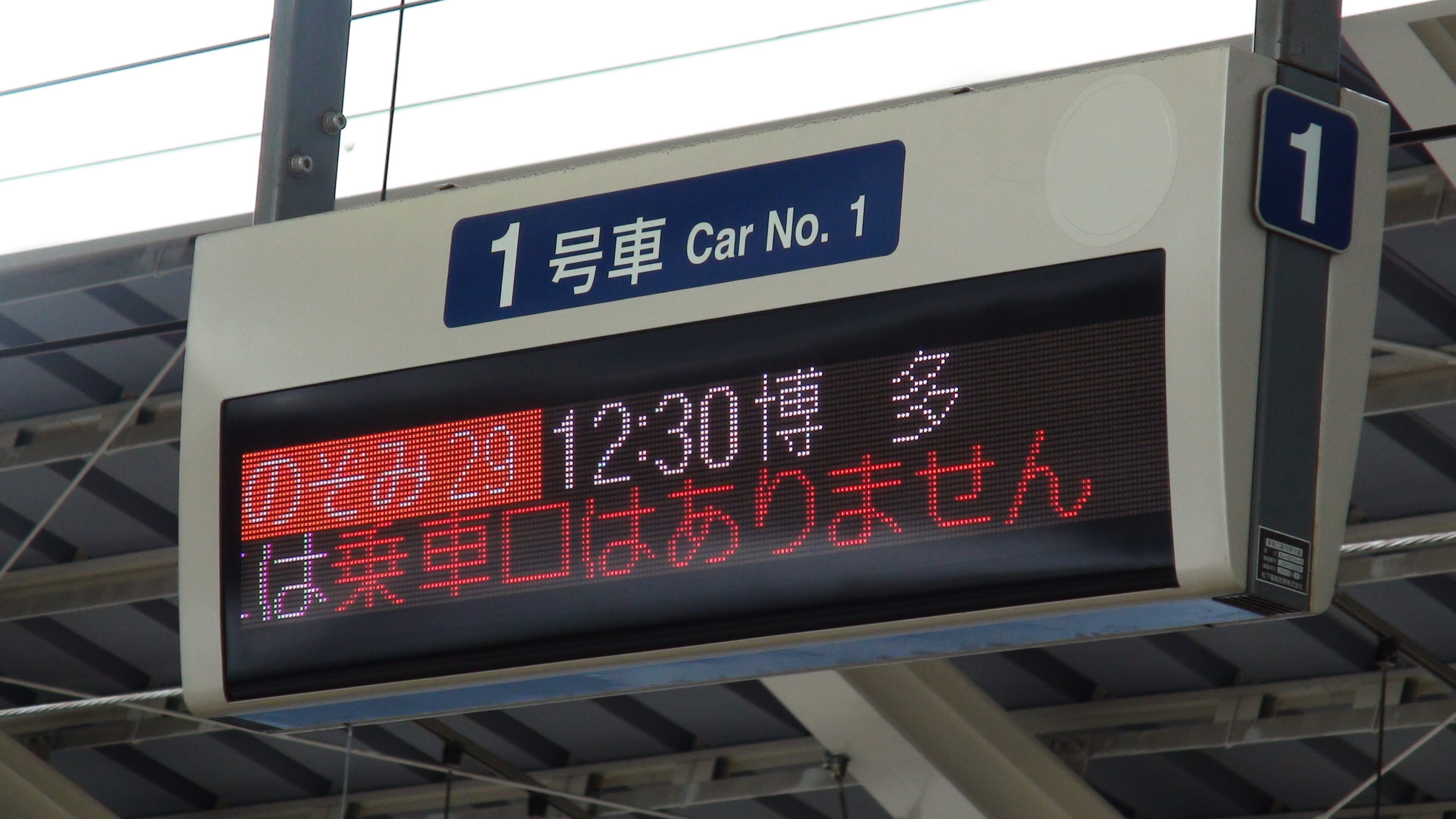
乗車口がないことを表示する1号車の案内表示 （2009年4月 東京駅）

高剛性を保ちつつ軽量化し、車両の防音性能を向上させるため、厚さ30 mmのろう付けしたアルミハニカムパネルを側構体と気密床に使用したアルミハニカムパネル構造を採用している。これは、六角形のハニカムコアを2枚のアルミ合金で挟み、ろう付けしてパネルにしたものを組上げて車体を製造する方式で、これにより、1両あたりの車体構体重量は300系より0.6 tの軽量化を実現しており、その他にも、制振材付きアルミ押出形材、吸音材、遮蔽板を使用して、従来と比べて1割以上の騒音低減を実現している。しかし、この構造は製造時において使用される炉の関係で大型パネルを製作することができず、結果的には、車体の製造コストが大幅に上昇したため、次に登場した700系はアルミ中空大型押出形材による中空構造の大型アルミパネルを使用して、支柱や垂木を不要とし、製造コストを低減させたアルミダブルスキン構造を採用したため、500系のみの構造となっている。
床下機器は、ユニット化されたものを床面から吊り下げ、車体下側の気流に配慮して、ボディの形状に合わせた点検ふたを兼ねたカバーで車体下半分を覆う構造とした新ボディマウント構造を採用しており、床下機器の配置もそれに応じてパターン化され、メンテナンスが必要な機器を山側に揃えて、メンテナンス性を向上させている。また車体断面も円形に近く、それに伴い側窓も曲面ガラスを用いる。このため、車体とホームに若干の隙間が生じてしまったため、W2編成製造以降に隙間を埋めるための小さなフィンが取り付けられた。これはW1編成でテストを行って騒音値について調べてから装着された。
車体側面の段差をなくし、空気抵抗や騒音を低減するため、旅客乗降用ドアは閉じた時に車体側面との段差を生じないプラグドアを採用し、客室窓のガラス外側にポリカーボネートを張ることで段差を小さくしている。
出入口付近に設置してある行先表示器は100系V編成に引き続き3色LED式を採用。新たに自由/指定席表示部分もLED式に変更された。行先表示器に関しては、上部に列車名と行先を表示しながら下部での停車駅のスクロール表示などを可能にした。
2004年に東海道新幹線区間へのデジタルATC導入に備えて、全編成にデジタルATC対応の車上設備が増設されたが外観上の変化はない。
製作費は1両当たり約3億円、1編成46億円と300系よりも6億円弱余分にコストが掛かったため、東京 - 博多間の直通のぞみの半分を担うことができる9編成しか製造されなかった。

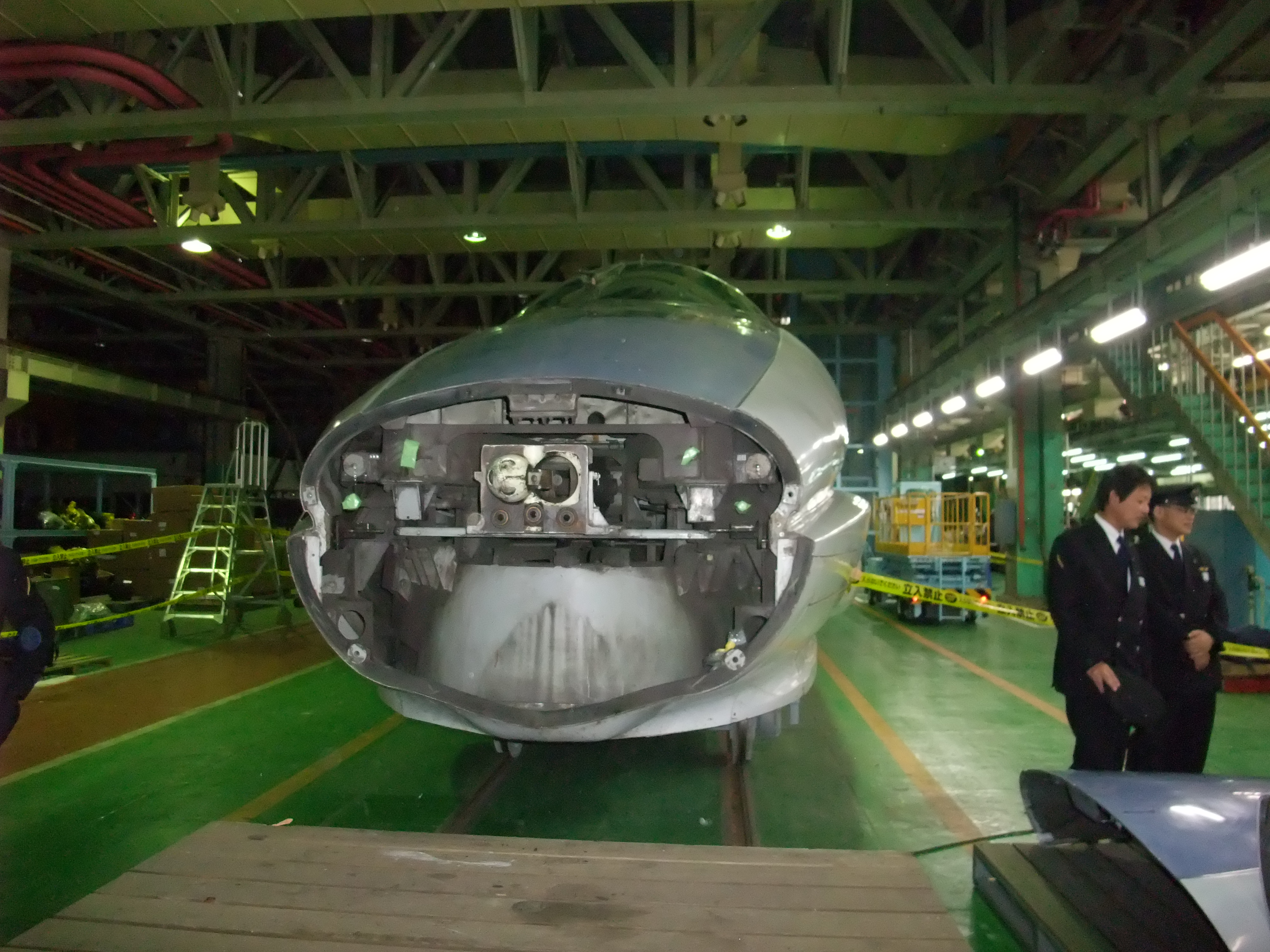
先頭に収納されている連結器
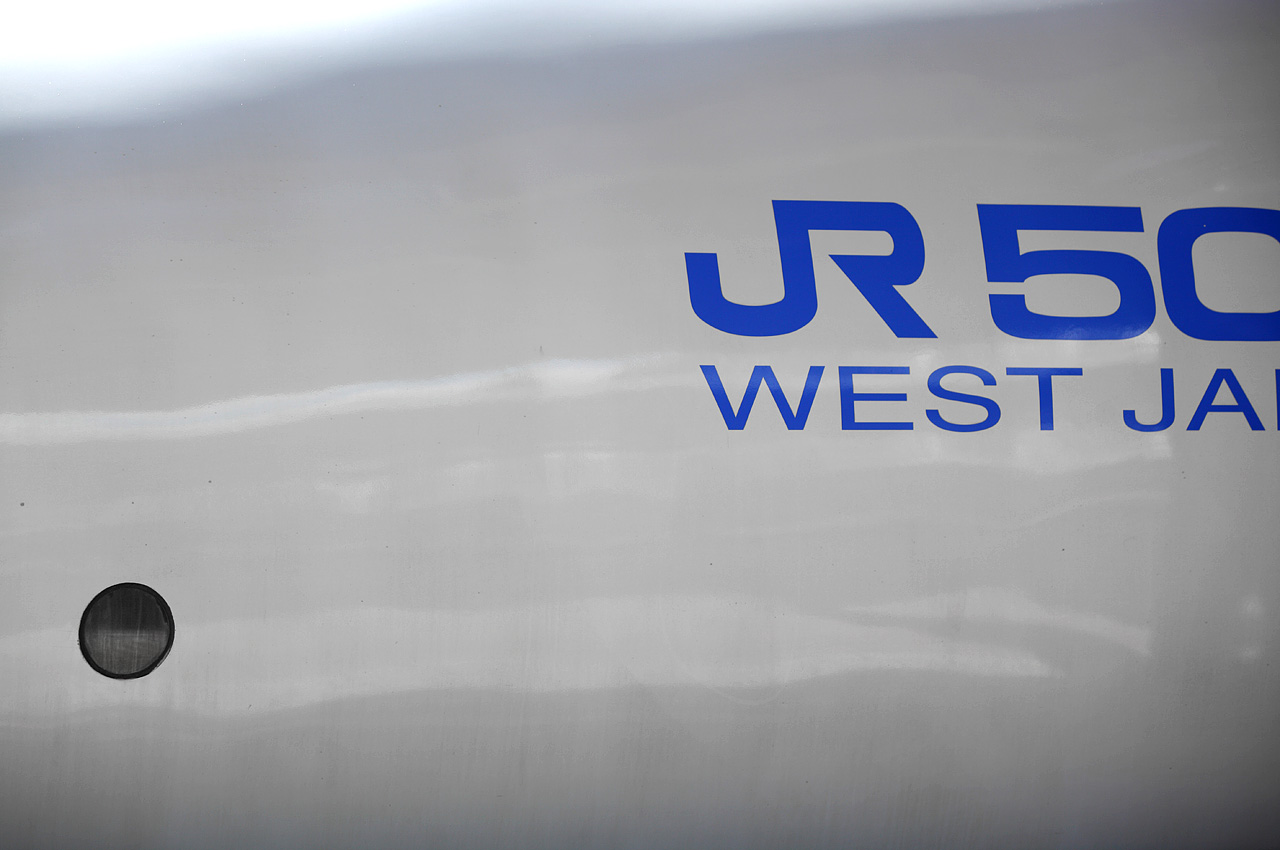
W1編成 側面に対向列車のすれ違い試験時に取付けられたセンサー窓が見られる（JR500ロゴのすぐ前側にある黒丸がセンサー窓）

#### 塗装

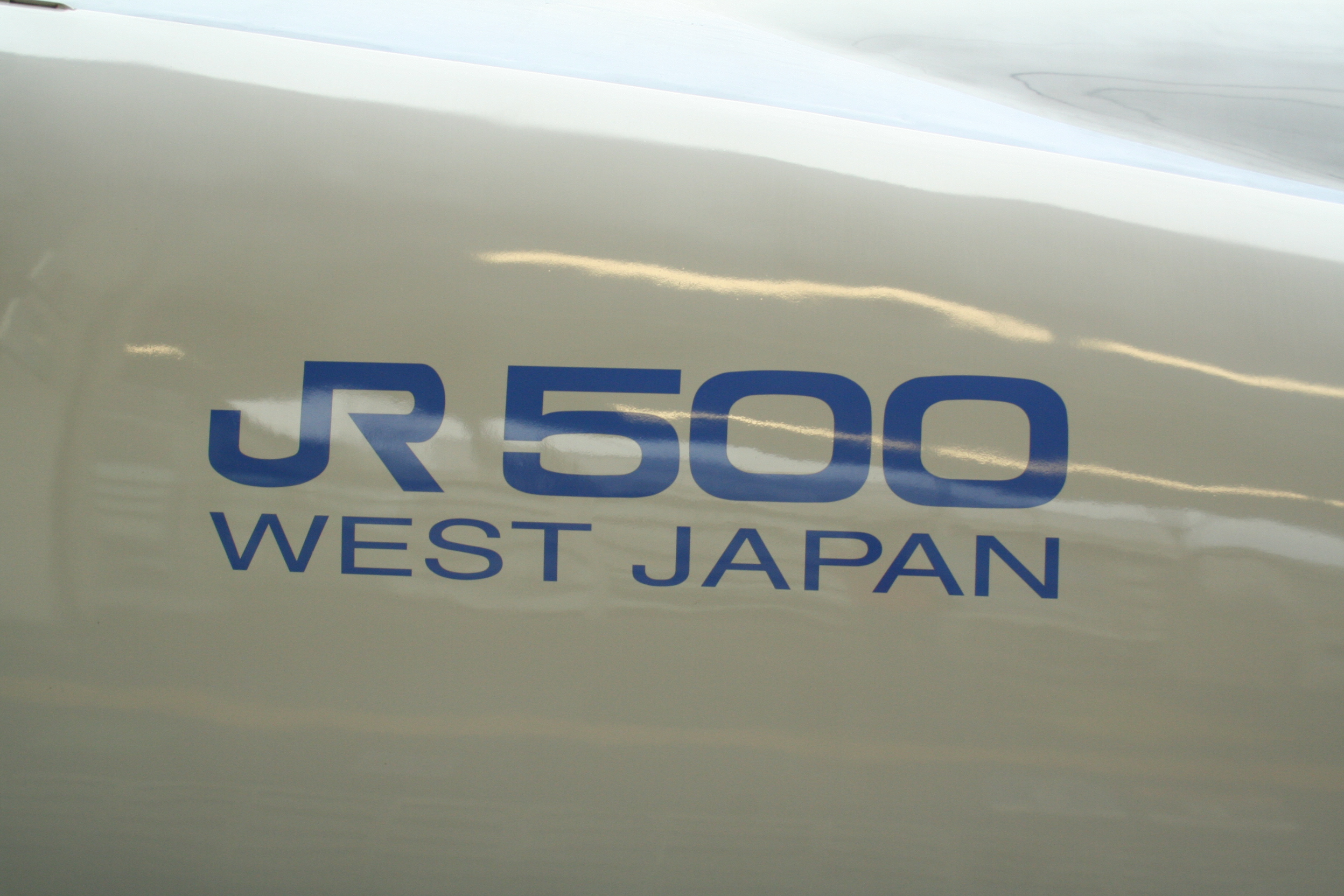
先頭車両に施される500系のロゴマーク

ライトグレー■を基調に、窓部分にブルー■とダークグレー■の帯を配し、ノーズ上部から天井部分にかけてはグレイッシュブルーで塗装された。この塗装パターンは、一部色を変更のうえで山陽新幹線区間限定列車となる「ひかりレールスター」（ライトグレー地に、窓部分がダークグレーとサニーイエローの帯）や「こだま」（ライトグレー地に、窓部分がダークグレーとフレッシュグリーンの帯）にも踏襲された。車番表記はデカールで貼り付ける方式になった。
先頭車両の運転席両脇には、“JR500 WEST JAPAN”のロゴが配されている。なお、W1編成落成時には存在していなかった。

### 車内
内装については、構造上の制約から来る車内空間やシートピッチの減少を和らげるべく配慮されており、カラースキームや照明についても利用客の視覚に優しいものとなっている。
普通車は、瀬戸内海をイメージしたバイオレットでまとめられている。奇数号車の座席にはローズ系の、偶数号車にはブルー系のモケットが使用されている。座席背面にテーブルが設置されている。
グリーン車は、グレイッシュベージュでまとめられている。肘掛け部分にテーブルが内蔵され、取り出して使用することができる。照明は半間接照明が採用された。
旧3号車博多寄り、旧7号車の東京寄り、旧11号車の博多寄り、旧15号車博多寄りには車販準備室が設けられた。そのうち旧7・11号車には車販準備室を兼ねたサービスコーナーを設置していたが、2003年10月のダイヤ改正時に廃止され、車販準備室のみになった。
前述のとおり高速化を追求した円筒形状の車体断面であることから、特に窓際の席の居住空間がやや狭くなっている。反面、インテリアカラー、グリーン車の座席、側窓吹寄せ部の処理などに居住性改善のための工夫がうかがえる。
この形式から車内の電光掲示板の駅名の表示が上から降りてくる形式になっている。これは700系のJR西日本編成（JR東海から移籍した編成を除く）とN700系の8両編成（JR九州所属の編成を含む）でも行われている。
旧偶数号車の博多寄りにはデッキと独立した電話室が設置された。吸音化粧板を使用し、騒音の低減を図っている。携帯電話の普及に伴って一部号車のものは撤去され、最終的に旧2・6・12・16号車まで削減された。
奇数号車にある洗面台と洗面台の間には冷水器と紙コップが設けられていたが、700系には当初から設けられていなかったこともあり、700系デビュー以降は300系とともに冷水器は使用停止となり、冷水器の箇所は板で塞がれた。
ロングノーズのため運転席を大きく後ろに下げる必要があり、先頭車の乗車定員が300系より12名減少する。このため、JR東海から設計段階で300系の定員（1,323人）を下回らないことが強く要請された。その対策として運転席寄りの客用扉を廃止したり、普通車座席の前後間隔（シートピッチ）を詰めたり（1,040 mm → 1,020 mm）、洗面所を2箇所から1箇所に減らすことによって300系と同等以上の総座席数（300系より1名多い1,324名）を確保したものの、車両ごとの座席数が300系と異なりダイヤでも他車種と区別する必要が生じたため、ダイヤが乱れた時の運用変更にも問題が生じることになった。両先頭車の客用扉が1箇所ずつしかないことは、2003年の「のぞみ」への自由席設定以降は乗降時間面での不利を招いた。

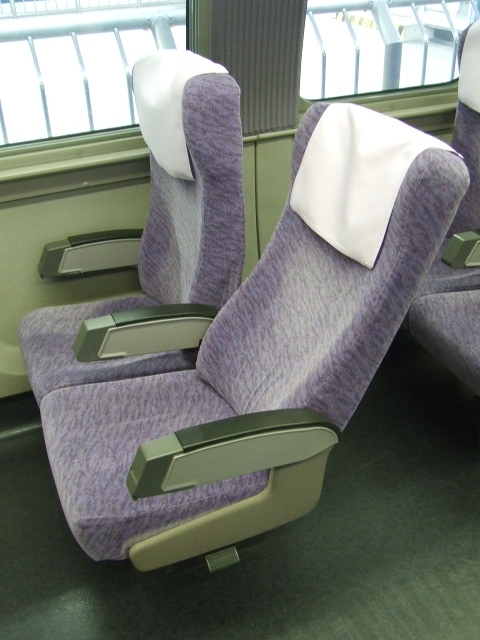
普通車座席（青色）
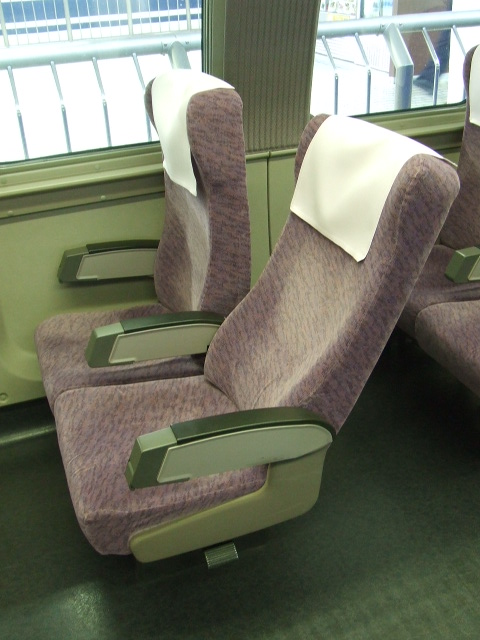
普通車座席（赤色）
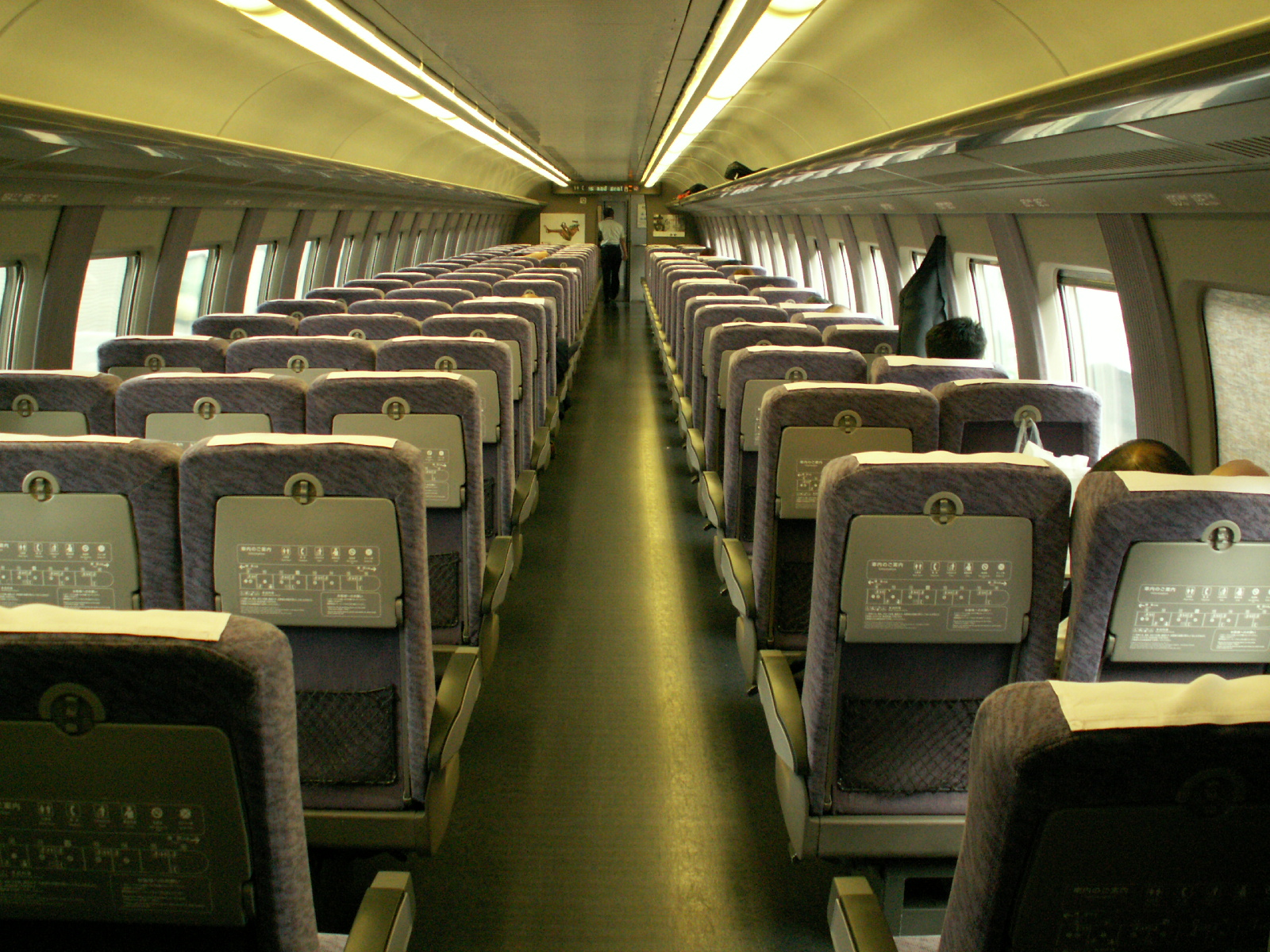
普通車車内
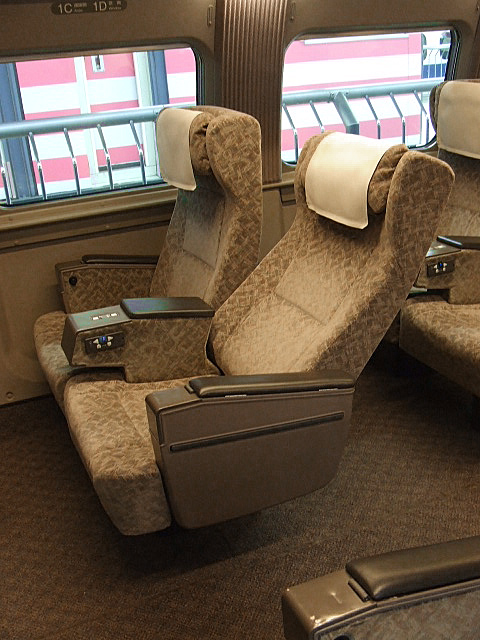
グリーン車座席
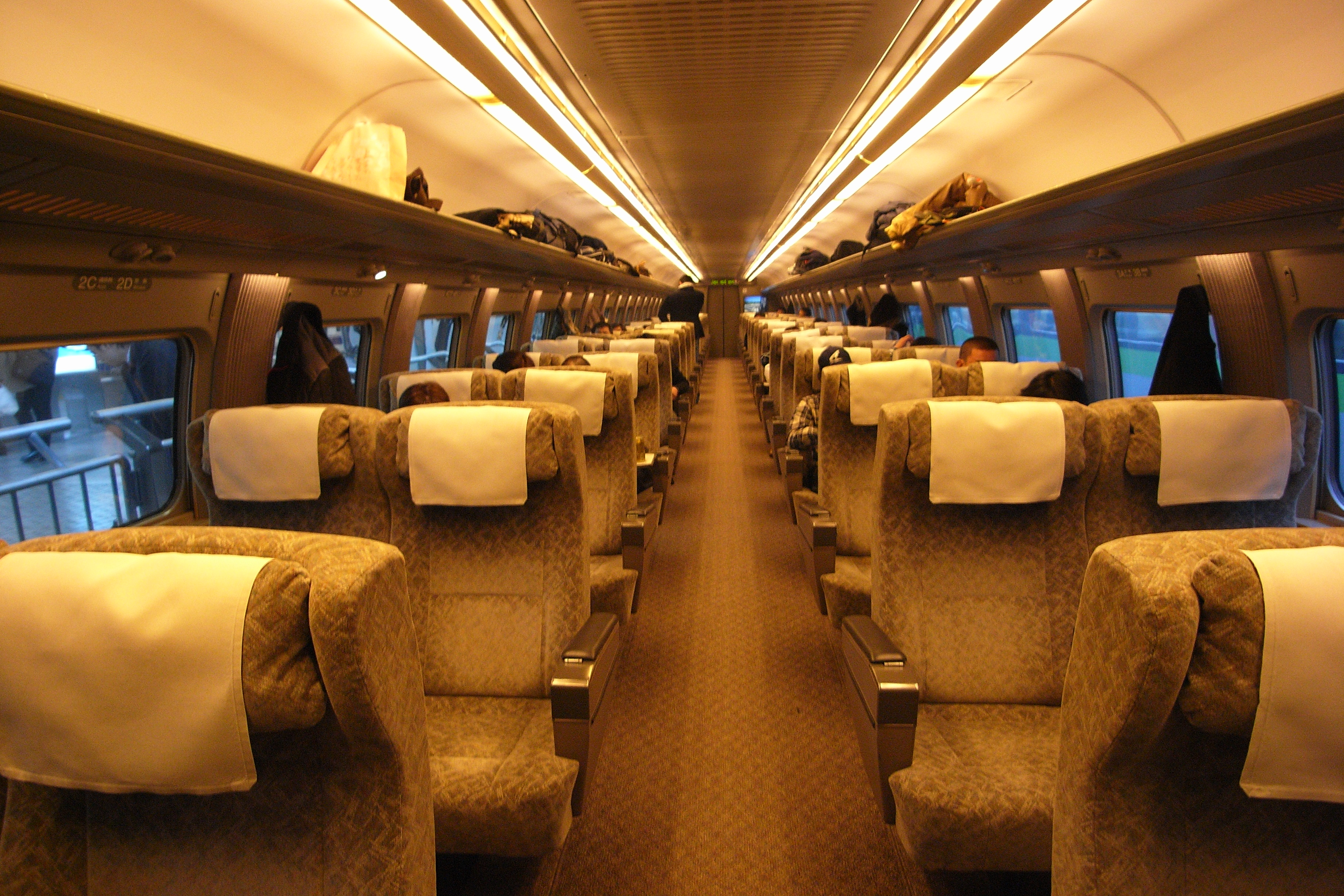
グリーン車車内（正面）
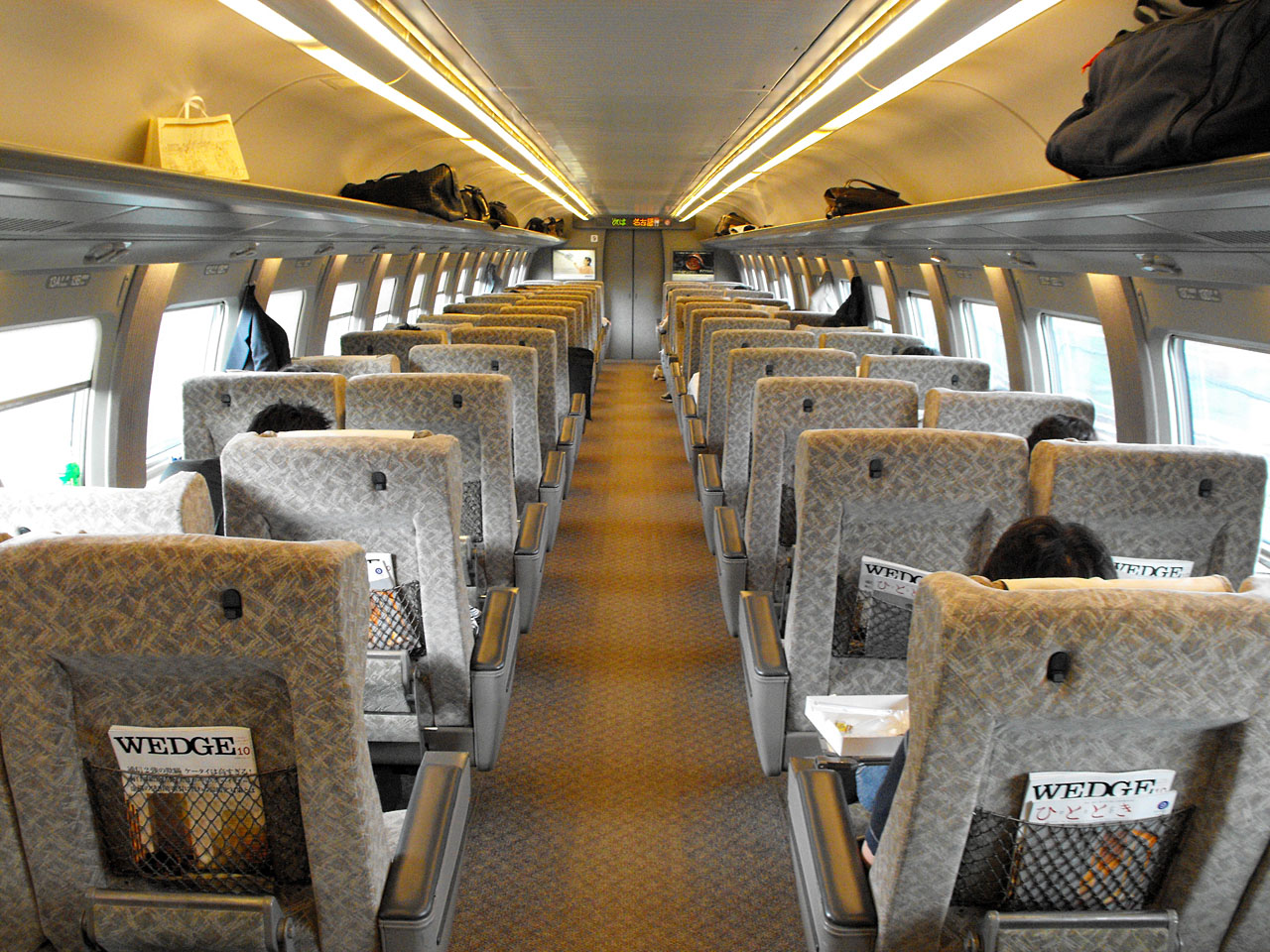
グリーン車車内（背面）
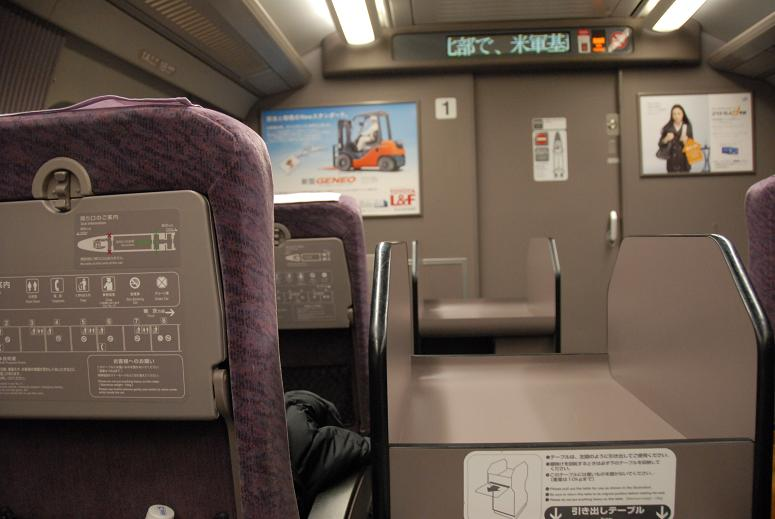
1・16号車内の先頭列にある荷物置き
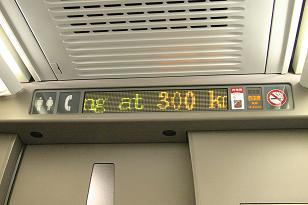
300 km/h走行時の車内表示（2004年8月）

| 号車                 | 1    | 2     | 3    | 4     | 5    | 6     | 7    | 8    | 9    | 10   | 11   | 12    | 13   | 14    | 15   | 16   | 計     |
| -------------------- | ---- | ----- | ---- | ----- | ---- | ----- | ---- | ---- | ---- | ---- | ---- | ----- | ---- | ----- | ---- | ---- | ------ |
| 300系・700系・N700系 | 65名 | 100名 | 85名 | 100名 | 90名 | 100名 | 75名 | 68名 | 64名 | 68名 | 63名 | 100名 | 90名 | 100名 | 80名 | 75名 | 1323名 |
| 500系                | 53名 | 100名 | 90名 | 100名 | 95名 | 100名 | 75名 | 68名 | 64名 | 68名 | 63名 | 100名 | 95名 | 100名 | 90名 | 63名 | 1324名 |
| 定員差               | -12  | 0     | +5   | 0     | +5   | 0     | 0    | 0    | 0    | 0    | 0    | 0     | +5   | 0     | +10  | -12  | +1     |

#### 運転台
従来の新幹線と同じく、右側にマスコンハンドル、左側にブレーキハンドルが配置されている。ブレーキハンドルは、一般的な新幹線車両の縦軸・水平回転式と異なり、221系電車をはじめとしたJR西日本の在来線車両が主に採用する横軸・前後回転式を採用している。前後回転式のブレーキハンドルを採用しているのは、国内の新幹線車両では500系が唯一である。また、700系の派生形式である台湾高速鉄道700T型も同様のハンドルが採用されている。
また、側窓は天井部分にまで及ぶ曲面となっているため、遮光幕は従来のロールアップ式ではなくアコーディオンカーテンとなっている。運転席の座席には、長時間の着席に伴う疲労の軽減と腰痛を予防する為、レカロ製のセミバケットシート「RECARO 24H OFFICE CHAIR」を採用した。

### 主要機器
初代新幹線である0系以来となる、16両全車に主電動機が1両あたり4基ずつ搭載される全電動車方式を採用している。高速走行によって増大する走行抵抗に対応するため、64基の電動機による出力は300系の約1.5倍である18,240 kW (24,800 PS)（W2編成以降は17,600 kW (23,900 PS)）にも上り、地上を走行する旅客輸送機関として史上空前の動力を備えている。
また、M - M1 - Mp - M2 の4両を1単位として主変圧器（Mp車に搭載）や主変換装置（M1・M2車に搭載）といった主要機器を各車に集約分散搭載するユニット方式を採用、前述した車体軽量化の努力と合わせて、編成重量も後継となるN700系と同等な700 tに抑えられ、車輪駆動方式鉄道車両としては世界最高（最小）の重量出力比を実現している。また、乗客定員1人あたりの車体重量も約520 kgと軽量に仕上げた。

#### 性能
|          | 300系      | 500系               |
| -------- | ---------- | ------------------- |
| 出力     | 12,000 kW  | 18,240 kW 17,600 kW |
| 最高速度 | 270 km/h   | 300 km/h            |
| 走行抵抗 | 100 %      | 70 %                |
| 消費電力 | 23,000 kWh | 20,000 kWh          |

発車から4分程度で300 km/hに達することが可能な加速力があり、また曲線や駅通過時の減速から素早く加速することによって、他国に比べて線路条件の厳しい山陽新幹線で世界記録となる表定速度を実現した。320 km/hでの運転でも環境面での条件を十分にクリアしていた。しかし、W1編成が完成する前に起きた兵庫県南部地震（阪神・淡路大震災）後に非常制動距離の厳守が必須になったことや、総合的な費用対効果の検討から若干の余裕を見て300 km/hとなった。ただし東海道新幹線区間ではカーブが多いため、300系と同じ270 km/hに抑えられている。

#### 電源・制御機器
架線からの単相交流25 kVを主変圧器で降圧したうえで、主変換装置で直流に整流、その後三相交流に変換して主電動機を制御するVVVFインバータ制御方式である。
主変圧器 (WTM205) は強制風冷式を採用し、5,400 kVAの容量を備える。
主変換装置 (WPC5) は500系900番台のシステムを踏襲し、PWMコンバータ部は4,500V - 4,000AのGTOサイリスタ素子を使用、VVVFインバータ部は4,500V - 3,000Aの逆導通GTOサイリスタを使用したPWMコンバータ2基 + VVVFインバータ1基で構成されており、制御方式を3レベル制御にすることにより、電圧・電流波形が交流の正弦波により近い形となり、電流波形がひずむことにより発生するひずみ成分（高調波）の抑制を図っている。M1・M2車に2基ずつ搭載され、各装置が1両分4基の主電動機を制御する1C4M方式である。機器の軽量化を図ることを目的に、主変換装置1台で8基の主電動機を制御する1C8M制御方式も検討されていた。しかし、半導体技術の進歩によるGTO素子の大容量化がなされ、それによってコンバータ・インバータ間の直流電圧を上げることが可能になり、インバータの軽量化を実現した。そのため、1C8M制御方式は採用されなかった。
補機類の電源は主変圧器の3次巻線（単相交流440 V・60 Hz）である。空気圧縮機・空調装置などはこれを電源とするが、ATC・列車無線・補助空気圧縮機などが利用する電源は定電圧装置・補助変圧器・整流装置などを介して安定化した交流100 Vまたは、安定化した直流100 Vが供給される。
空調機器 (WAU601) は、効きの悪さを指摘された300系から改善するため、室外機を床下に2台、室内機を天井部分に8台搭載した、マルチエバポレーター・セパレート方式を採用した室内機から客室へのダクトを短くすることで空調の効きの悪さを改善した。

#### 主電動機
WMT204形かご形三相誘導電動機を1両あたり4基搭載する。W1編成は連続定格出力285 kWであったが、W2編成以降は走行抵抗の予想以上の低下により連続定格出力は275 kWとなっている。軽量化のため、フレームレス構造、アルミブラット構造を採用した。また、軸受けの電蝕防止のために、セラミックス絶縁軸受けを使用している。

#### ブレーキ
300系に続き主電動機を発電機として用いることでブレーキ力を確保する回生ブレーキを主体としつつ、従来どおりの空気圧動作のディスクブレーキも併用する回生ブレーキ付き電気指令式ブレーキを搭載する。
なおディスクブレーキについては、W1編成による試運転の結果を反映して、セラミック噴射装置を1・8・9・16号車に搭載している。これにより、悪天候時に300 km/hで走行している状態からブレーキを掛けても、270 km/h走行時の300系と同等の制動距離で停止できる性能を確保している。

#### 台車

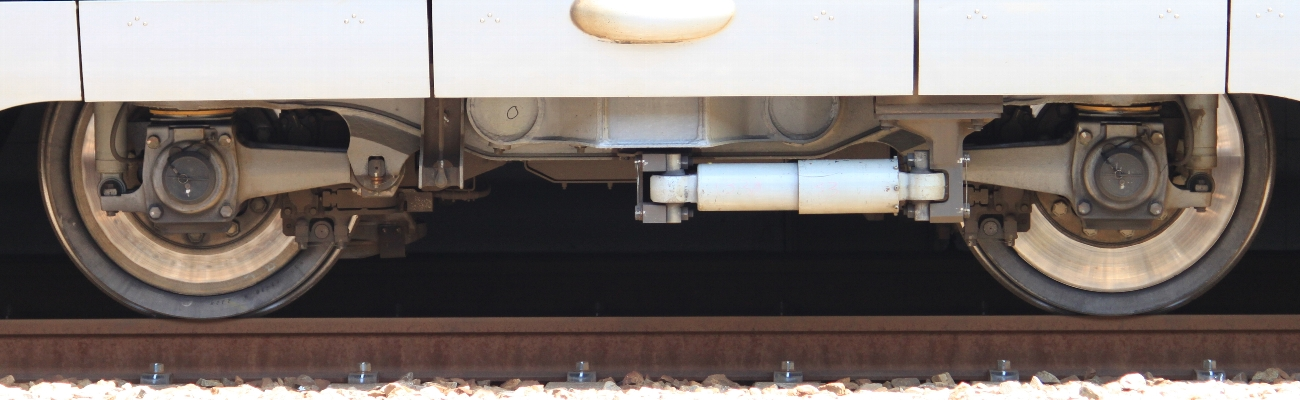
WDT205 台車

台車は直進安定性に優れた走行特性を示す軸梁式の軸箱支持機構を備えたボルスタレス台車である、WDT205を装着する。駆動方式は300系以前と同様、信頼性の高いWNドライブを採用する。
乗り心地の改善を図り、軸箱剛性のアップ、空気ばね左右間隔の拡大、非線形ばねの採用、台車枠と車体の間で連結されているアンチヨーダンパーの減衰係数の変更などを行ってあるが、先頭車両運転台寄りの台車は、先頭形状との兼ね合いで、他の台車に比べて空気ばね間隔が250 mm縮小されている。メンテナンスフリー化を図るため、軸受けには密封グリス潤滑円錐ころ軸受を採用している。
両先頭車両とパンタグラフ搭載車両、それにグリーン車の各台車には車体に働く左右方向の振動加速度を抑えるセミアクティブサスペンションが搭載されている。先行量産車のW1編成に関しては、比較検討を行う目的から車両動揺の大きい1・16号車にフルアクティブサスペンション、5・8・9・10・13号車セミアクティブサスペンションが搭載されていたが、営業運転開始を前に全車セミアクティブサスペンションに換装されている。
車輪径は860 mm、軸距は2,500 mmである。これらの値は300系の台車諸元と同じである。

#### 集電装置

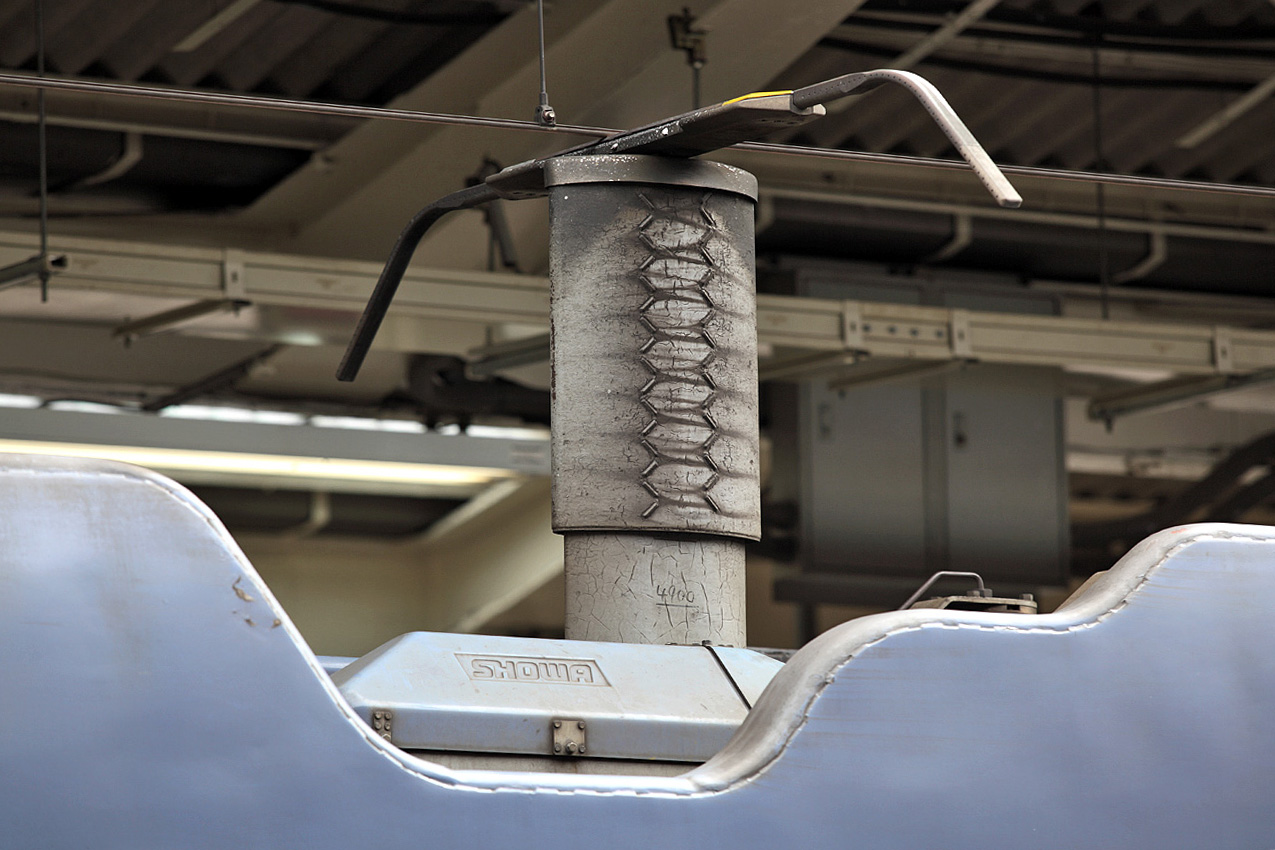
翼型パンタグラフ。舟体直下で上下する本体カバー側面にはボルテックスジェネレーターが規則的に並び、基部カバーにはショーワのロゴが見える

編成中の2箇所（W編成の5・13号車）に設置された集電装置 (WPS204) も騒音低減のため、伝統的な菱形の構造を廃し、公式には「翼型パンタグラフ」と呼ぶ、断面が楕円形の支柱上部に翼型の舟体を設けた構造（T字型）とした。これにはF1で蓄積された空力技術や、音もなく滑空するフクロウの羽根を参考にした騒音低減のためのボルテックスジェネレーターも使われている。また舟体のホーン部分には規則的に5 mmの穴を開けてあり、これによってホーン部分の円管部内部を空気が抜けるようにすることで、発生が避けられないエオルス音を低減した。これに用いられているダンパーは、F1用ショックアブソーバーの製作で300 km/h以上でのデータとノウハウを数多く持つ、ショーワに依頼された。
集電装置の名称に関しては、厳密には「T型パンタグラフ」に「翼型舟体」を組み合わせたのが正解で、「翼型パンタグラフ」は両者が混同されてしまっている、とする資料も存在する。
集電装置からの騒音を低減させた結果、300系で採用されていたパンタグラフ下部まで覆う大型のパンタグラフカバーではなく、碍子のみを覆う小型の碍子カバーが採用された。
ほかの新幹線車両のパンタグラフは金属ばね上昇式であるが、翼型パンタグラフでは空気上昇式を採用している。このため、長時間の停電などにより車両の圧縮空気が減圧した場合には、パンタグラフが自然降下し、保護接地スイッチ (EGS) による架線地絡ができなくなってしまう。そのため、EGS用にばね上昇式の予備シングルアームパンタグラフを碍子カバー内に設けている。
また、東海道・山陽新幹線を走行する車両のうち、0系から300系までは静電アンテナが運転席直上（700系・N700系は先頭車連結面寄り）にあったが、500系では碍子カバー内に設置され、目視確認できなくなった。
落成時のW1編成は9号車516形東京寄りにも集電装置を搭載していたが、試験・予備用としての扱いであったため、後に撤去された。W2編成以降には新製時から搭載されていない。

## 形式

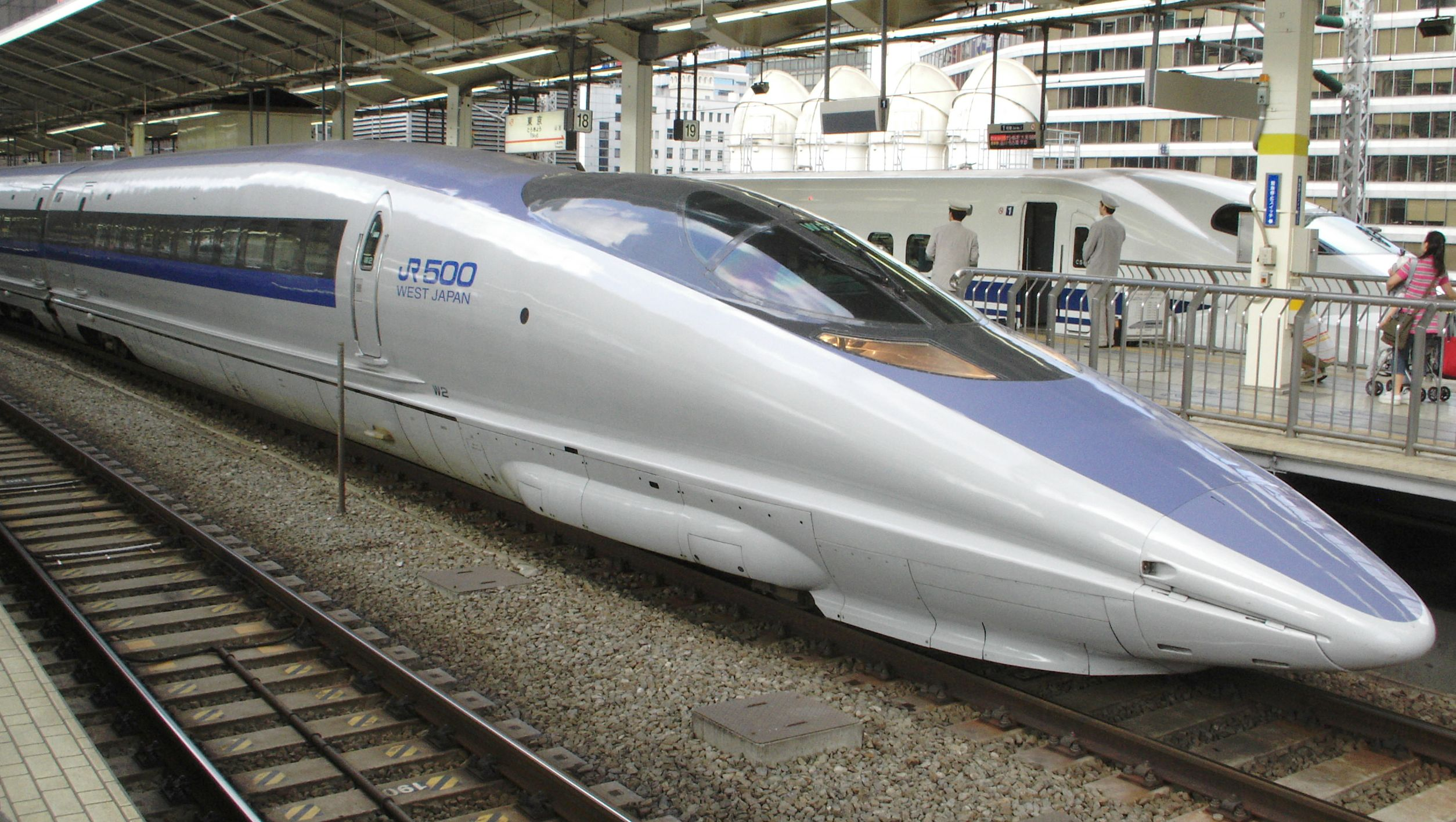
521形(521-2)

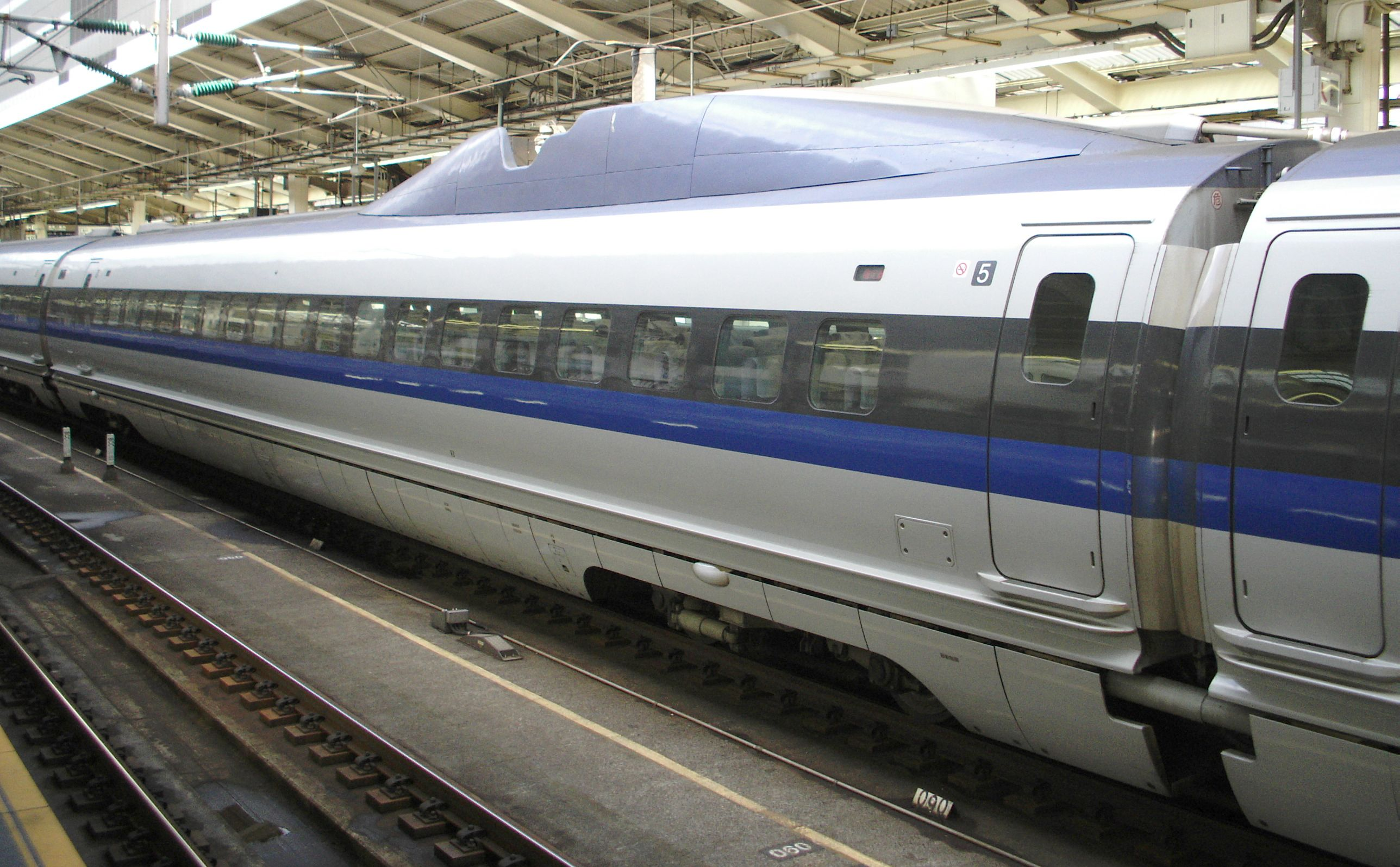
525形(525-3)

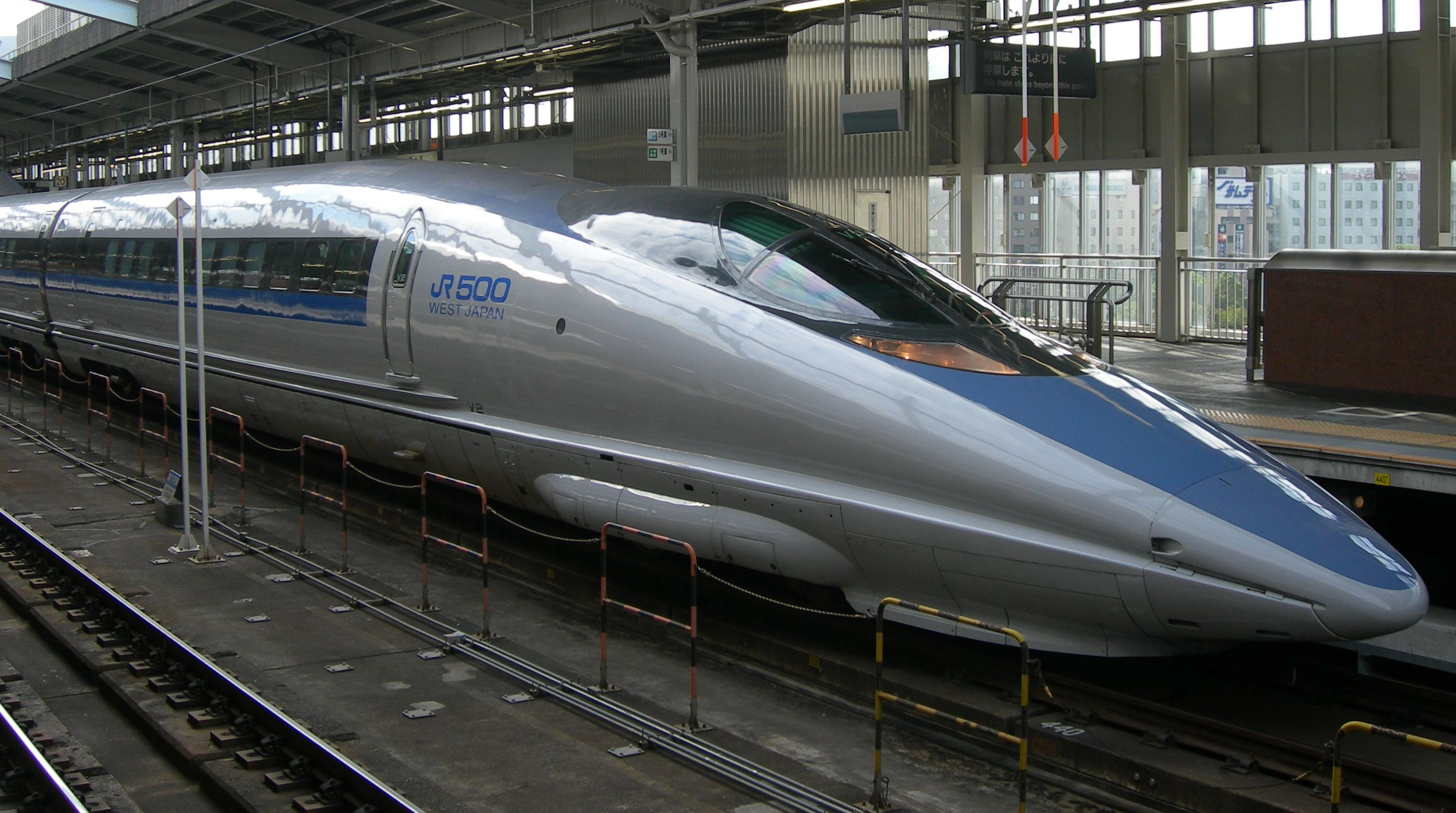
521形7000番台 (521-7002)
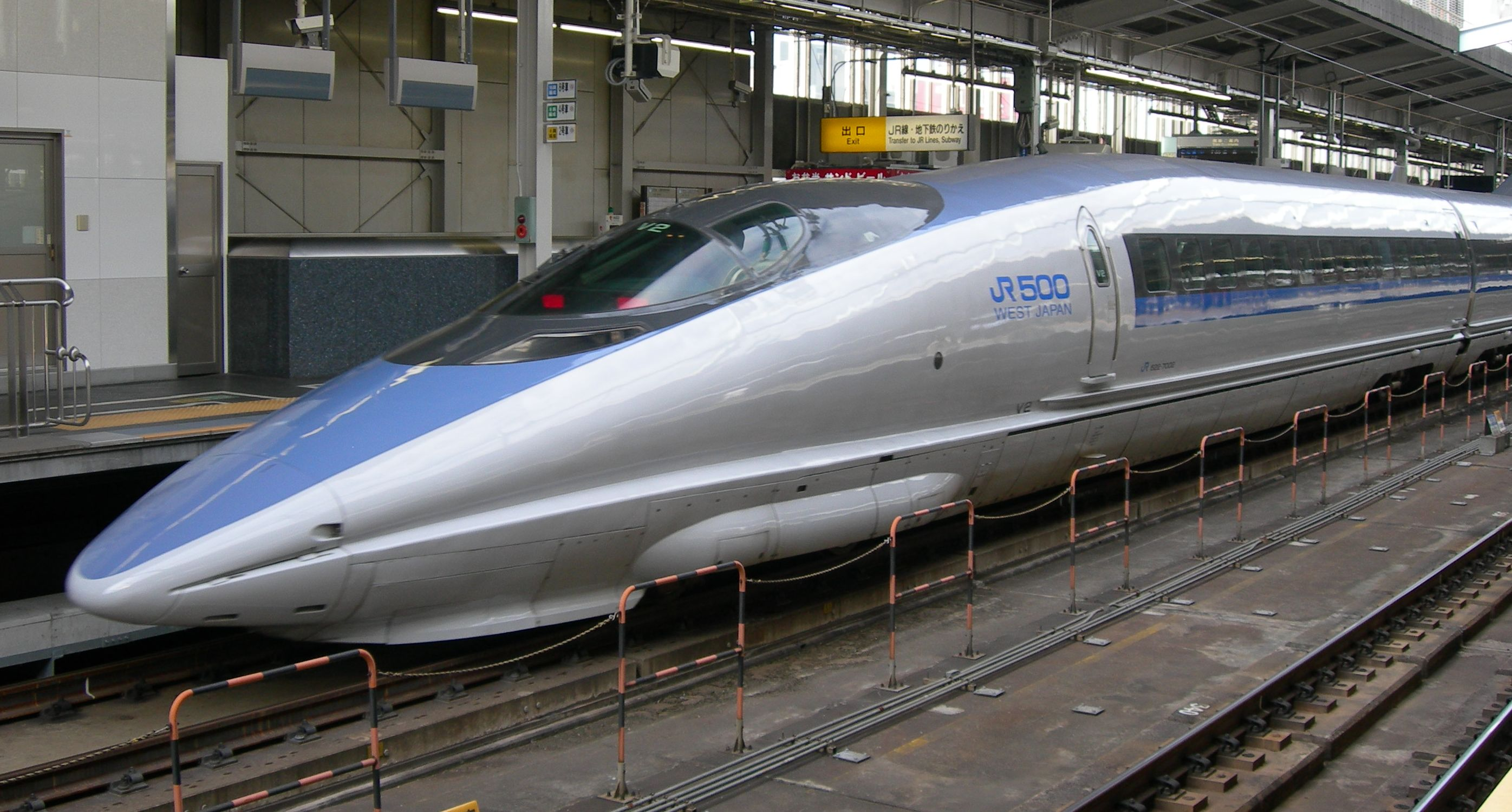
522形7000番台 (522-7002)
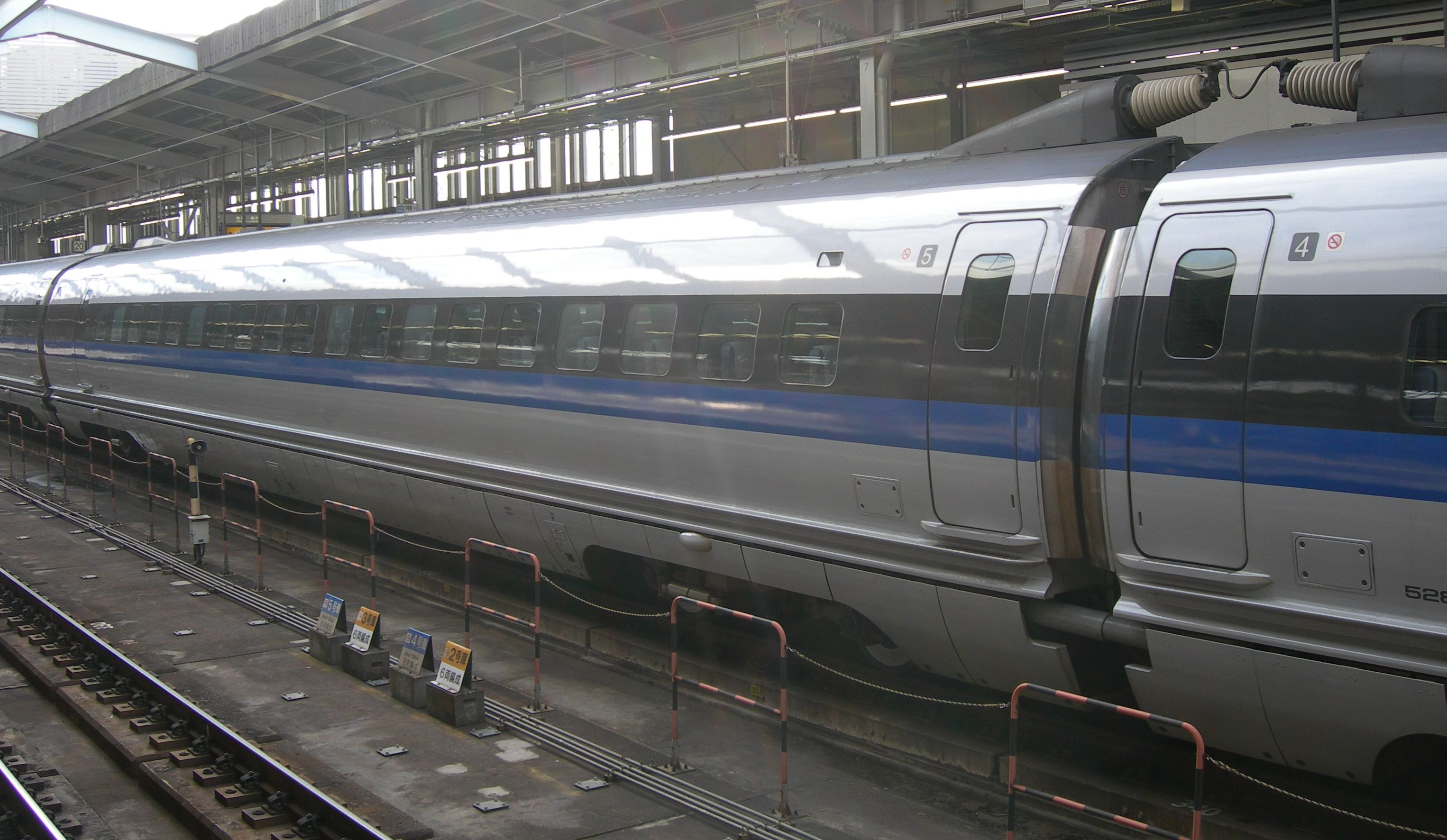
525形7000番台 (525-7004)
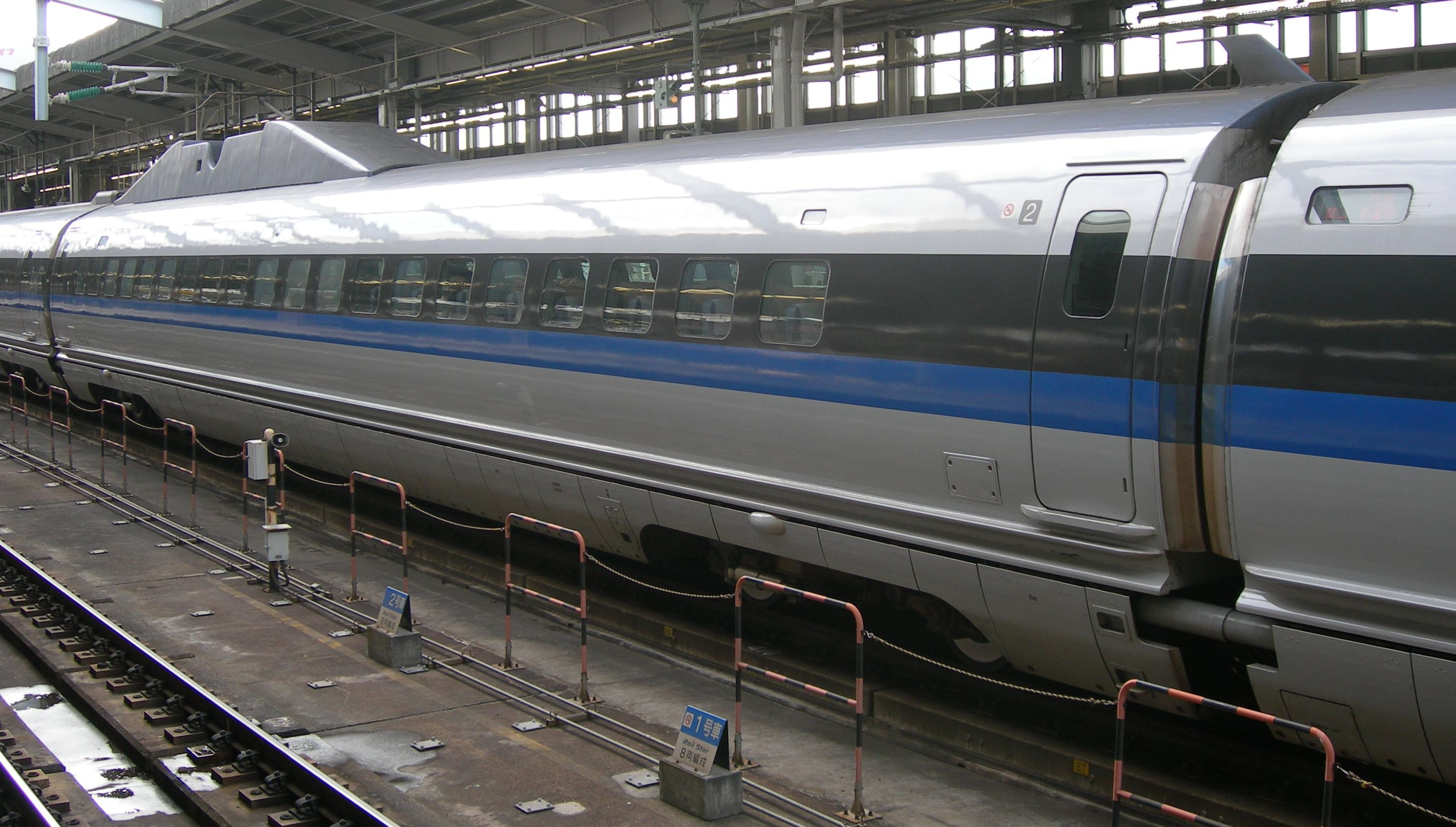
526形7000番台 (526-7004)
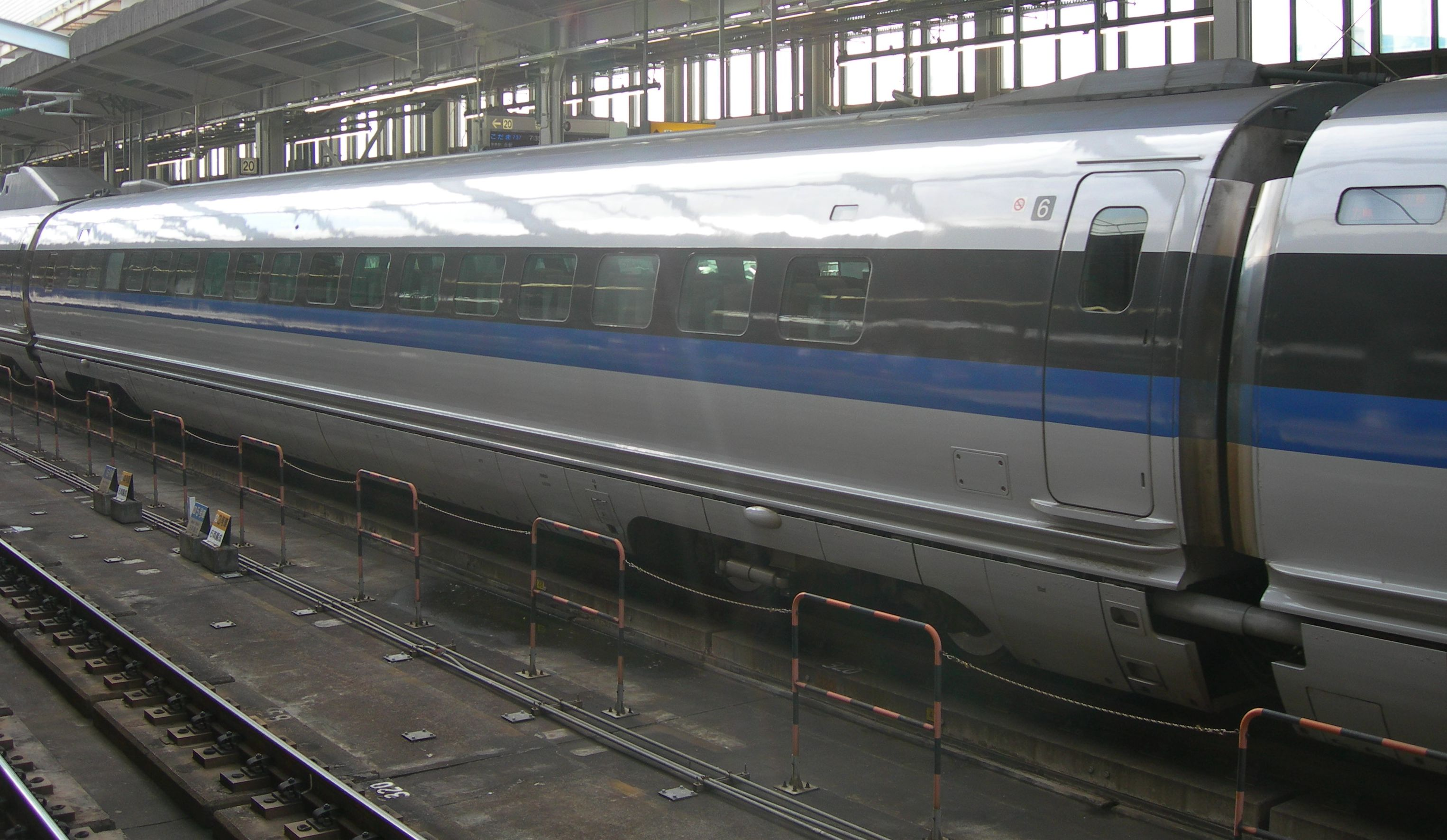
526形7200番台 (526-7202)
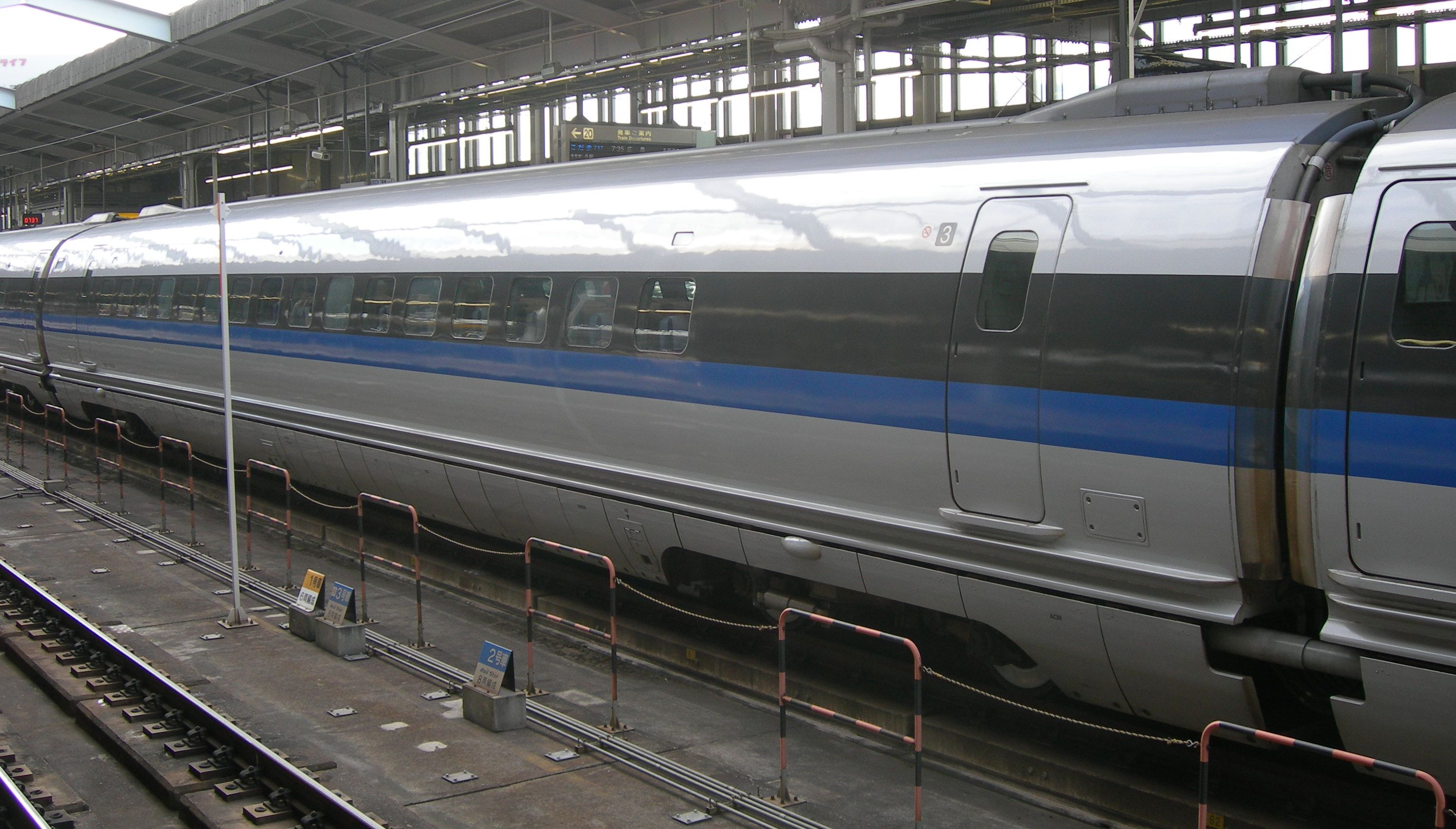
527形7000番台 (527-7003)
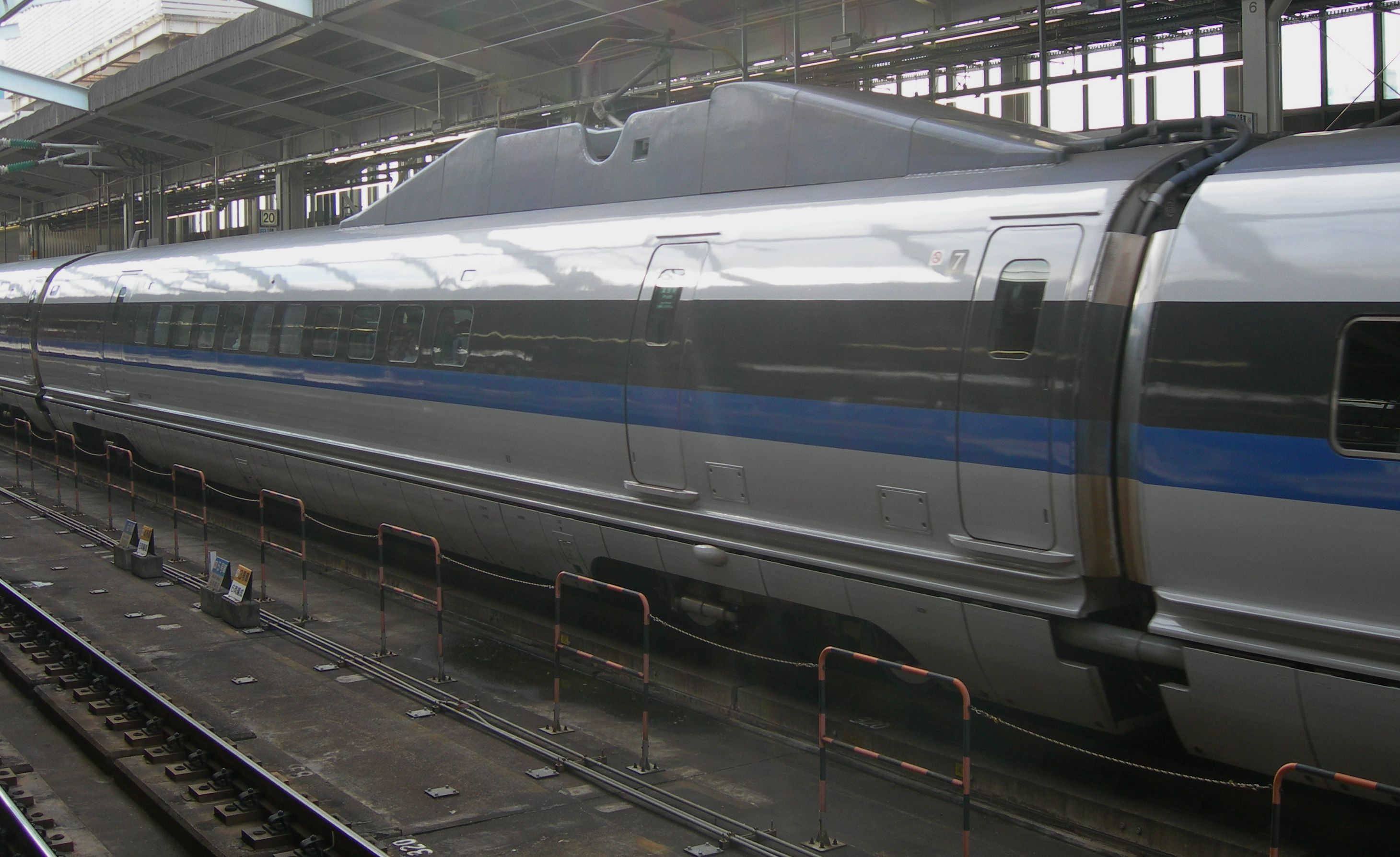
527形7700番台 (527-7702)
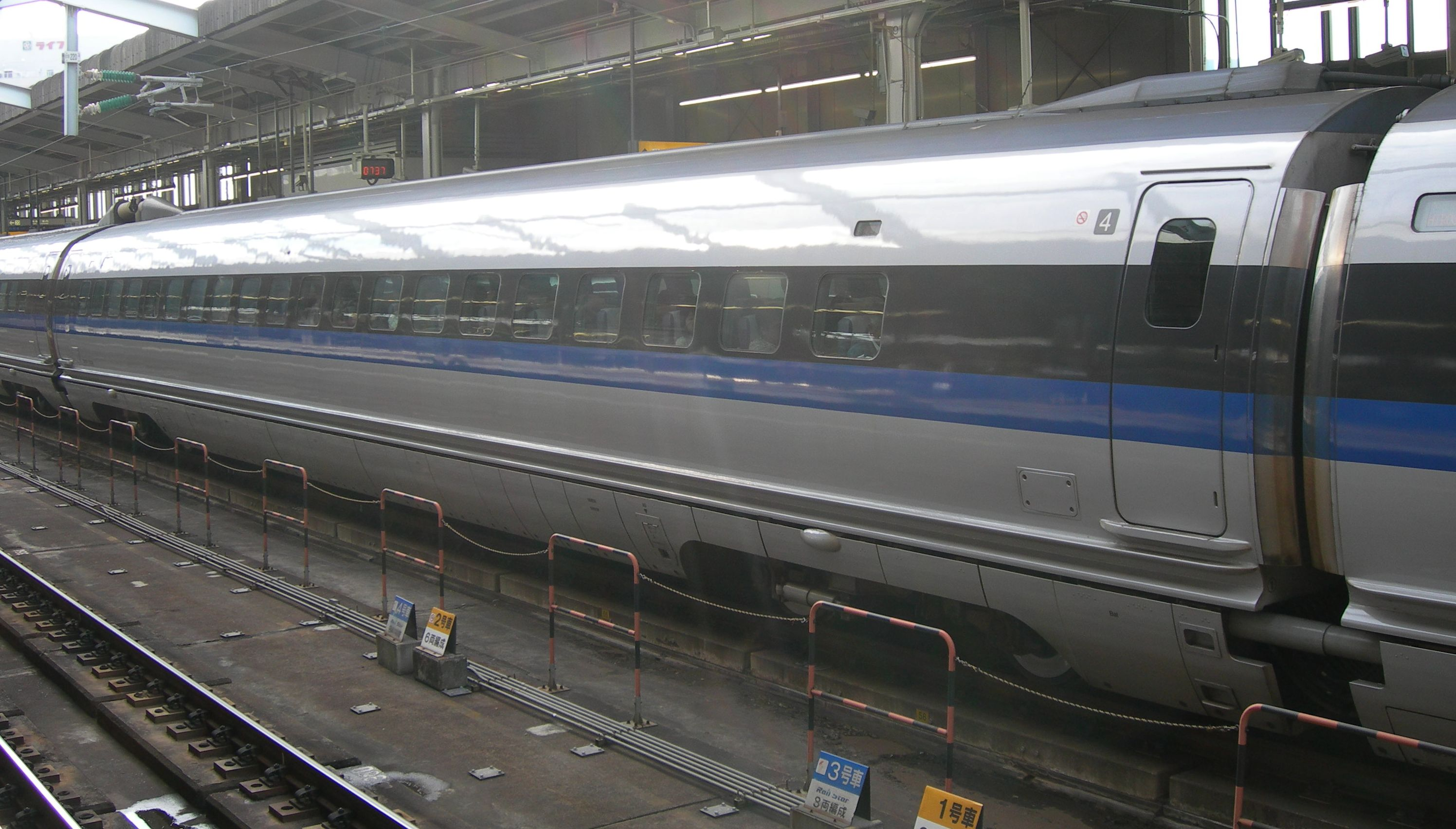
528形7000番台 (528-7002)

本系列に属する各形式名とその車種は以下の通り。
奇数形式と偶数形式2両ずつ、計4両の電動車 M + M1 + Mp + M2 で1ユニットを構成する。車両の製作・整備費の低減と軸重の分散化を図るため300系より1ユニットあたりの両数が増えている。
515形 (MS)
グリーン席を備える中間電動車。W編成9号車として使用。便所・洗面所を備え、空気圧縮機・補助電源装置（CVT ≒ 定電圧変圧器）・セミアクティブサスペンションなどが搭載されている。定員64名。

516形 (M1S)
グリーン席を備える中間電動車。W編成10号車として使用。乗務員室・荷物室・公衆電話を備え、主変換装置・補助電源装置・セミアクティブサスペンションなどが搭載されている。定員68名。

518形 (M2S)
グリーン席を備える中間電動車。W編成8号車として使用。乗務員室、公衆電話を備え、主変換装置・セミアクティブサスペンションなどが搭載されている。定員68名。

521形 (MC)
普通席を備える制御電動車。W編成1号車として使用。博多向き運転台、便所・洗面所を備え、空気圧縮機・補助電源装置（CVT ≒ 定電圧変圧器）、セミアクティブサスペンション（521-1のみアクティブサスペンション）などが搭載されている。定員53名。

522形 (M2C)
普通席を備える制御電動車。W編成16号車として使用。東京向き運転台、公衆電話を備え、主変換装置・セミアクティブサスペンション（522-1のみアクティブサスペンション）などが搭載されている。定員63名。

525形 (M')
普通席を備える中間電動車。W編成5・13号車として使用。便所・洗面所を備え、空気圧縮機・補助空気圧縮機・補助電源装置（CVT ≒ 定電圧変圧器）・集電装置・セミアクティブサスペンションなどが搭載されている。定員95名。

526形 (M1)
普通席を備える中間電動車。W編成2・6・14号車として使用。公衆電話などを備え、主変換装置などが搭載されている。定員100名。

527形
普通席を備える中間電動車。
0番台 (Mp)
W編成3・15号車として使用。便所・洗面所を備え、主変圧器などが搭載されている。定員90名。
400番台 (Mpk)
W編成7号車として使用。便所・洗面所・車内販売準備室（旧売店）を備え、主変圧器などが搭載されている。定員75名。
700番台 (Mpkh)
W編成11号車として使用。便所・洗面所・車内販売準備室（旧売店）、車椅子対応設備を備え、主変圧器などが搭載されている。定員63名。

528形 (M2)
普通席を備える中間電動車。
0番台
W編成4号車として使用。公衆電話などを備え、主変換装置などが搭載されている。定員100名。
700番台
W編成12号車として使用。公衆電話（車椅子対応のため、0番台よりも入り口が広く、電話台が低くなっている）などを備え、主変換装置などが搭載されている。定員100名。
| 500系16両編成（W編成）編成表 |            |             |            |            |            |             |             |             |            |             |              |            |            |             |            |             |
| ← 博多東京 → |            |             |            |            |            |             |             |             |            |             |              |            |            |             |            |             |
| \| 号車 \| 1 \| 2 \| 3 \| 4 \| 5 \| 6 \| 7 \| 8 \| 9 \| 10 \| 11 \| 12 \| 13 \| 14 \| 15 \| 16 \| \| -------- \| ---------- \| ----------- \| ---------- \| ---------- \| ---------- \| ----------- \| ----------- \| ----------- \| ---------- \| ----------- \| ------------ \| ---------- \| ---------- \| ----------- \| ---------- \| ----------- \| \| 形式 \| 521形 (Mc) \| 526形 (M1) \| 527形 (Mp) \| 528形 (M2) \| 525形 (M') \| 526形 (M1) \| 527形 (Mpk) \| 518形 (M2s) \| 515形 (Ms) \| 516形 (M1s) \| 527形 (Mpkh) \| 528形 (M2) \| 525形 (M') \| 526形 (M1) \| 527形 (Mp) \| 522形 (M'c) \| \| 座席 \| 普通車 \| 普通車 \| 普通車 \| 普通車 \| 普通車 \| 普通車 \| 普通車 \| グリーン車 \| グリーン車 \| グリーン車 \| 普通車 \| 普通車 \| 普通車 \| 普通車 \| 普通車 \| 普通車 \| \| 定員 \| 53 \| 100 \| 90 \| 100 \| 95 \| 100 \| 75 \| 68 \| 64 \| 68 \| 63 \| 100 \| 95 \| 100 \| 90 \| 63 \| \| 搭載機器 \| CP,CVT \| CI×2 APU,BT \| MTr \| CI×2 BT \| CP CVT \| CI×2 APU,BT \| MTr \| CI×2 BT \| CP CVT \| CI×2 APU,BT \| MTr \| CI×2 BT \| CP CVT \| CI×2 APU,BT \| MTr \| CI×2 CP,BT \| \| 重量 \| 38.1 t \| 38.2 t \| 41.0 t \| 37.4 t \| 39.5 t \| 38.5 t \| 42.1 t \| 38.9 t \| 38.3 t \| 38.9 t \| 42.1 t \| 37.5 t \| 39.5 t \| 38.5 t \| 40.9 t \| 39.2 t \| \| ユニット \| 1ユニット \| 1ユニット \| 1ユニット \| 1ユニット \| 2ユニット \| 2ユニット \| 2ユニット \| 2ユニット \| 3ユニット \| 3ユニット \| 3ユニット \| 3ユニット \| 4ユニット \| 4ユニット \| 4ユニット \| 4ユニット \| |            |             |            |            |            |             |             |             |            |             |              |            |            |             |            |             |
| 号車 | 1          | 2           | 3          | 4          | 5          | 6           | 7           | 8           | 9          | 10          | 11           | 12         | 13         | 14          | 15         | 16          |
| 形式 | 521形 (Mc) | 526形 (M1)  | 527形 (Mp) | 528形 (M2) | 525形 (M') | 526形 (M1)  | 527形 (Mpk) | 518形 (M2s) | 515形 (Ms) | 516形 (M1s) | 527形 (Mpkh) | 528形 (M2) | 525形 (M') | 526形 (M1)  | 527形 (Mp) | 522形 (M'c) |
| 座席 | 普通車     | 普通車      | 普通車     | 普通車     | 普通車     | 普通車      | 普通車      | グリーン車  | グリーン車 | グリーン車  | 普通車       | 普通車     | 普通車     | 普通車      | 普通車     | 普通車      |
| 定員 | 53         | 100         | 90         | 100        | 95         | 100         | 75          | 68          | 64         | 68          | 63           | 100        | 95         | 100         | 90         | 63          |
| 搭載機器 | CP,CVT     | CI×2 APU,BT | MTr        | CI×2 BT    | CP CVT     | CI×2 APU,BT | MTr         | CI×2 BT     | CP CVT     | CI×2 APU,BT | MTr          | CI×2 BT    | CP CVT     | CI×2 APU,BT | MTr        | CI×2 CP,BT  |
| 重量 | 38.1 t     | 38.2 t      | 41.0 t     | 37.4 t     | 39.5 t     | 38.5 t      | 42.1 t      | 38.9 t      | 38.3 t     | 38.9 t      | 42.1 t       | 37.5 t     | 39.5 t     | 38.5 t      | 40.9 t     | 39.2 t      |
| ユニット | 1ユニット  | 1ユニット   | 1ユニット  | 1ユニット  | 2ユニット  | 2ユニット   | 2ユニット   | 2ユニット   | 3ユニット  | 3ユニット   | 3ユニット    | 3ユニット  | 4ユニット  | 4ユニット   | 4ユニット  | 4ユニット   |

凡例
- MTr：主変圧器、CI：主変換装置、APU：補助電源装置、CVT：補助電源装置（定電圧変圧器）、CP：空気圧縮機、BT：蓄電池
  - 搭載機器はW1編成落成時のもの。W2編成以降は522形のCPなし

## 8両編成への短縮

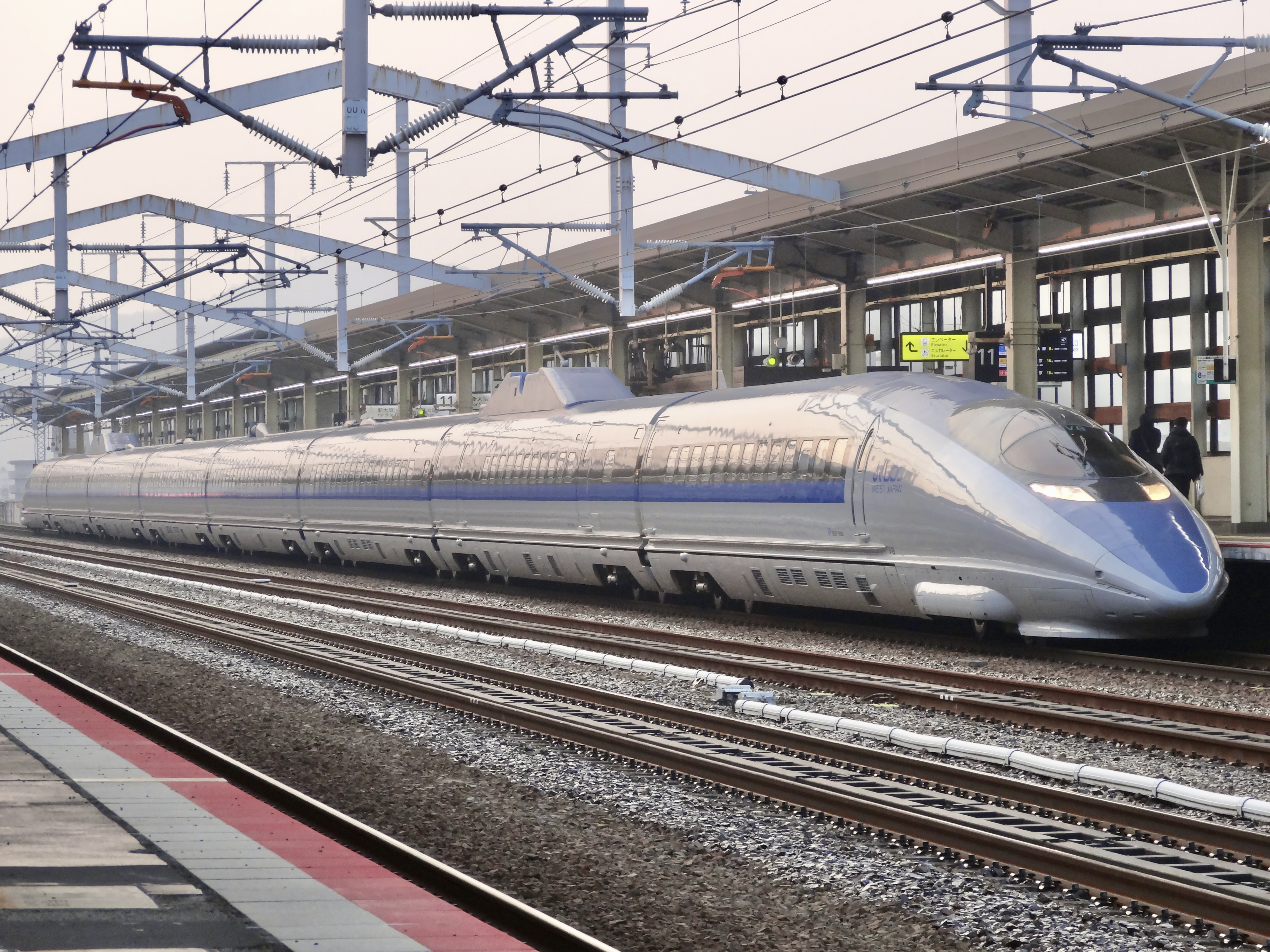
8両編成に短縮された500系V8編成（姫路駅）

2007年にN700系が営業運転を開始したことと、同系が増備されたことにより、500系は2010年2月に「のぞみ」の定期運用から離脱し、余剰となった9編成のうち、量産先行車のW1編成を除く8編成（W2 - W9編成）については、2008年から2010年にかけて8両編成の7000番台（V編成）への改造が行われた。このため、V1編成は欠番となっている。

2007年10月20日付の各社報道で、500系を16両から8両に減車（余剰となる中間車は廃車）するとされたが、2007年12月のJR西日本定例社長会見で5編成を順次8両化し、2008年12月以降は山陽新幹線内の「こだま」として運用すると正式発表された。このうち、W3編成が最初に営業運転から離脱し8両化改造工事を受けたのちV3編成を名乗り、2008年3月28日（改造日も同日付）に博多総合車両所で報道公開された。その後、V2・V4 - V9編成も改造工事を終え、試運転を経て営業運転に充当された。
V編成は全車普通車で、4 - 6号車（このうち6号車は元グリーン車516形改造の526形7200番台）は2列 + 2列の指定席、そのほかの車両は3列 + 2列の自由席である。V編成を組成する車両はW編成の号車番号によるところの、博多方から1・2・3・4・13・10・11・16号車に当たる。車両番号は元番号 + 7000（6号車の526形7200番台は元番号 + 7200）とされた。
カラーリングはW編成時代から変更されていない。なお、組成から外れた車両は廃車された。
なお、最高運転速度は285 km/hとされている。8両編成化に伴い、パンタグラフの変更だけでなく、車体形状によりパンタグラフのカバー側壁の設置がなされなかったことや、短い編成中に重量機器が集中し300 km/h運転が環境基準の面で不可能とされたことも最高285 km/hに落とされた理由とされている。
V編成は2008年12月1日から運用が開始されたが、このときは主に0系と入れ替わる形になっていた。2009年3月14日改正からは、通勤・通学や帰宅時間帯の朝晩に重点的に運用が組まれた。これは、ほかの「こだま」用車両よりも定員が多いためである。
| 号車                  | 1    | 2     | 3    | 4    | 5    | 6                               | 7    | 8    | 計    |
| --------------------- | ---- | ----- | ---- | ---- | ---- | ------------------------------- | ---- | ---- | ----- |
| 0系（R編成）          | 56名 | 84名  | 48名 | 76名 | 76名 | 60名                            |      |      | 400名 |
| 100系（P編成）        | 52名 | 80名  | 58名 | 60名 |      |                                 |      |      | 250名 |
| 100系（K編成）        | 52名 | 80名  | 58名 | 72名 | 72名 | 60名                            |      |      | 394名 |
| 500系（V編成）        | 53名 | 100名 | 78名 | 78名 | 74名 | 68名                            | 51名 | 55名 | 557名 |
| 700系（E編成）        | 65名 | 100名 | 80名 | 80名 | 72名 | 72名                            | 50名 | 52名 | 571名 |
| N700系（S編成,R編成） | 60名 | 100名 | 80名 | 80名 | 72名 | 60名(普通席36名,グリーン席24名) | 38名 | 56名 | 546名 |

### 改造内容
16両編成から8両編成に改造されたときの主な内容は以下の通り。
- 内装のリフレッシュと荷棚の交換。
- 全席禁煙化により2両（新3・7号車の博多寄り）に喫煙ルームを設置。なお、博多南線内は全面禁煙のため、喫煙ルームでも喫煙できない。
  - 仕切り扉位置の関係で喫煙ルーム寄りの座席2列は2列 + 2列に変更。これらにより定員は減少（3号車：90名→78名、7号車：63名→51名）。
- 元10号車（新6号車）のグリーン車を普通車化。座席の枕とフットレスト、オーディオシステムを撤去。定員は変更なし。
- 元13号車（新5号車）にあったオリジナルの翼型パンタグラフ（編成から外れた車両では元5号車）を撤去し、新2・7号車にシングルアーム型パンタグラフ（WPS208）を新設[44][注 12]。
- 元8・9号車間のケーブルヘッドを新4・5号車間に移設。
- 元11号車（新7号車）の業務用室の空きスペースに[注 13]、補助変圧器を設置。
- 新2・7号車にセミアクティブサスペンション・静電アンテナ・補助電動空気圧縮機を追加。
- 新2・4・6号車に非常はしごを追加。
- ドアチャイムを追加（音は700系後期車・N700系と同一）。
- 背面テーブルの車内案内図をN700系に準じたデザインに変更。
- デッキの照明を白色LEDに変更。
- 列車の速度が時速5 km/h以上となると非常用ドアコックをロックする機能を追加。

8両編成改造以降に行われた改造は以下の通り。
- 子ども用の擬似運転台が設置（2009年9月19日から8号車の新大阪寄りに、一部座席〈12・13番ABDE席〉を撤去して設置。ハンドルやスイッチを設置しており、これらを操作することで速度計やATC信号などが対応して点灯する仕組みとなっている[45]）。
- 4・5号車の座席を1列5席から700系E編成の指定席車と同じ1列4席に変更し、座席を700系E編成の指定席車と同等のものに交換（座席は新製[46][47]。2013年10月から12月にかけて、6号車及び700系E編成とのサービス格差を解消するため、従来より多客期などに指定席に変更されることがあった4・5号車を改造し、6号車との格差はシートピッチ〈6号車は1,160 mm、4・5号車は1,020 mm〉を除いて解消した。また仕切り扉位置の変更はないことから、車端部では山側に1人席も誕生した。同年12月19日をもって全編成の改造が完了し、同日より5号車が通年指定席となった[48]。2014年3月15日のダイヤ改正以降では4 - 6号車が指定席となっている）。
- 車内無料公衆無線LANサービス「Shinkansen Free Wi-Fi」の設置[49]
- 編成中の和式トイレの洋式化[49]
- 制御装置がIGBT-VVVFインバータ装置化（2016年から一部編成のみ）
- 行先表示器がフルカラーLED化（2021年から）

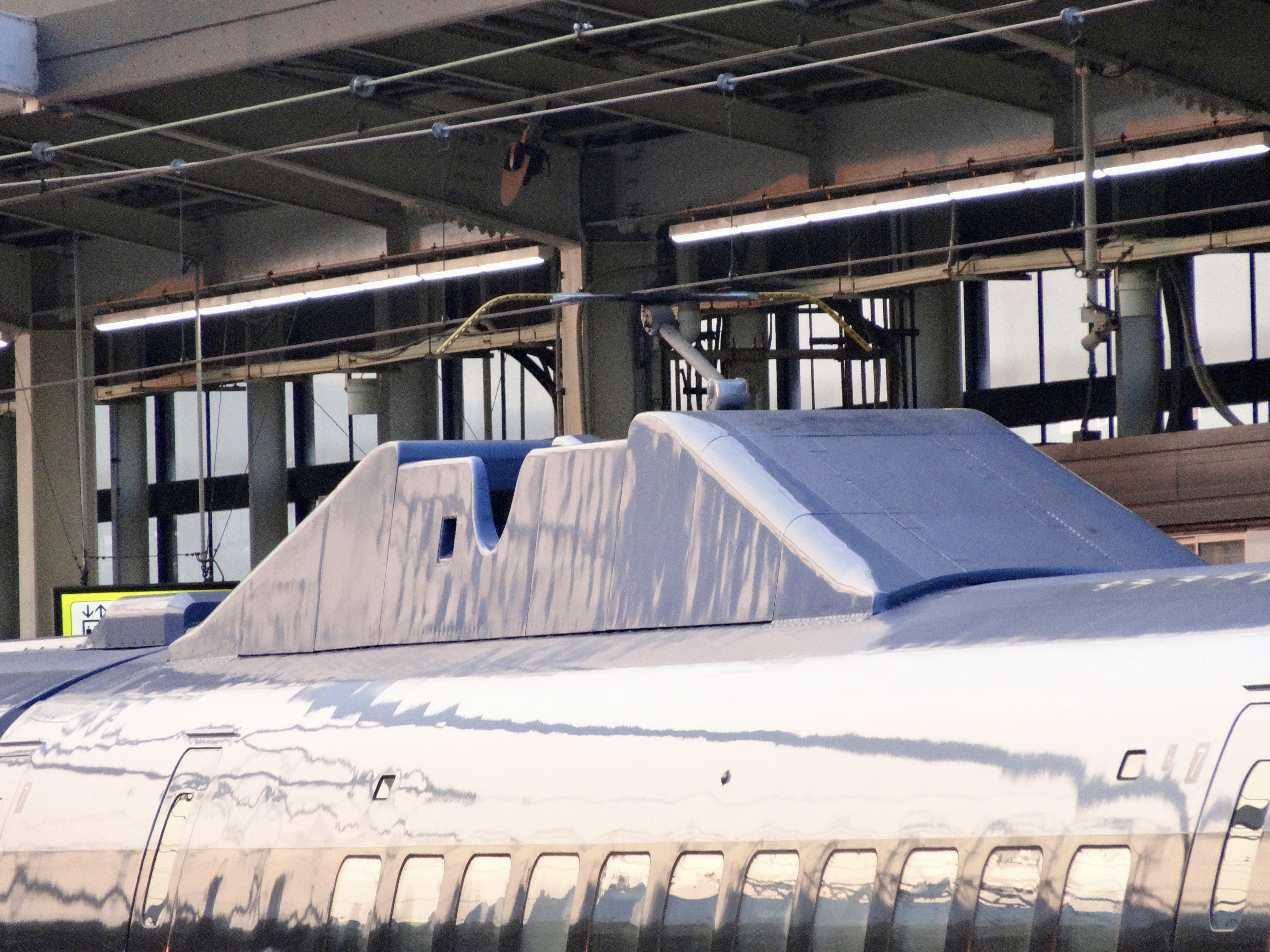
シングルアームパンタグラフ
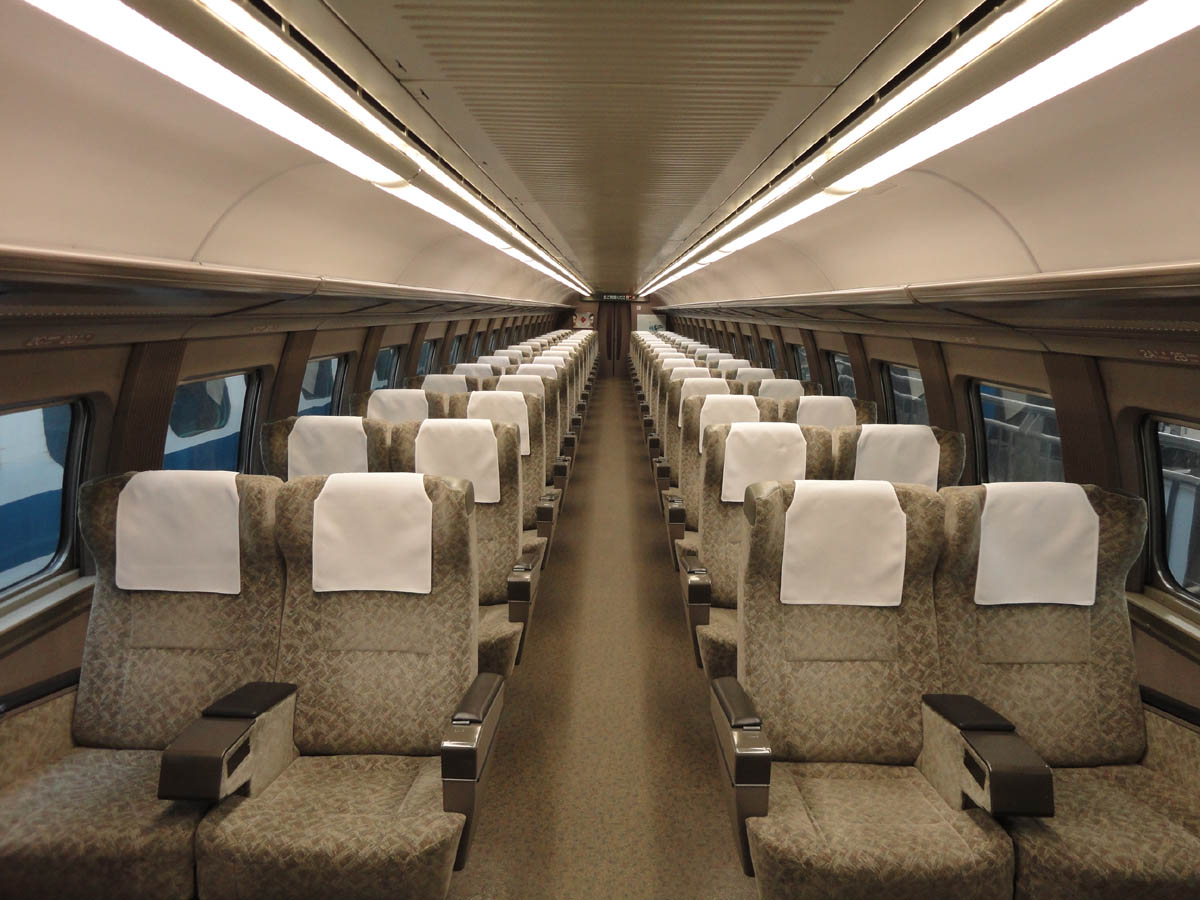
6号車
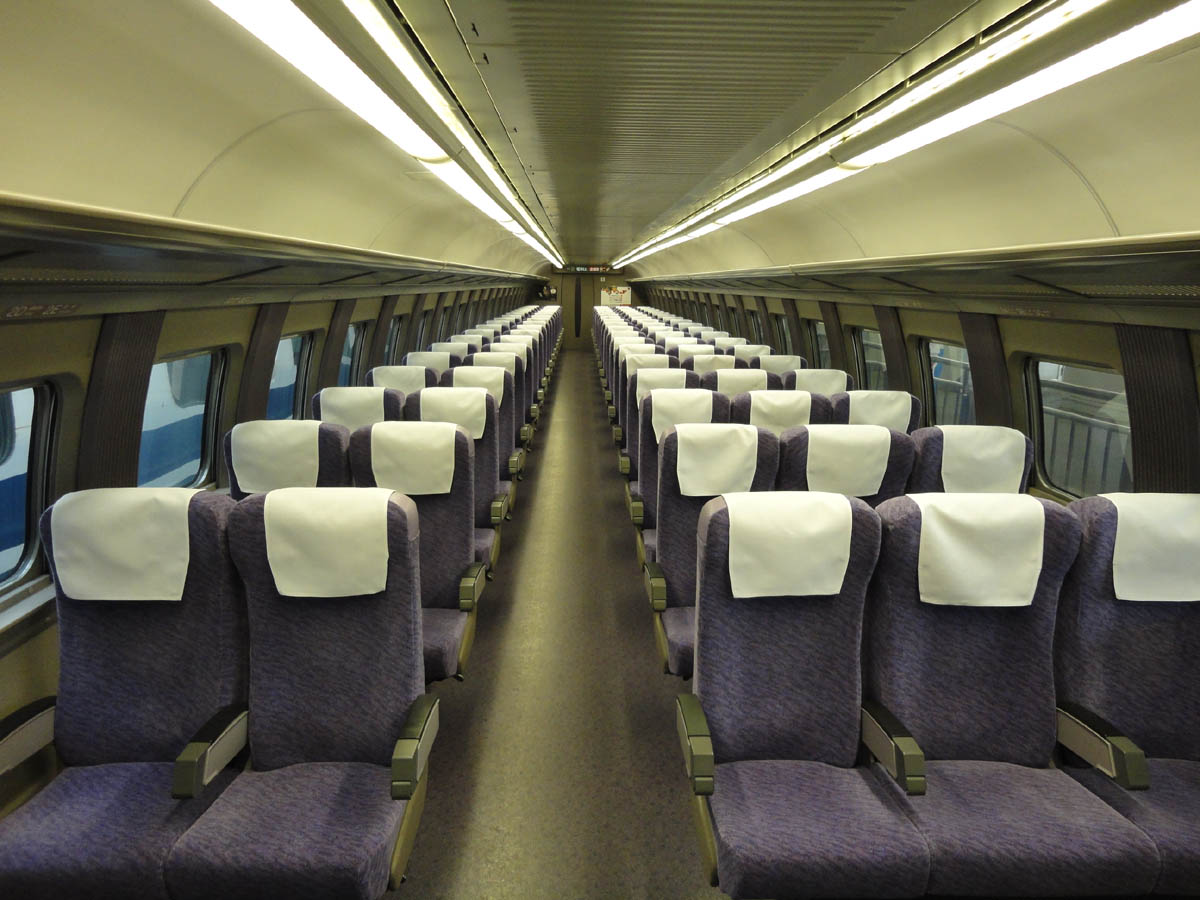
5号車 （2列 + 3列時代）
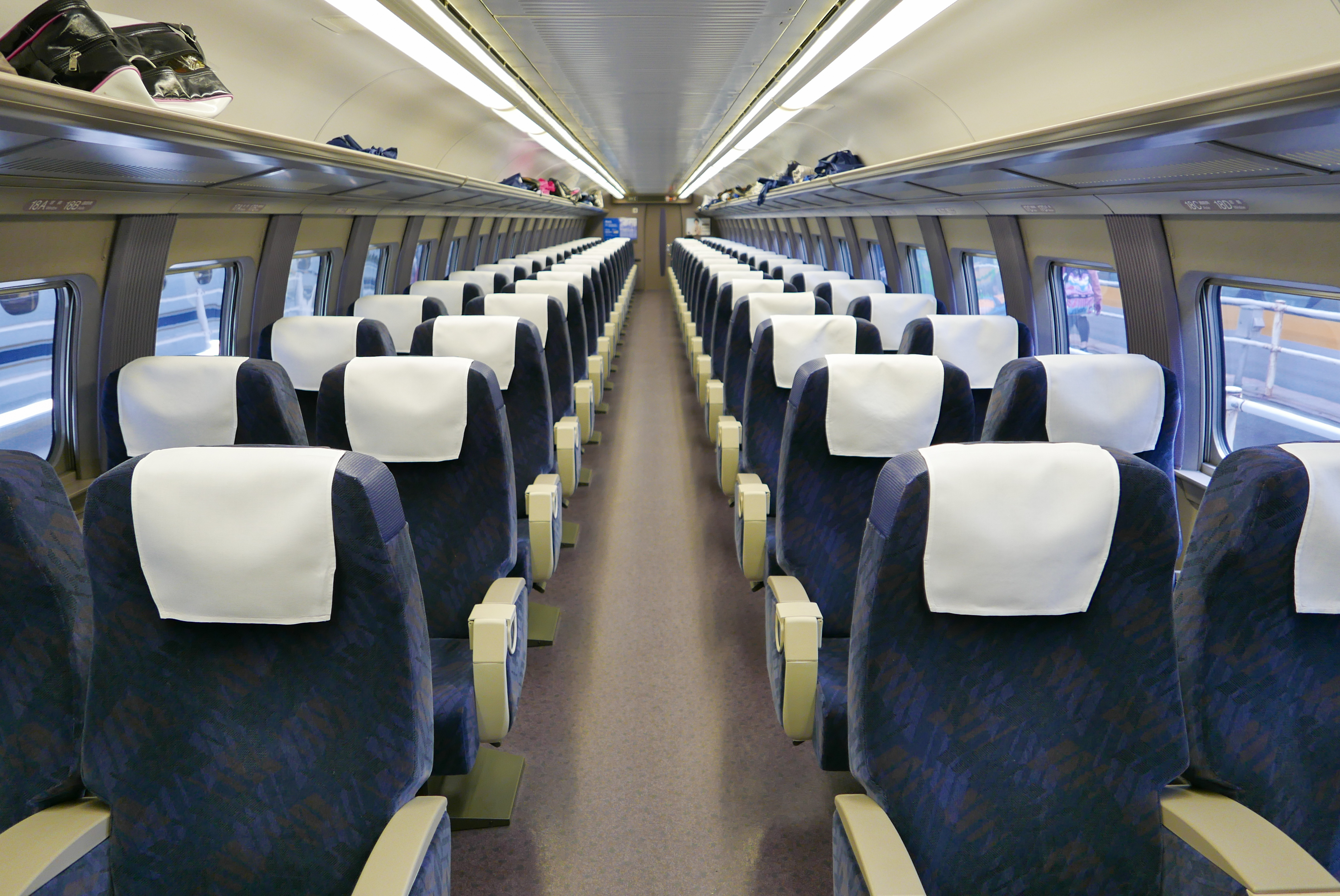
4号車 （2列 + 2列改造後）
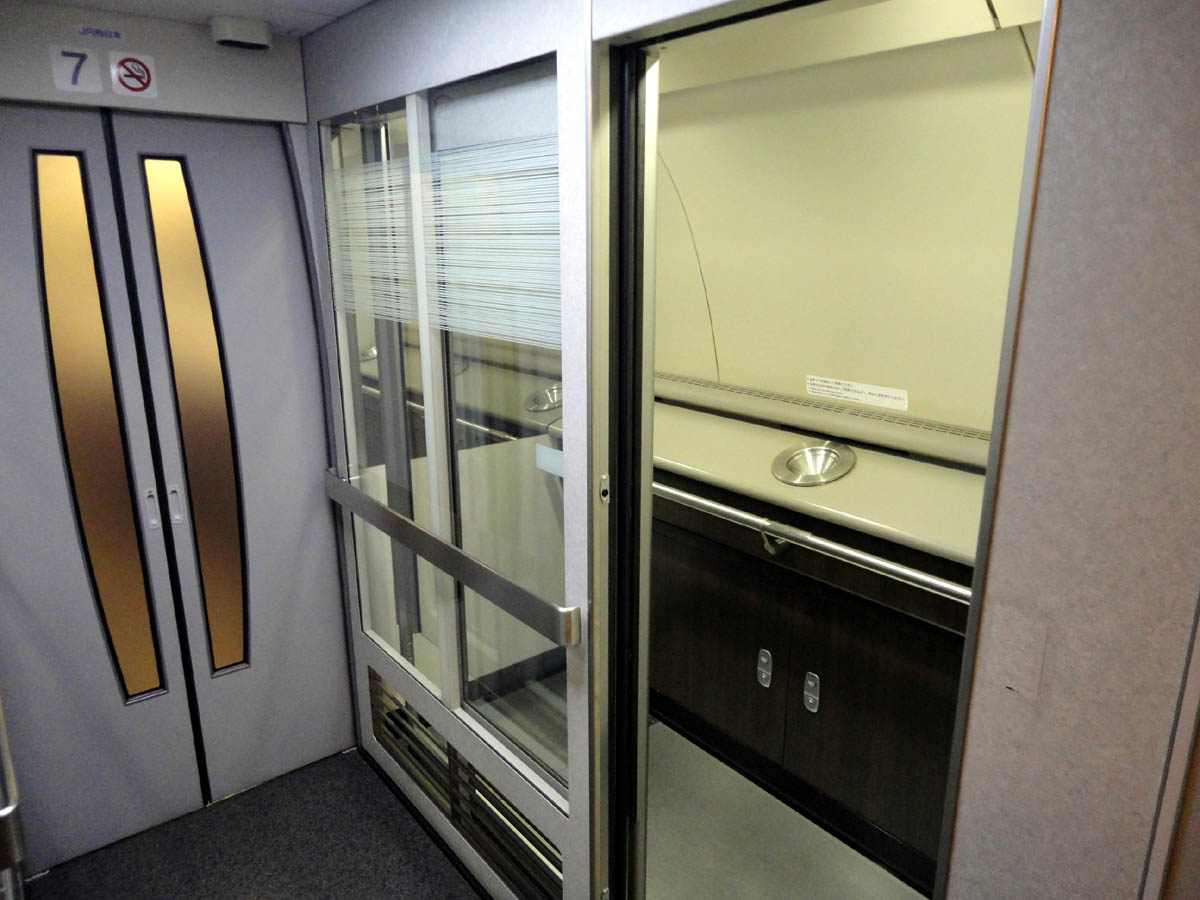
喫煙ルーム（2024年3月15日をもって使用停止）
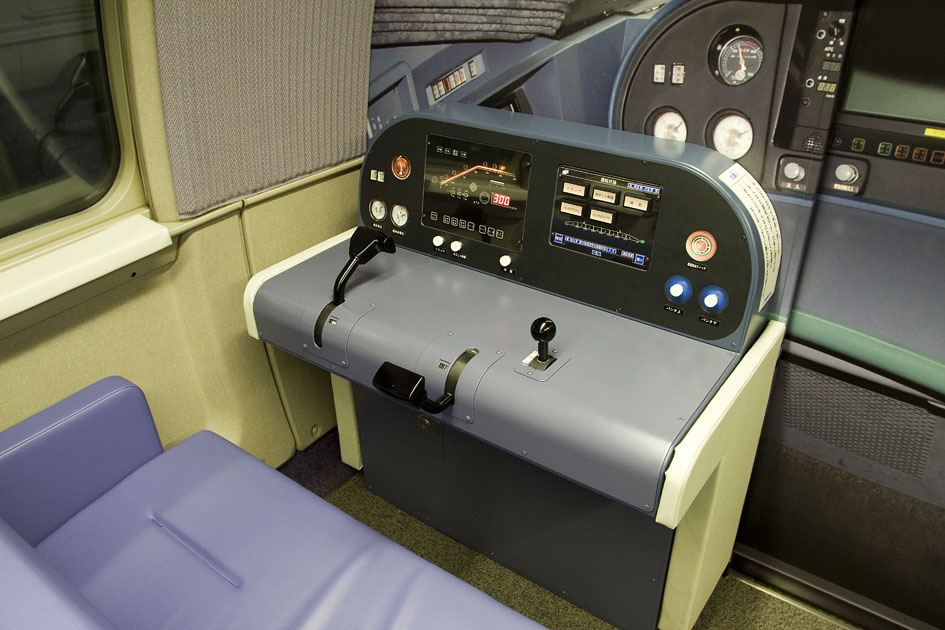
500系 擬似運転台 （2009年9月20日）
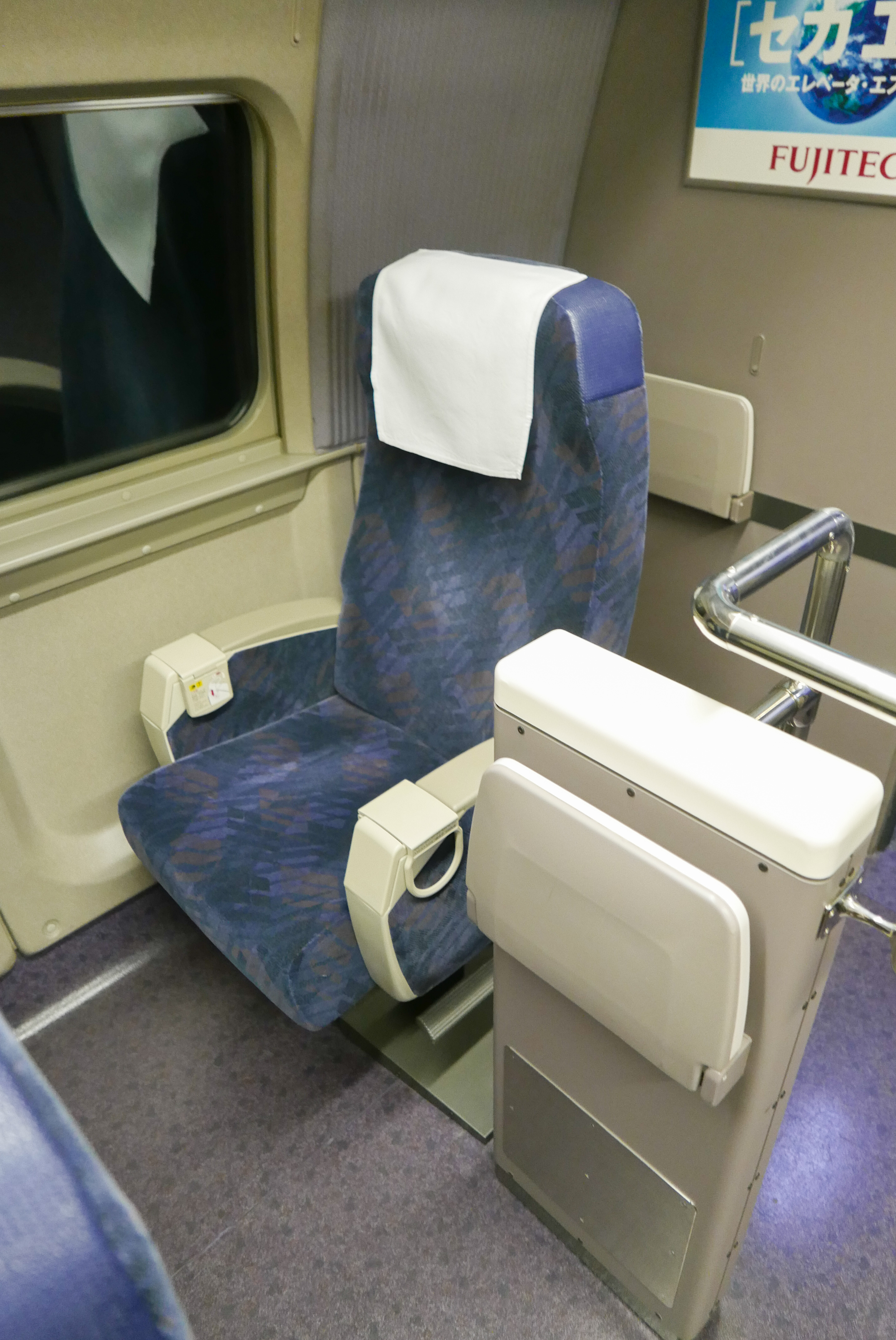
再改造で誕生した1人席

| W編成 | 新製日         | 余剰車廃車 編成名抹消                  | 入場日        | 出場日 改造日  | V編成      | 擬似運転台取付 | 編成名抹消（V編成） | 備考                          |
| ----- | -------------- | -------------------------------------- | ------------- | -------------- | ---------- | -------------- | ------------------- | ----------------------------- |
| W1    | 1996年1月31日  | 6両：2012年1月30日 10両：2014年3月28日 | 改造されず    | 改造されず     | 改造されず | 改造されず     |                     | 全車廃車 先頭車は保存（後述） |
| W2    | 1997年7月3日   | 2008年9月17日                          | 2008年9月18日 | 2009年1月14日  | V2         | 2009年9月30日  |                     | 行先表示器LED化               |
| W3    | 1997年8月30日  | 2007年11月1日                          | 2007年11月2日 | 2008年3月28日  | V3         | 2009年10月7日  |                     | 短編成化第1号                 |
| W4    | 1997年10月30日 | 2008年7月18日                          | 2008年7月18日 | 2008年10月27日 | V4         | 2009年10月15日 |                     | 行先表示器LED化               |
| W5    | 1997年12月20日 | 2008年1月10日                          | 2008年2月6日  | 2008年5月20日  | V5         | 2009年11月7日  | 2022年3月12日       |                               |
| W6    | 1998年1月28日  | 2008年4月20日                          | 2008年4月23日 | 2008年9月2日   | V6         | 2009年9月17日  | 2022年3月12日       |                               |
| W7    | 1998年6月26日  | 2010年1月13日                          |               | 2010年5月10日  | V7         | 2010年5月10日  |                     | 行先表示器LED化               |
| W8    | 1998年8月28日  | 2010年3月10日                          |               | 2010年6月29日  | V8         | 2010年6月29日  |                     | 行先表示器LED化               |
| W9    | 1998年10月18日 | 2009年11月11日                         |               | 2010年2月24日  | V9         | 2010年2月24日  |                     | 行先表示器LED化               |

### 形式
山陽新幹線区間の「こだま」として使用されるV編成組成時に、以下の各形式について改造による番台区分が発生している。
521形7000番台 (MC)
普通席を備える制御電動車で、1号車として使用。車両番号などを除き、車両外観・車内設備は521形0番台と同様。

522形7000番台 (M2C)
普通席を備える制御電動車で、8号車として使用。2009年9月以降、東京寄りの座席2列を撤去し、お子様用運転台を設置。

525形7000番台 (M)
普通席を備える中間電動車で、5号車として使用。集電装置（翼型パンタグラフ）・補助空気圧縮機・セミアクティブサスペンションが撤去された。後に4列化され、定員が22名減少した。

526形 (M1)
普通席を備える中間電動車。
7000番台
2号車として使用。新たに集電装置（シングルアーム型パンタグラフ）・補助空気圧縮機・セミアクティブサスペンションを搭載。
7200番台
6号車として使用。グリーン車である516形を、シートピッチはそのままにオーディオシステムやフットレストなどの付帯設備を撤去して普通車化。

527形
普通席を備える中間電動車。
7000番台 (Mp)
3号車として使用。博多寄りの座席2列を撤去し、喫煙ルームを設置。
7700番台 (Mpkh)
7号車として使用。博多寄りの座席2列を撤去し、喫煙ルームを設置。新たに補助変圧器・集電装置（シングルアーム型パンタグラフ）・補助空気圧縮機・セミアクティブサスペンションを搭載。

528形7000番台 (M2)
普通席を備える中間電動車。V編成4号車として使用。車両番号などを除き、車両概観・車内設備は528形0番台と同様。5号車とともに後に4列化され、定員が21名減少した。
- 521形7000番台
(521-7002)
- 522形7000番台
(522-7002)
- 525形7000番台
(525-7004)
- 526形7000番台
(526-7004)
- 526形7200番台
(526-7202)
- 527形7000番台
(527-7003)
- 527形7700番台
(527-7702)
- 528形7000番台
(528-7002)

| 500系8両編成（V編成）編成表 |      |            |            |            |            |           |            |              |             |
| ← 博多新大阪 → |      |            |            |            |            |           |            |              |             |
| \| 号車 \| 号車 \| 1 \| 2 \| 3 \| 4 \| 5 \| 6 \| 7 \| 8 \| \| ---- \| ---- \| ---------- \| ---------- \| ---------- \| ---------- \| --------- \| ---------- \| ------------ \| ----------- \| \| 形式 \| 形式 \| 521形 (MC) \| 526形 (M1) \| 527形 (Mp) \| 528形 (M2) \| 525形 (M) \| 526形 (M1) \| 527形 (Mpkh) \| 522形 (M2C) \| \| 番台 \| 番台 \| 7000番台 \| 7000番台 \| 7000番台 \| 7000番台 \| 7000番台 \| 7200番台 \| 7700番台 \| 7000番台 \| \| 定員 \| 定員 \| 53 \| 100 \| 78 \| 100 → 78 \| 95 → 74 \| 68 \| 51 \| 63 → 55 \| \| 重量 \| 重量 \| 39.1 t \| 40.1 t \| 42.1 t \| 37.7 t \| 39.8 t \| 40.0 t \| 49.9 t \| 39.5 t \| |      |            |            |            |            |           |            |              |             |
| 号車 | 号車 | 1          | 2          | 3          | 4          | 5         | 6          | 7            | 8           |
| 形式 | 形式 | 521形 (MC) | 526形 (M1) | 527形 (Mp) | 528形 (M2) | 525形 (M) | 526形 (M1) | 527形 (Mpkh) | 522形 (M2C) |
| 番台 | 番台 | 7000番台   | 7000番台   | 7000番台   | 7000番台   | 7000番台  | 7200番台   | 7700番台     | 7000番台    |
| 定員 | 定員 | 53         | 100        | 78         | 100 → 78   | 95 → 74   | 68         | 51           | 63 → 55     |
| 重量 | 重量 | 39.1 t     | 40.1 t     | 42.1 t     | 37.7 t     | 39.8 t    | 40.0 t     | 49.9 t       | 39.5 t      |

### 特別編成
上記8編成のうち、V2編成については2014年から一部の車両が改造を受けて特別な編成として運用されている。いずれの編成も新大阪 - 博多間を通して運転するこだま730・741号に限定運用されている。

#### プラレールカー
2014年7月19日より運行を開始した、タカラトミー・パナソニック（初代法人）とのコラボレーション企画による編成。1号車の座席をすべて撤去し、パナソニックの乾電池「EVOLTA」を動力に使用したタカラトミーの鉄道玩具「プラレール」の大型ジオラマ・子供向け運転台・プレイゾーンを設置。また、2号車も一部座席を撤去のうえ、多目的室と大型荷物置き場を設置した。なお、プラレールカーは自由席扱いのため、乗車券 + 自由席特急券のみで利用できる。
当初は2015年3月までの運転を予定していたが、好評のため一部リニューアルしたうえで同年8月まで延長された。

#### 新幹線：エヴァンゲリオン プロジェクト「500 TYPE EVA」

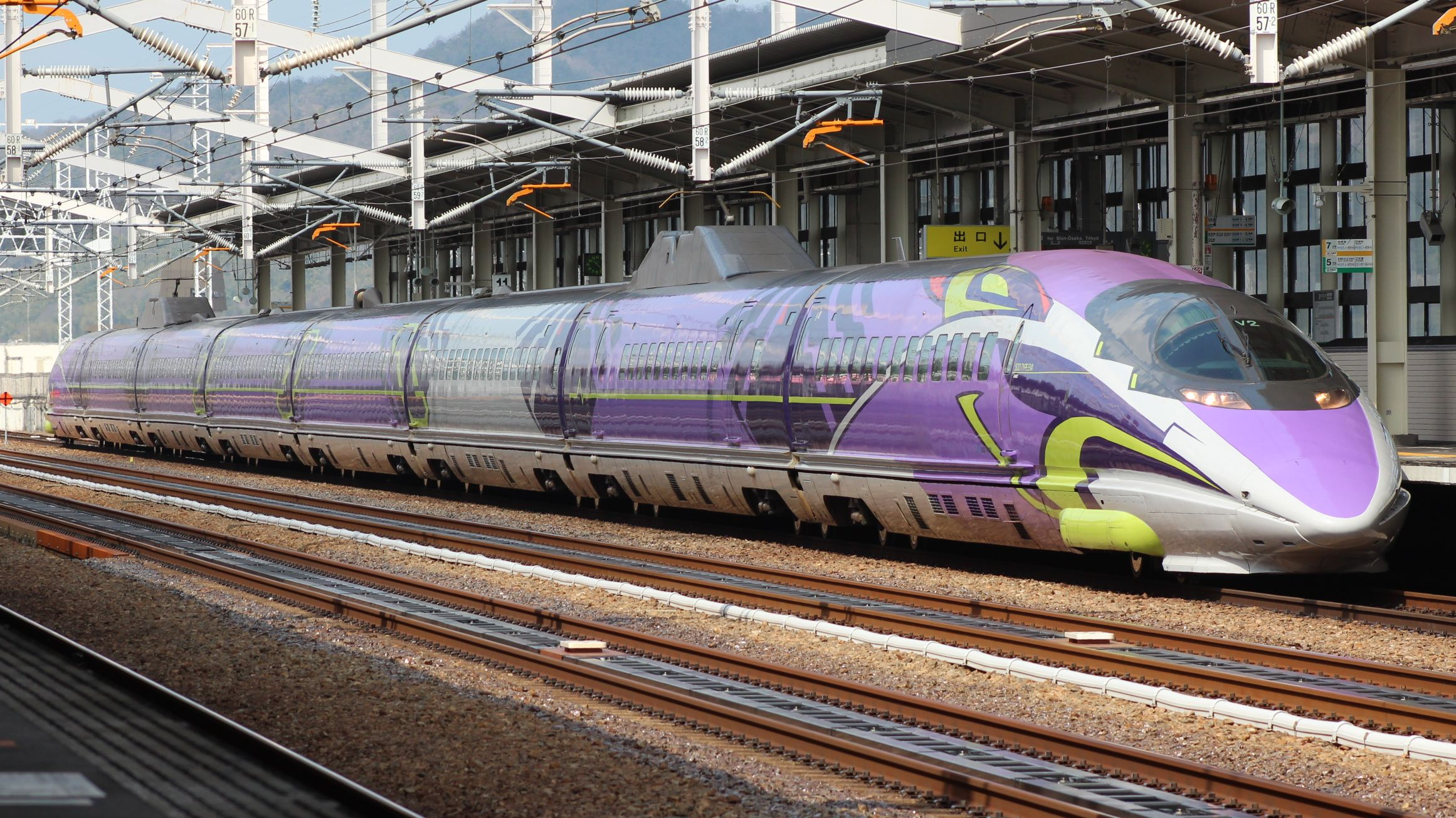
「500 TYPE EVA」塗装
（姫路駅にて）

2015年11月7日より運行を開始した、山陽新幹線運行開始40周年ならびにテレビアニメ『新世紀エヴァンゲリオン』放送開始20周年記念のコラボレーション企画による編成。エヴァンゲリオンシリーズのメカニックデザインを手掛けた山下いくとがエヴァ新幹線のデザインを担当し、原作・総監督の庵野秀明が監修を務めた。山下は500系新幹線の大ファンで、「エヴァ的カラーリングにするとともに元のデザインを生かして未来からやってきた500系みたいにできたらいいな」と述べている。
外観をエヴァンゲリオン初号機をモチーフとしたカラーリングに全面塗装。1号車にはエヴァンゲリオンの実物大コックピットを再現し、ゲームも楽しめる「展示・体験ルーム」に改装。2号車は肘掛けやカバー、床面や貫通扉などに装飾を施し、作品の世界観を表現した「特別内装車」とした。車内チャイムも従来の「いい日旅立ち・西へ」からアニメ主題歌の「残酷な天使のテーゼ」のオルゴールバージョンに変更されている。また、車内放送も運行期間中盤からは渚カヲル役を演じた石田彰が担当した。
「特別内装車」は自由席扱いのため、乗車券 + 自由席特急券のみで利用できるが、「展示・体験ルーム」への入室と「実物大コックピット搭乗体験」利用には、事前の予約が必要。また「特別内装車」の一部は「展示・体験ルーム」入室者向けの待合スペースとなっており、乗車券・特急券のみでは着席できない。2016年3月15日からは、1号車の「実物大コックピット搭乗体験」は引き続き予約が必要だが、「展示・体験ルーム」は予約なしで自由に入室できるようになった（混雑時は制限が掛かる場合がある）。
当初は2017年3月までの運転を予定していたが、好評のため2018年春まで延長されることが発表された。2018年1月19日の春の臨時列車における発表の際に、同年5月13日をもって運転を終了することが公表された。これを受けて同年2月24日から5月7日まで、京都鉄道博物館に保存の521-1（詳細は後述）に本車のラッピングが施された。

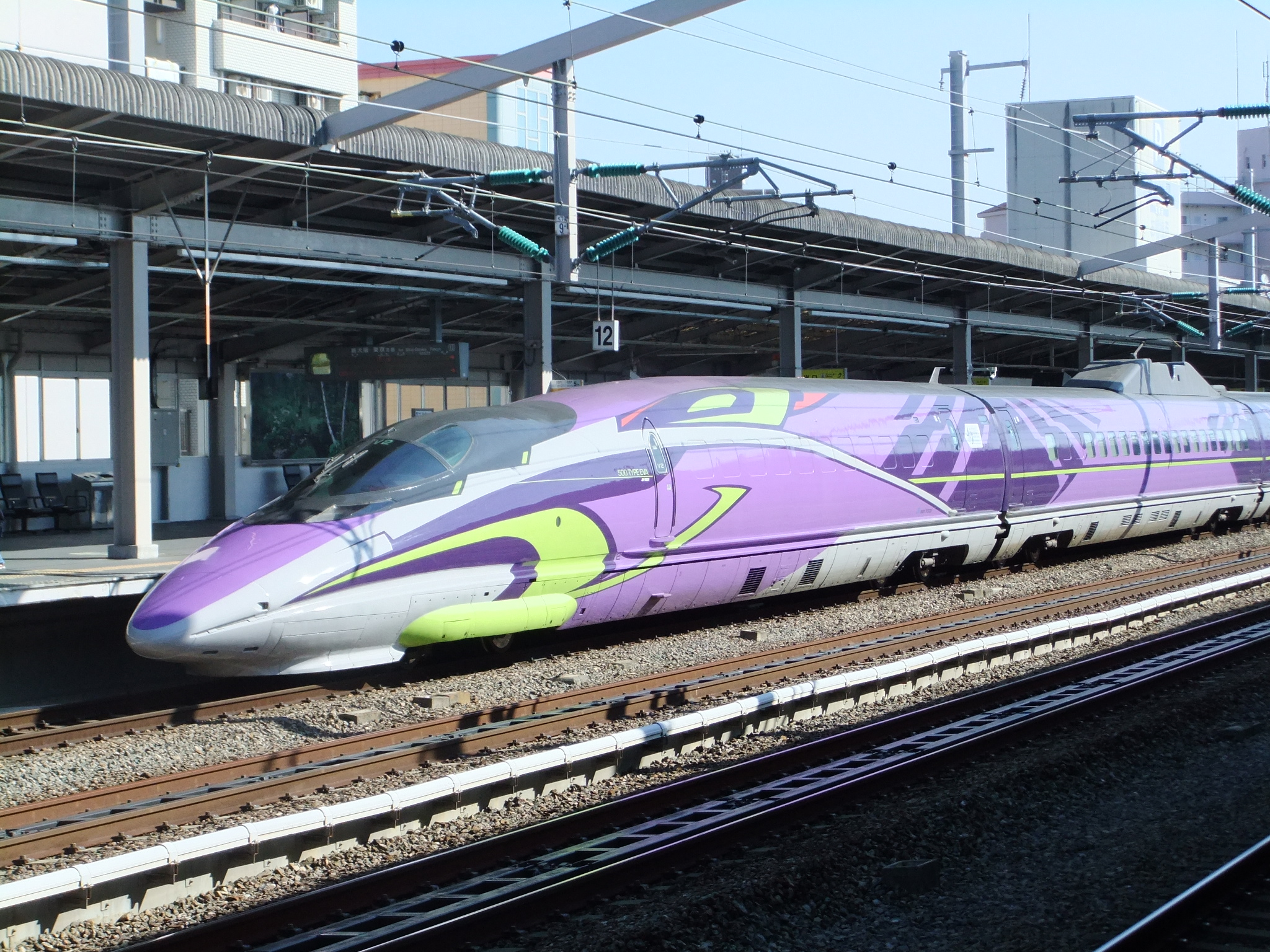
1号車 (521-7002)
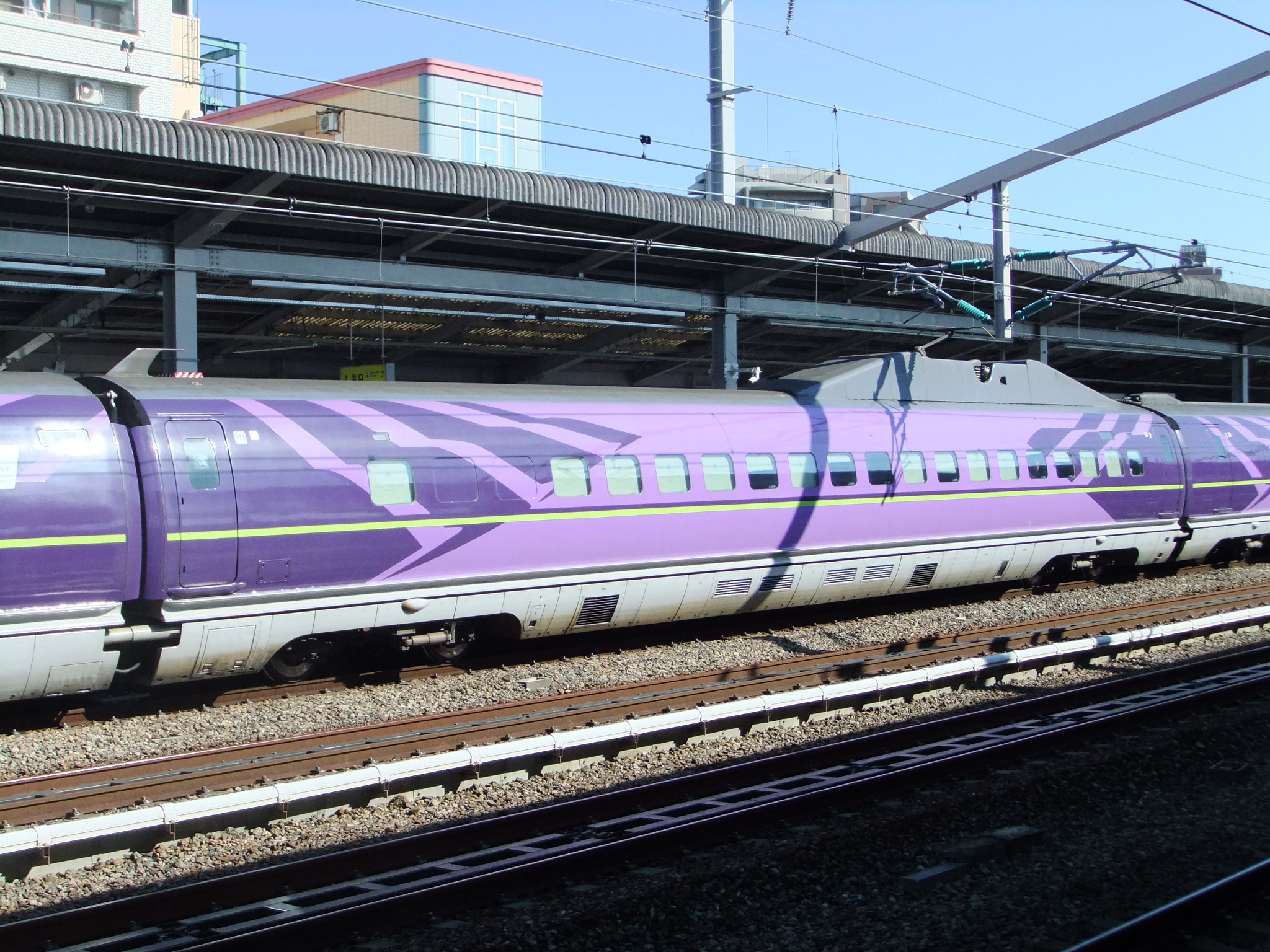
2号車 (526-7004)
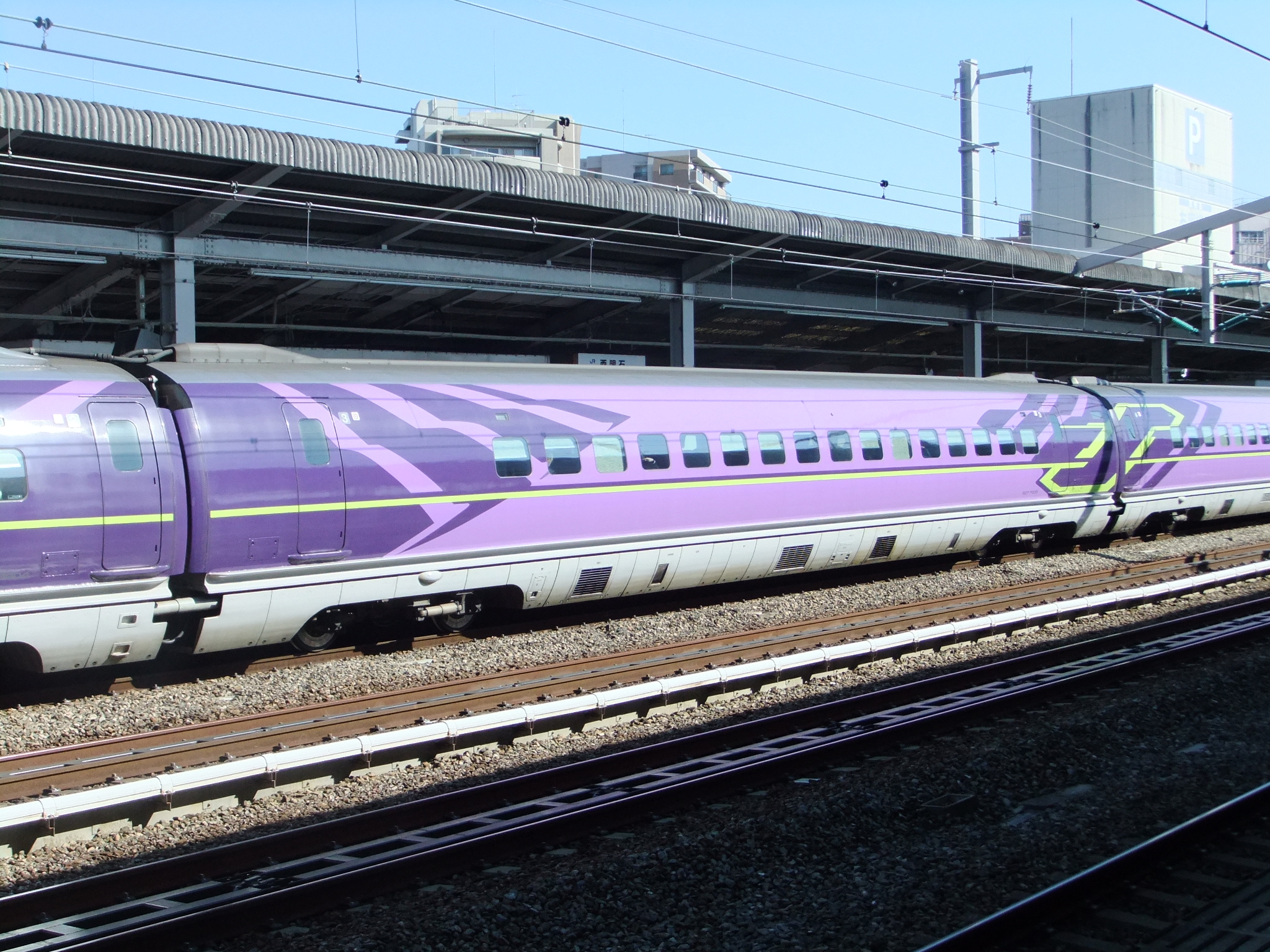
3号車 (527-7003)
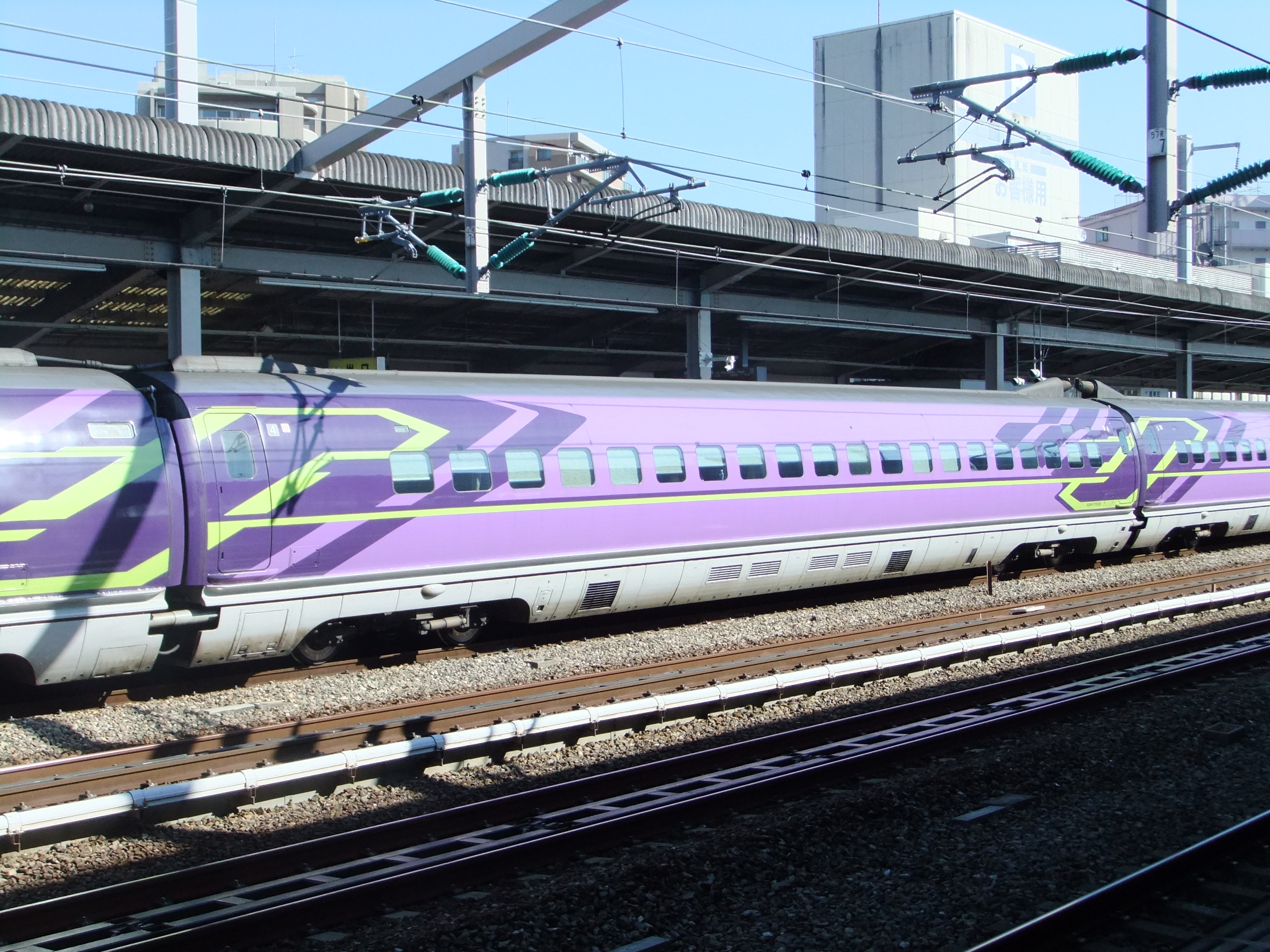
4号車 (528-7002)
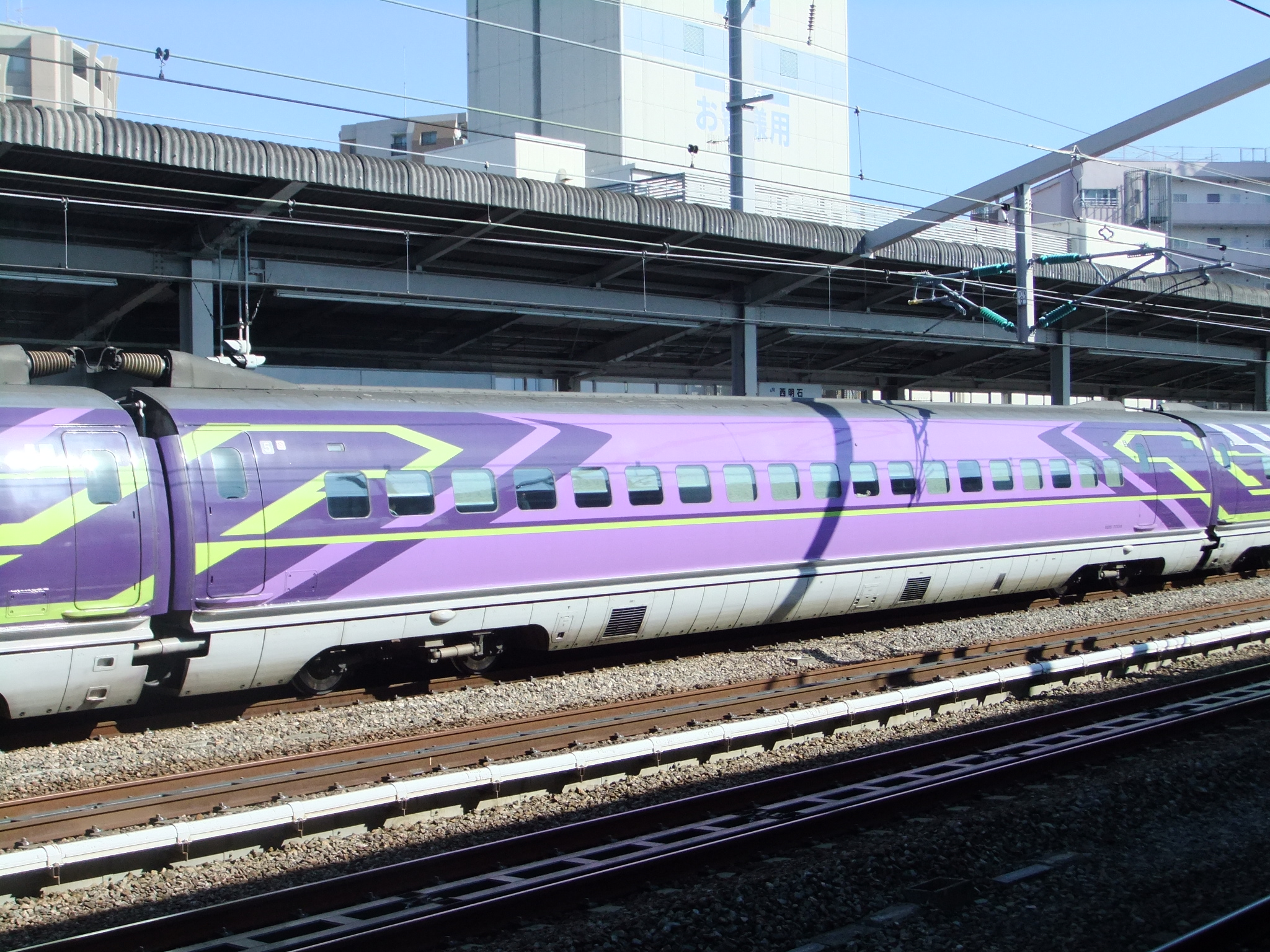
5号車 (525-7004)
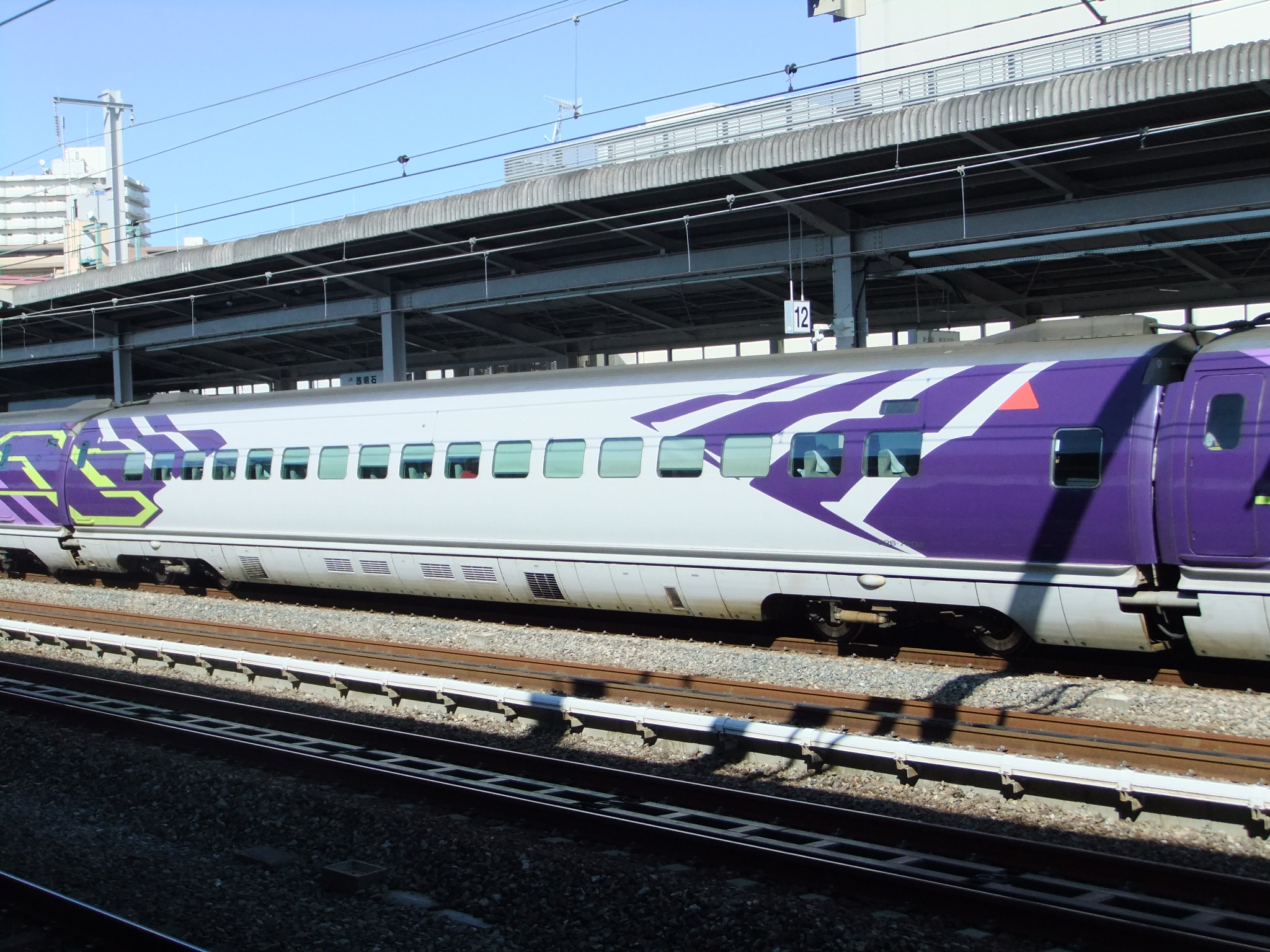
6号車 (526-7202)
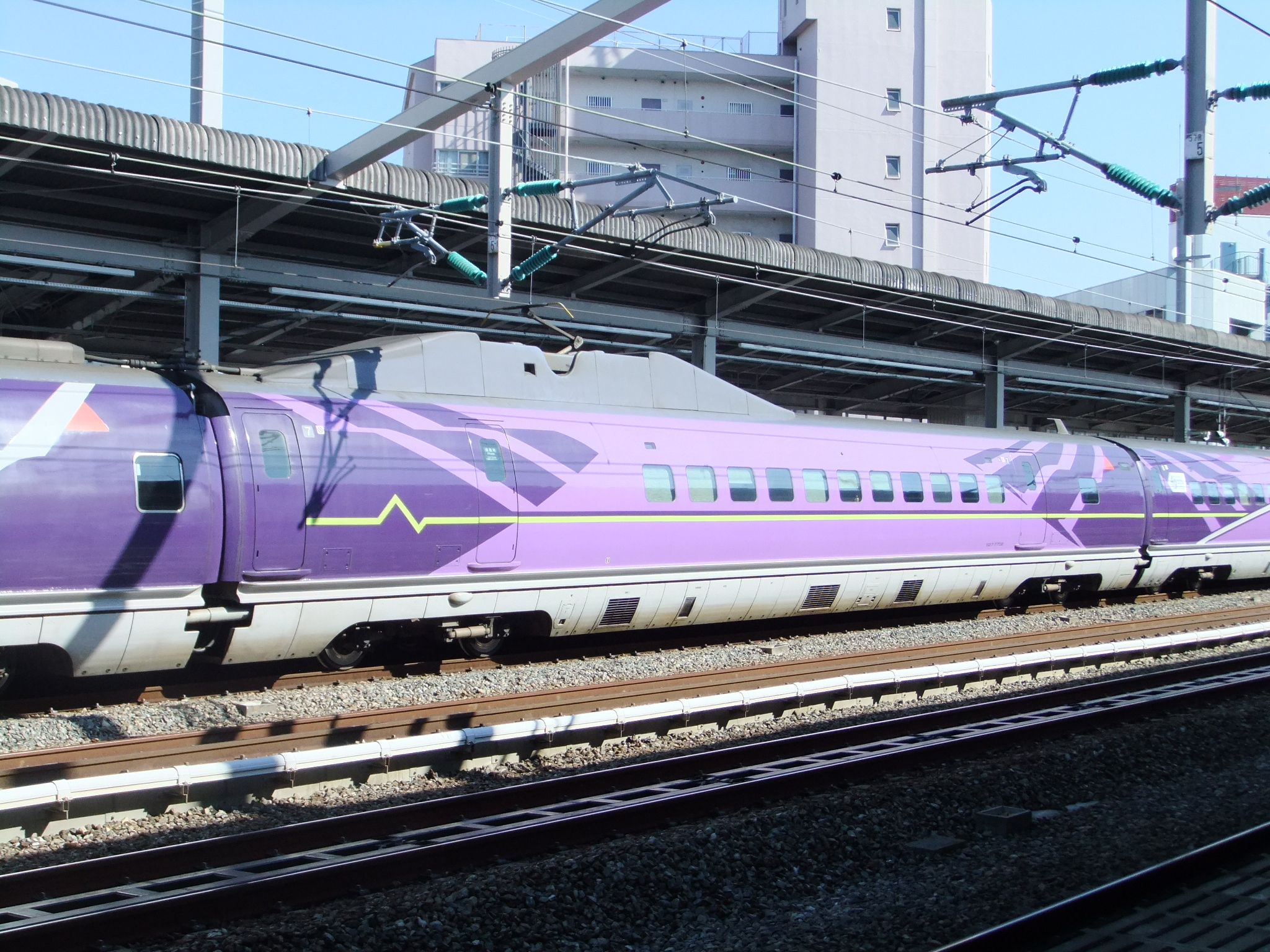
7号車 (527-7702)
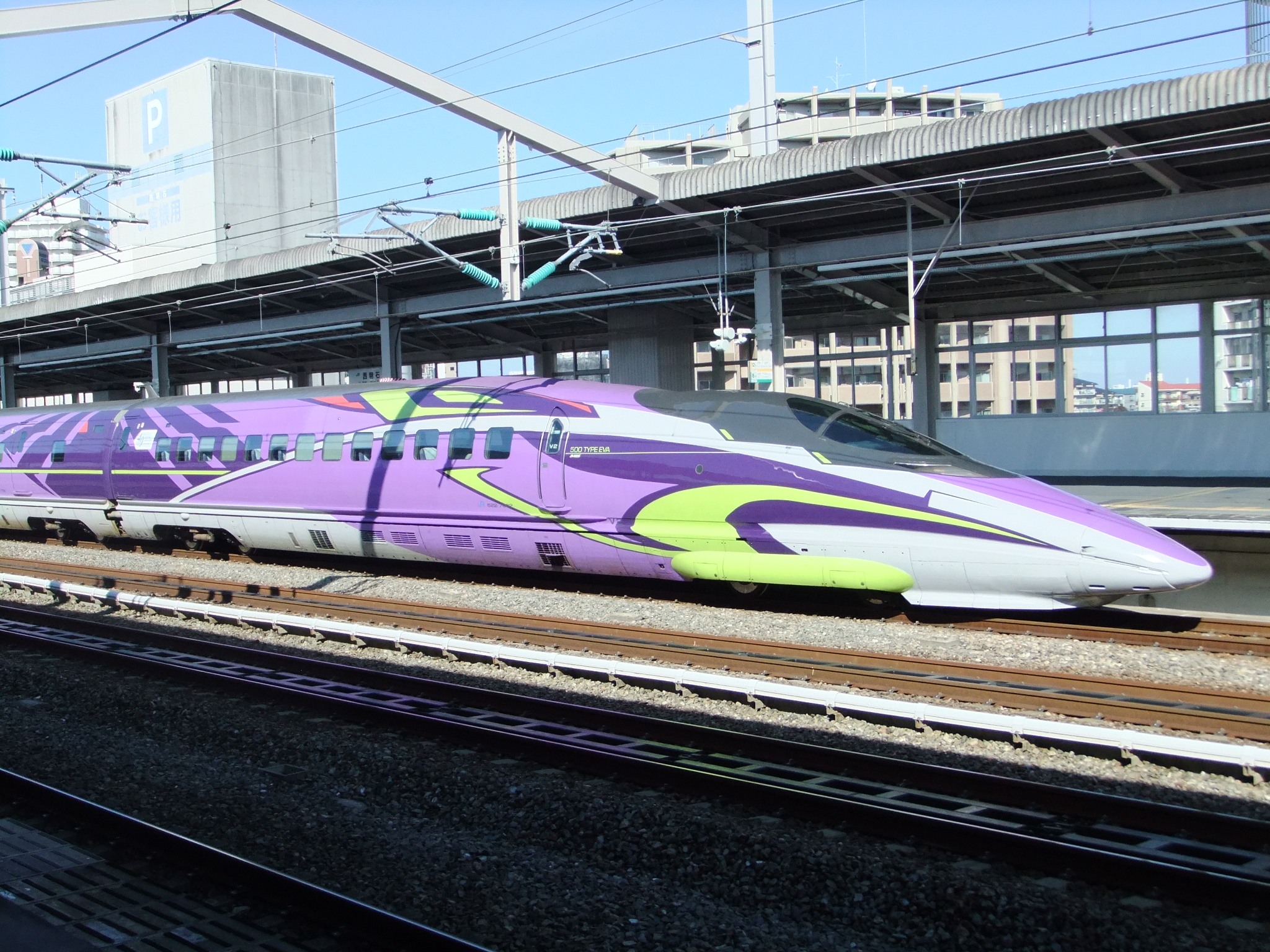
8号車 (522-7002)
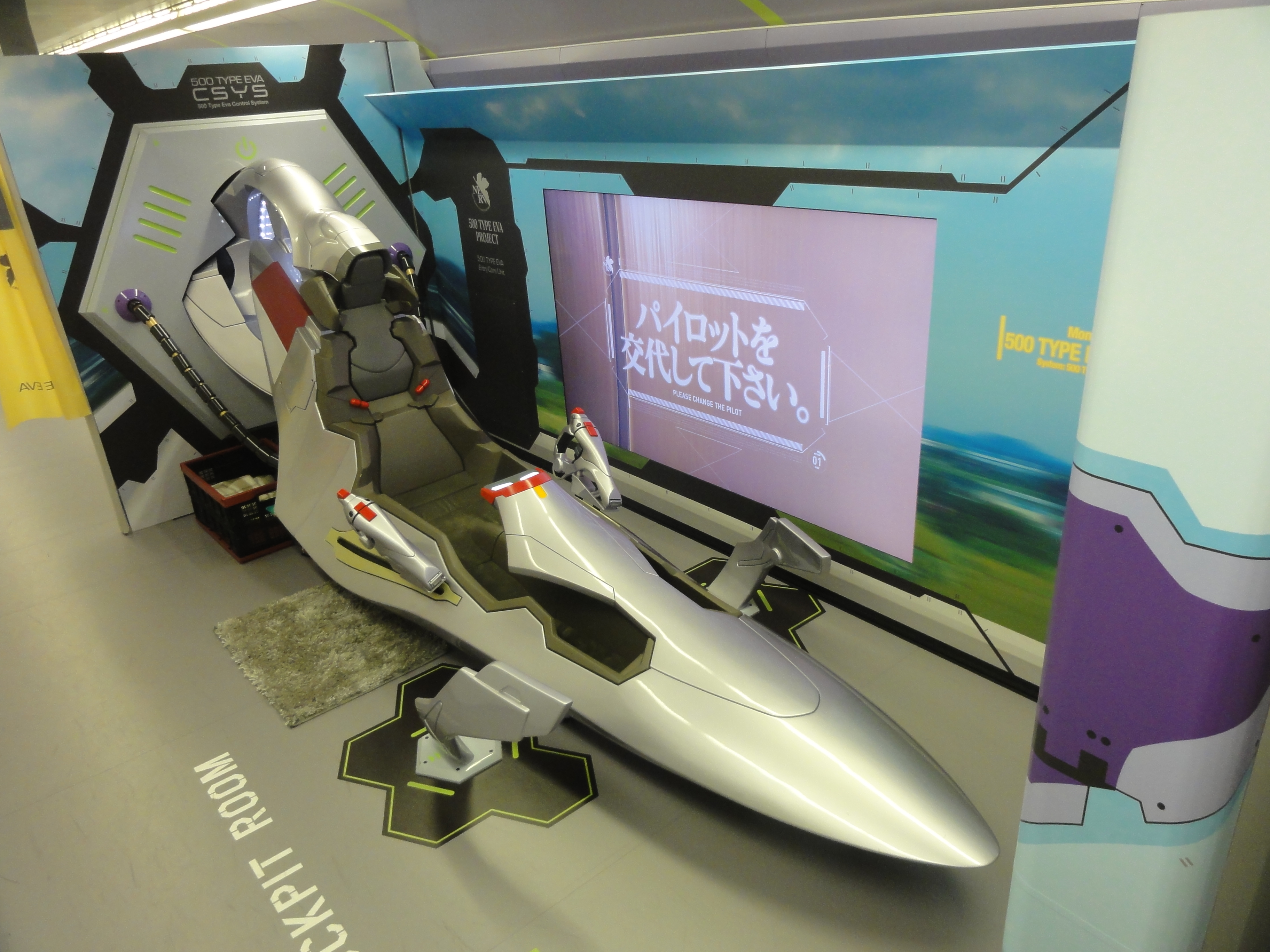
1号車 実物大コックピット
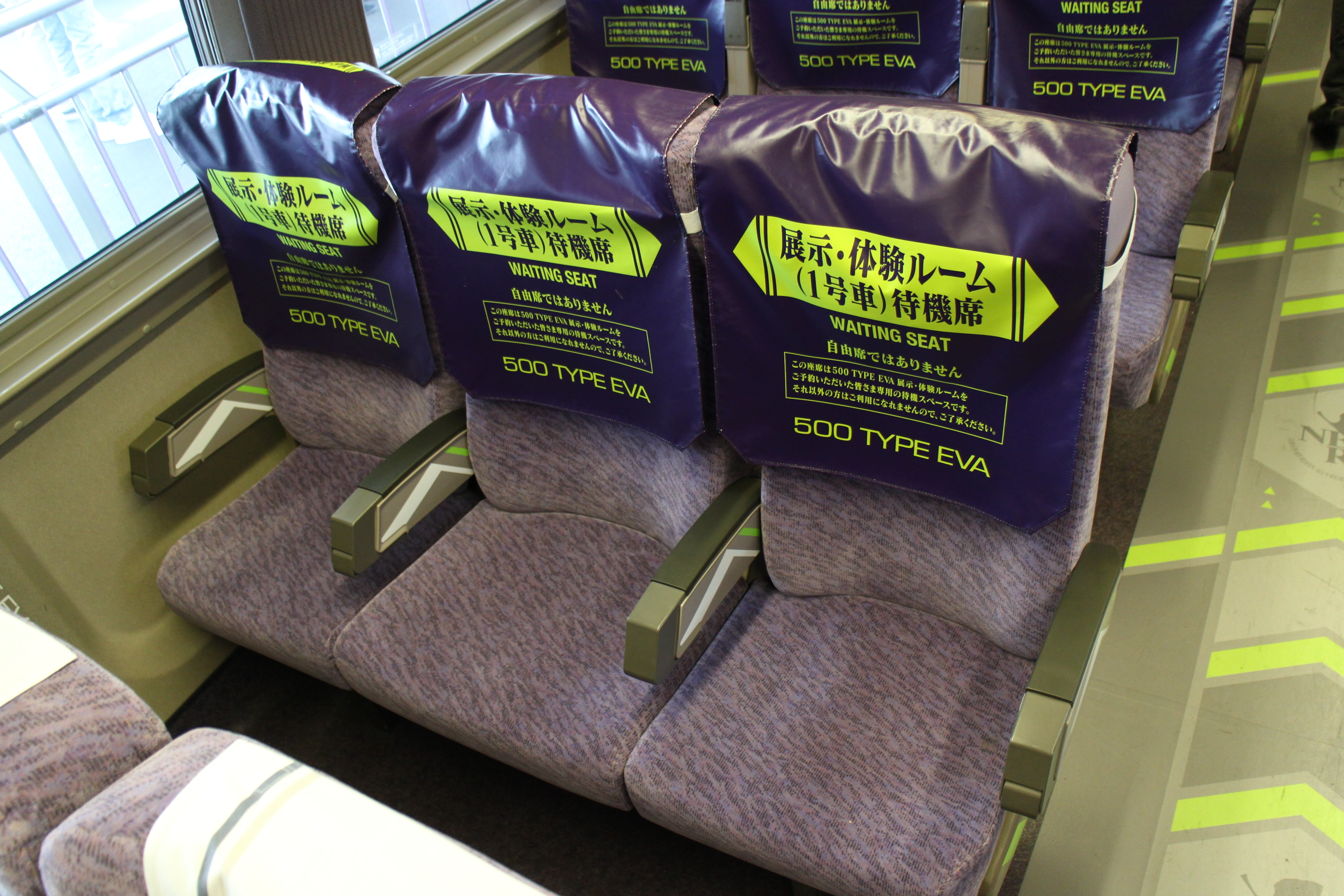
展示・体験ルーム 入室者向け待合席
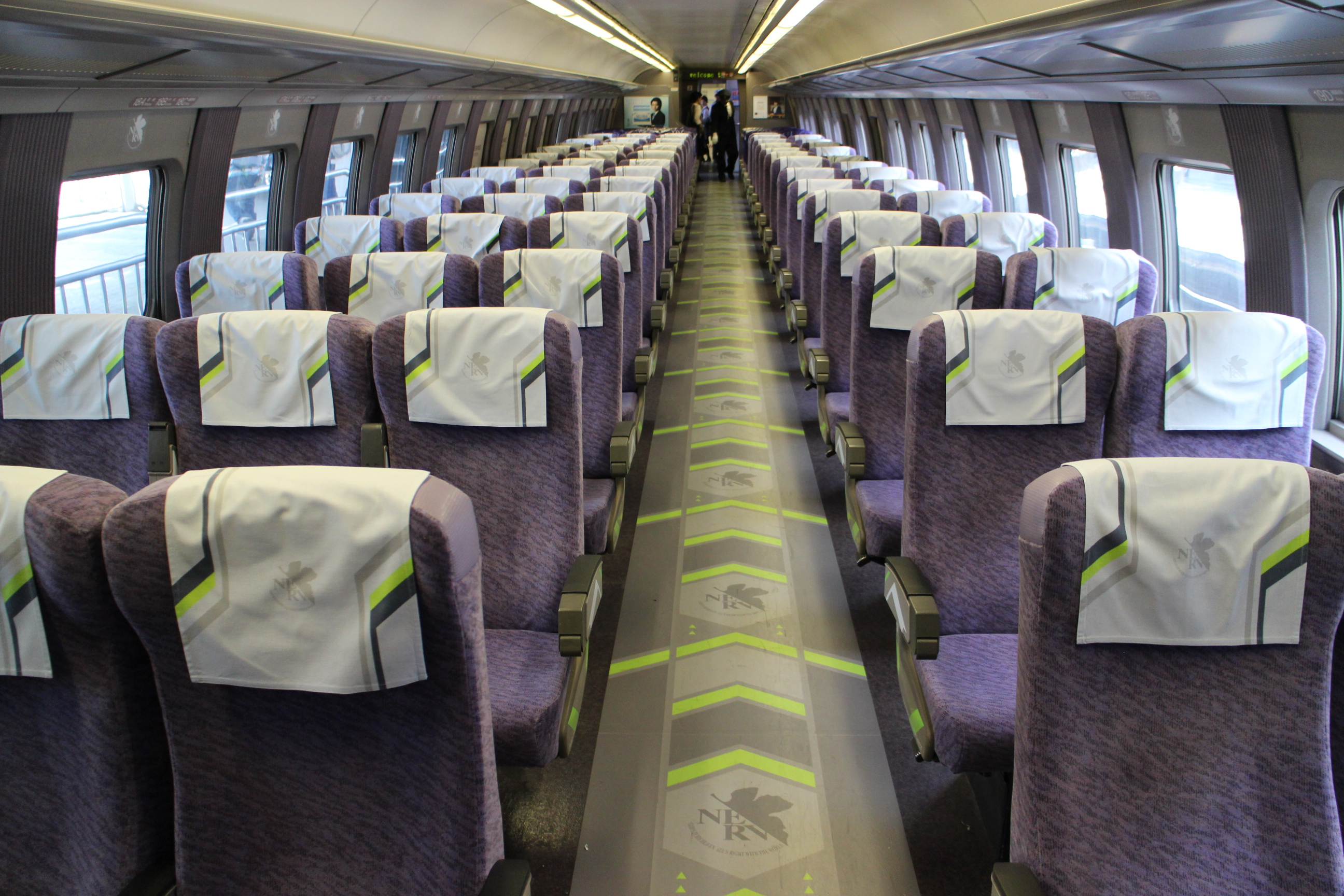
2号車 「特別内装車」

#### ハローキティ新幹線

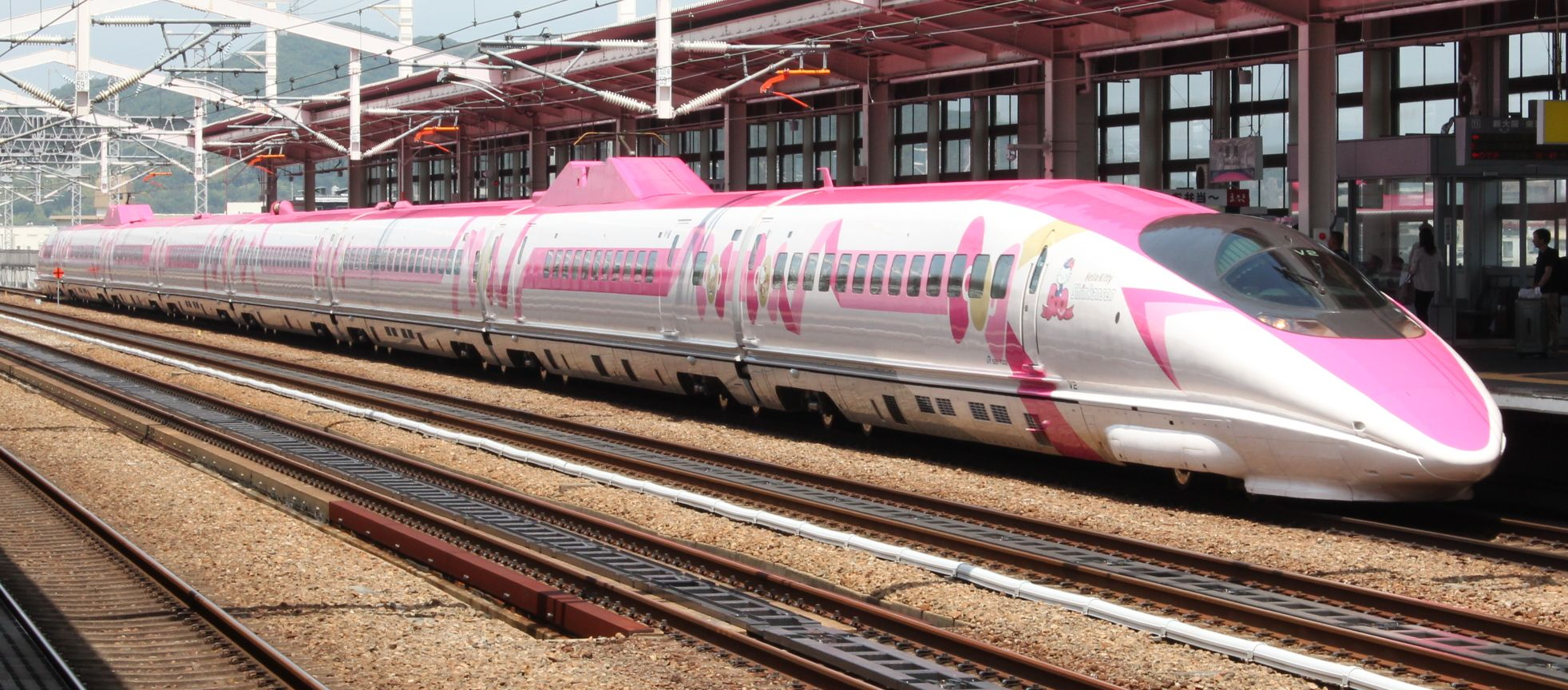
「ハローキティ新幹線」塗装
（姫路駅にて）

2018年6月30日より運行を開始した、サンリオのキャラクター「ハローキティ」とのコラボレーション企画による編成。ハローキティと新幹線という組み合わせに、JR西日本社内では反対する声も一部上がったものの、賛成する声が大半を占め、サンリオ側も山陽新幹線が走行するエリアを中心に8府県をハローキティで盛り上げるというスケールの大きさに「光栄です」と、まったく異論はなかった。
車両デザインはサンリオとJR西日本との共同で実施され、前述のエヴァ新幹線が運行を終了した2018年5月末より改造が行われた。外観は白をベースカラーとし、窓沿いにピンクのリボンをまとったものとされた。1号車はフリースペース「HELLO! PLAZA」として、山陽新幹線沿線及び山陰、奈良の9府県（大阪府・奈良県・兵庫県・鳥取県・島根県・岡山県・広島県・山口県・福岡県）を期間限定の入れ替え制で紹介するコーナーとしており、運行開始時は「山陰デスティネーションキャンペーン」に合わせ、鳥取県と島根県のご当地「ハローキティ」と地域紹介を掲示する。また、物販カウンターが設けられ、ハローキティの限定グッズや地域の特産品が購入できる。2号車は特別内装車「KAWAII! ROOM」として、フォトスペースが設けられる他、枕カバーや日よけなどにハローキティがちりばめられたデザインとなっている。車内チャイムは従来の「いい日旅立ち・西へ」から「ハローキティ新幹線」限定のオリジナルメロディに変更されている。
ハローキティ新幹線の運行は海外メディアでも報じられ、報道公開の模様を、仏女性ファッション誌「ELLE」のウェブサイトが「これだけはいつか乗りたい」と写真付きで紹介したほか、英公共放送のBBCも男性ニュースキャスターが興奮ぎみに報じている。

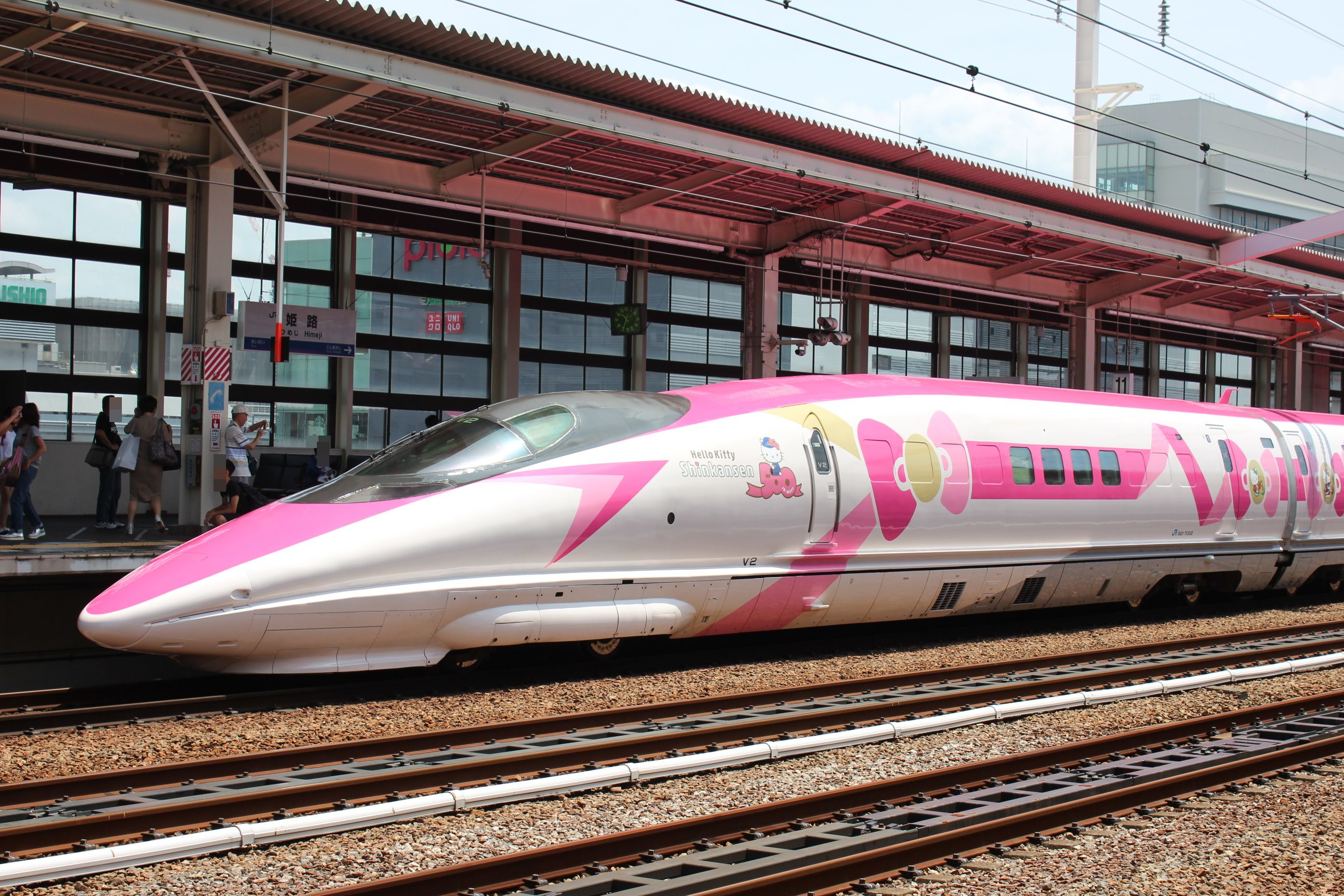
1号車 (521-7002)
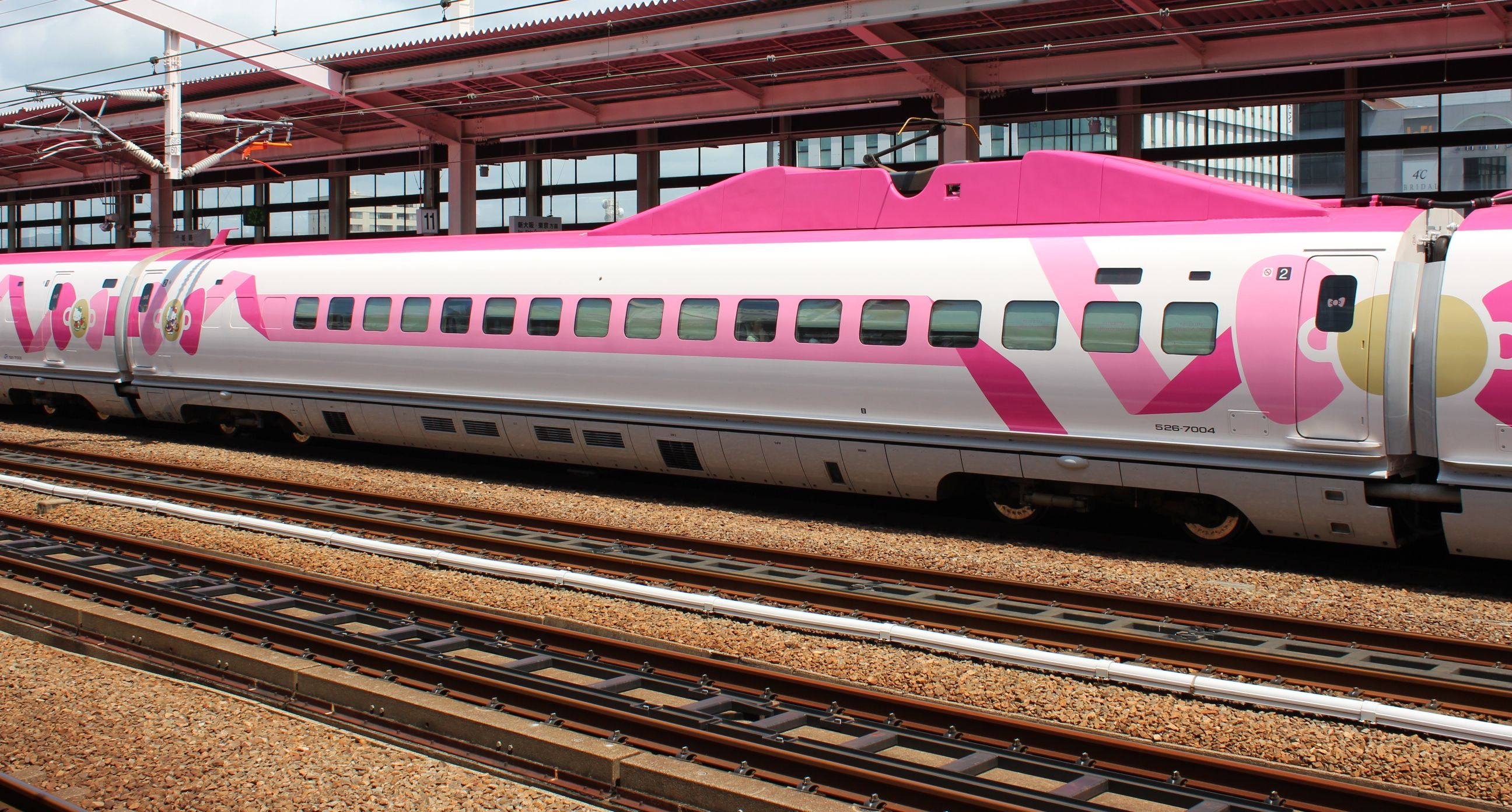
2号車 (526-7004)
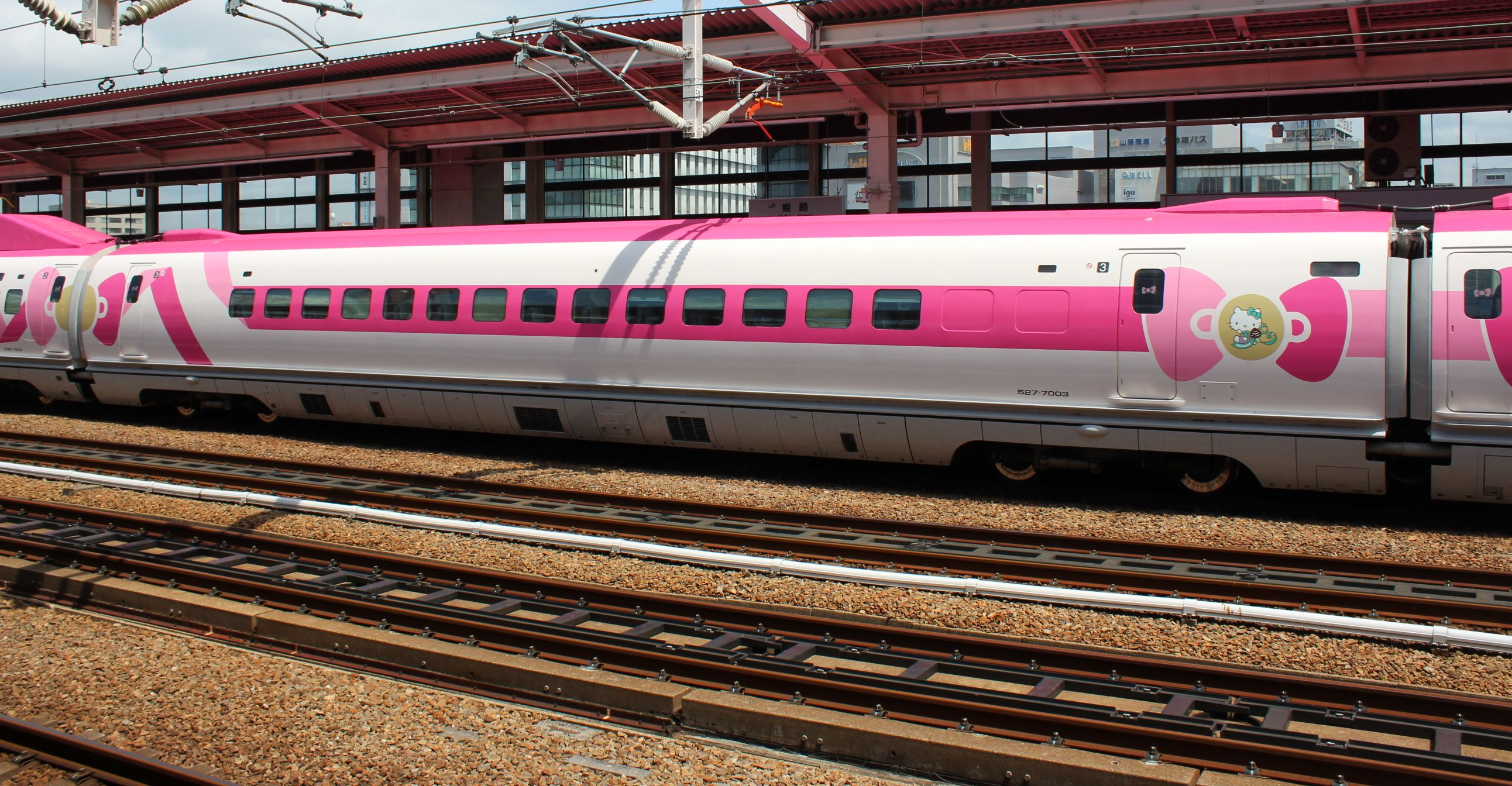
3号車 (527-7003)
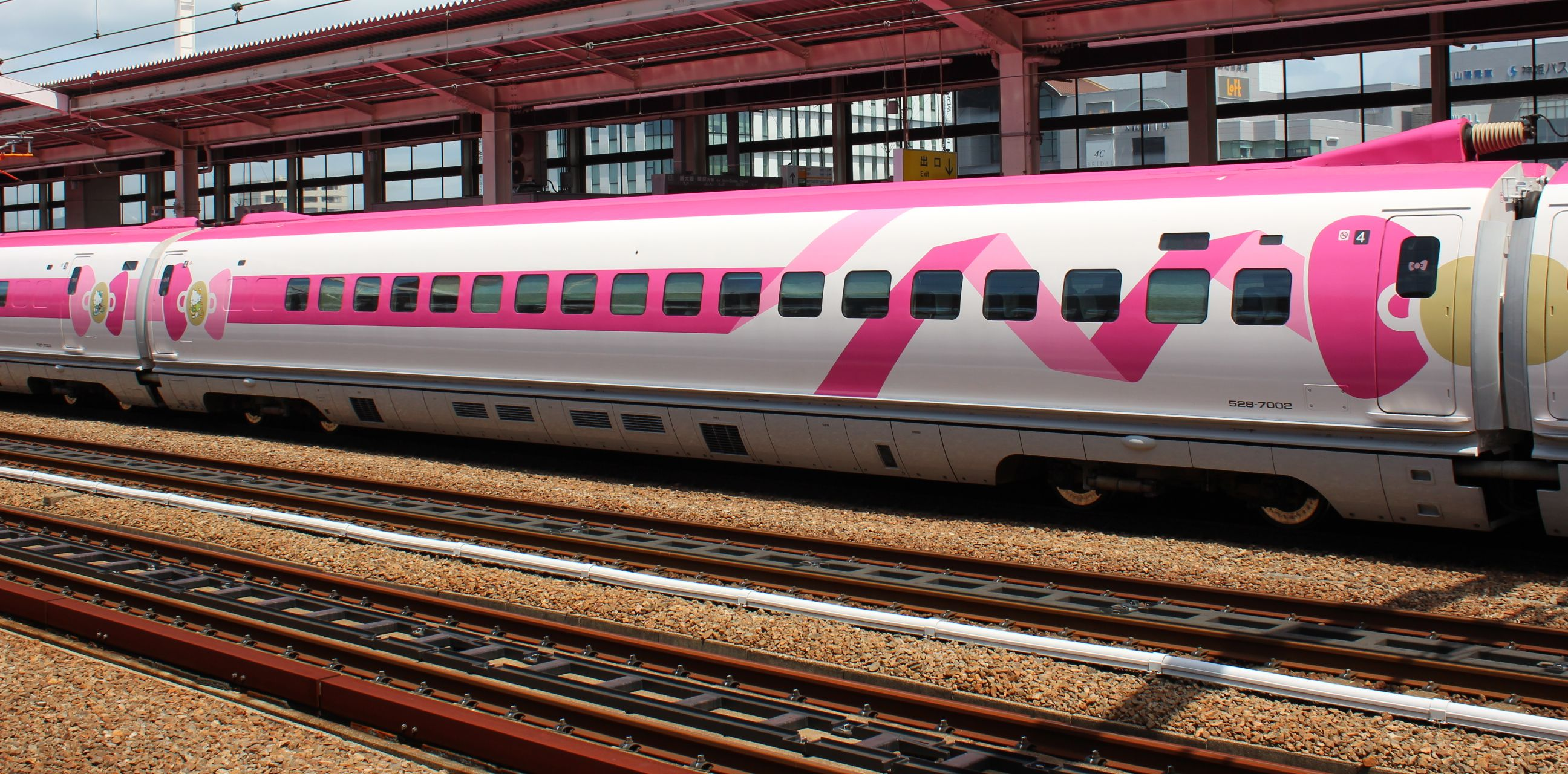
4号車 (528-7002)
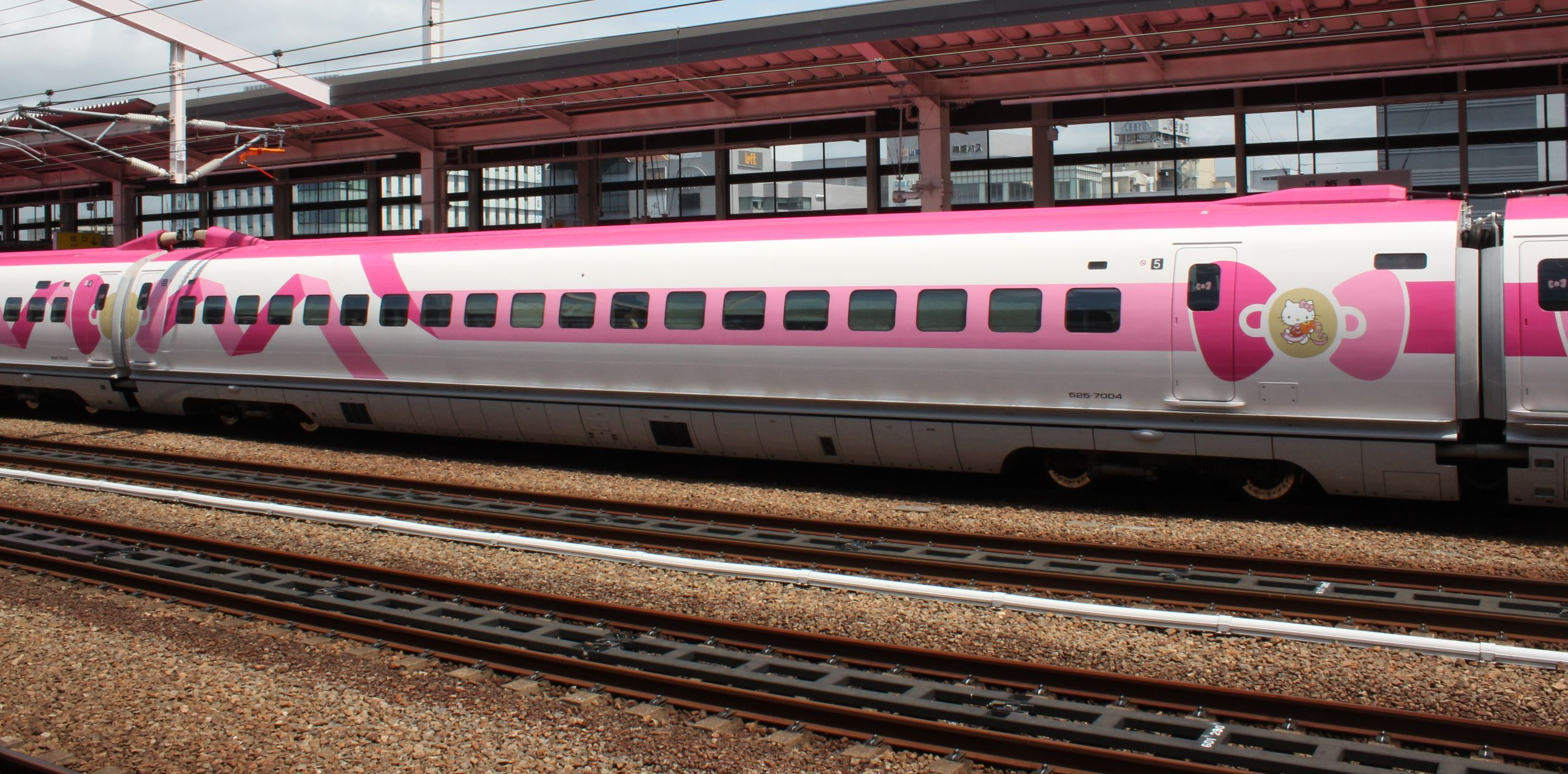
5号車 (525-7004)
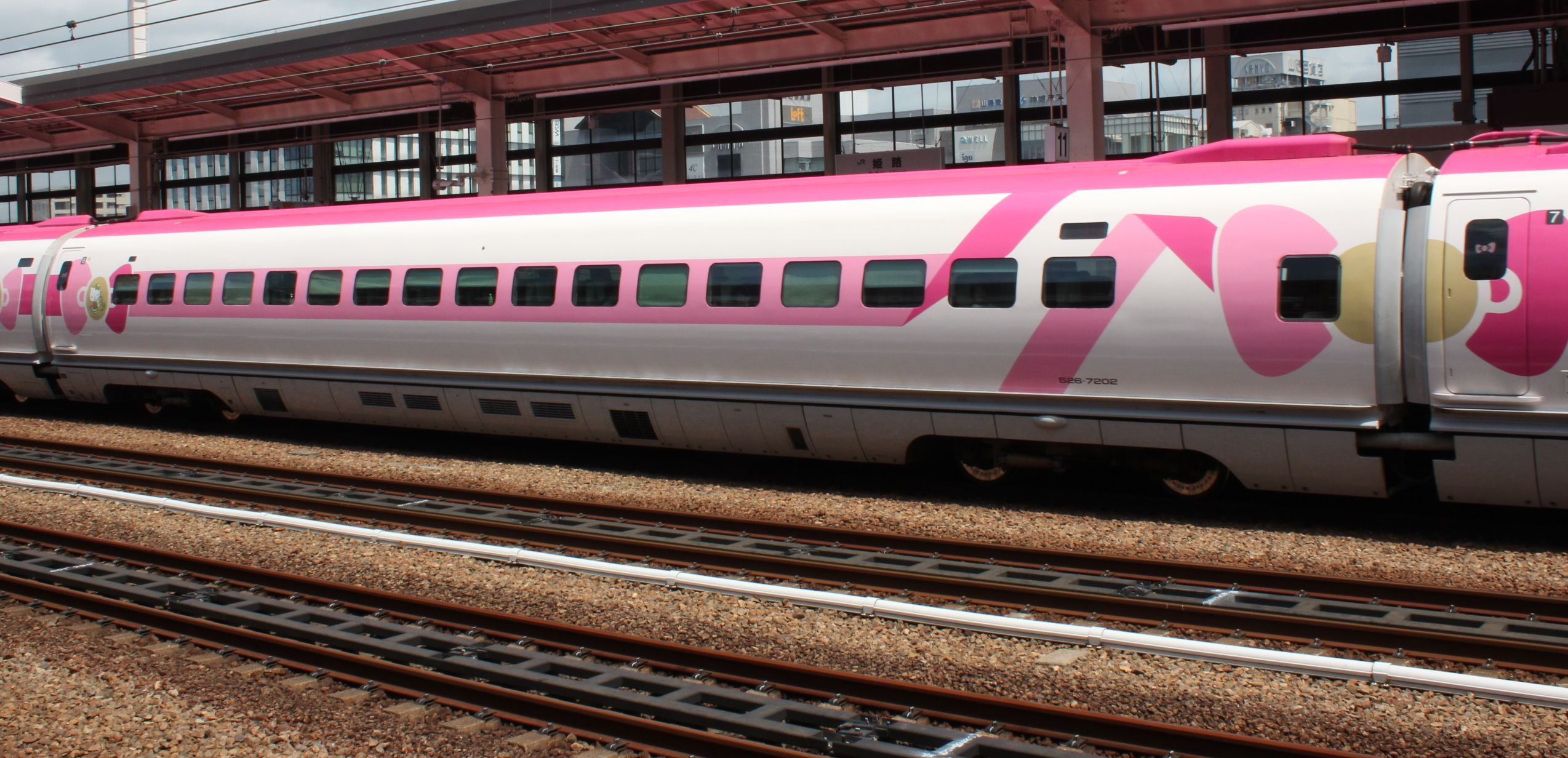
6号車 (526-7202)
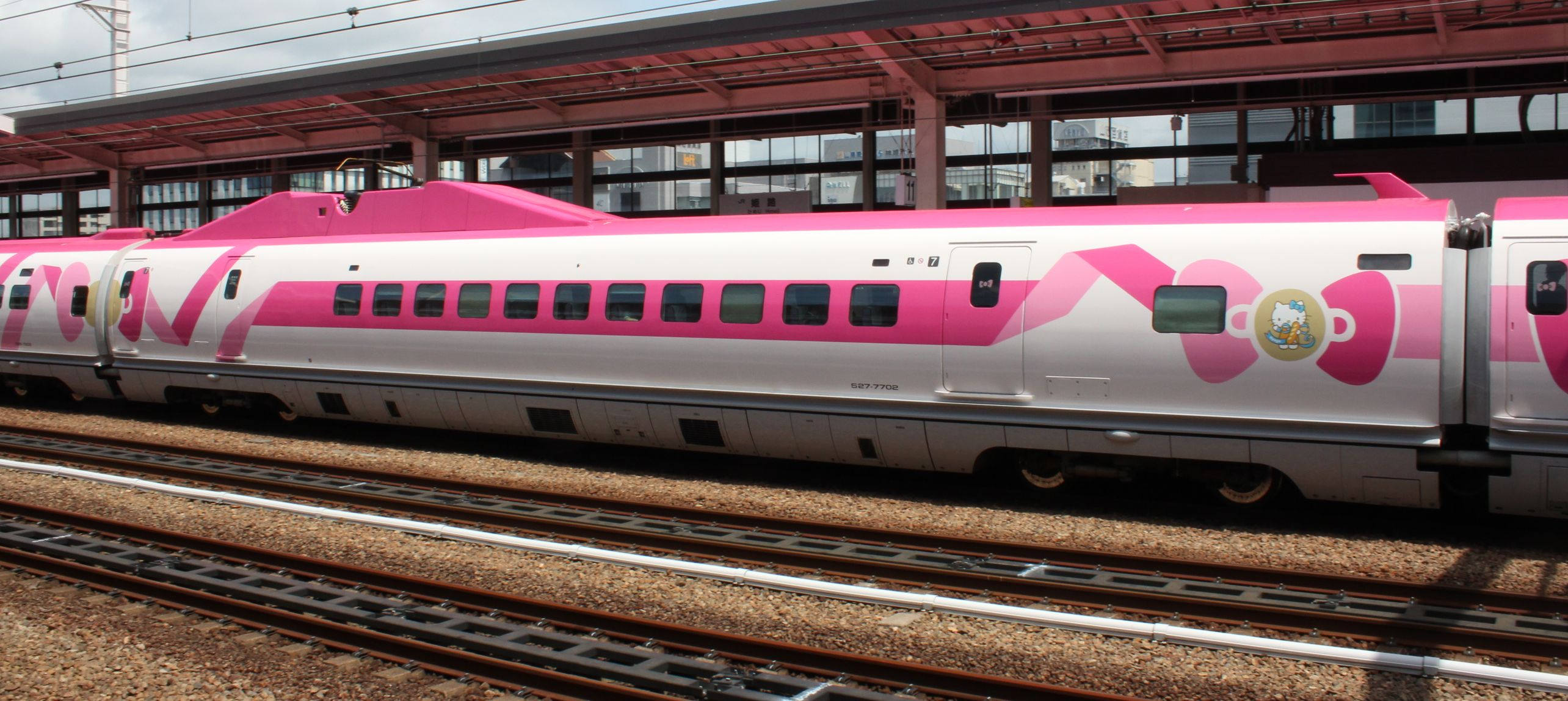
7号車 (527-7702)
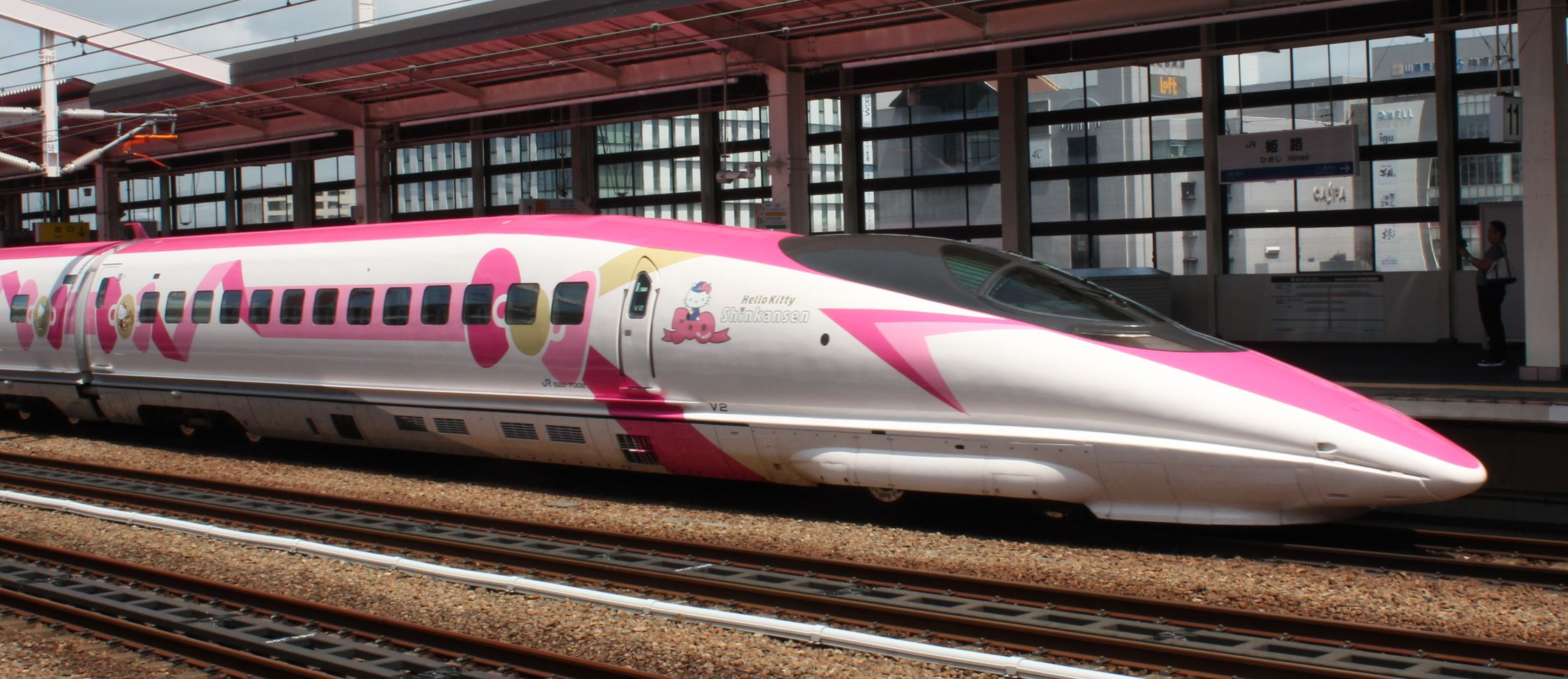
8号車 (522-7002)
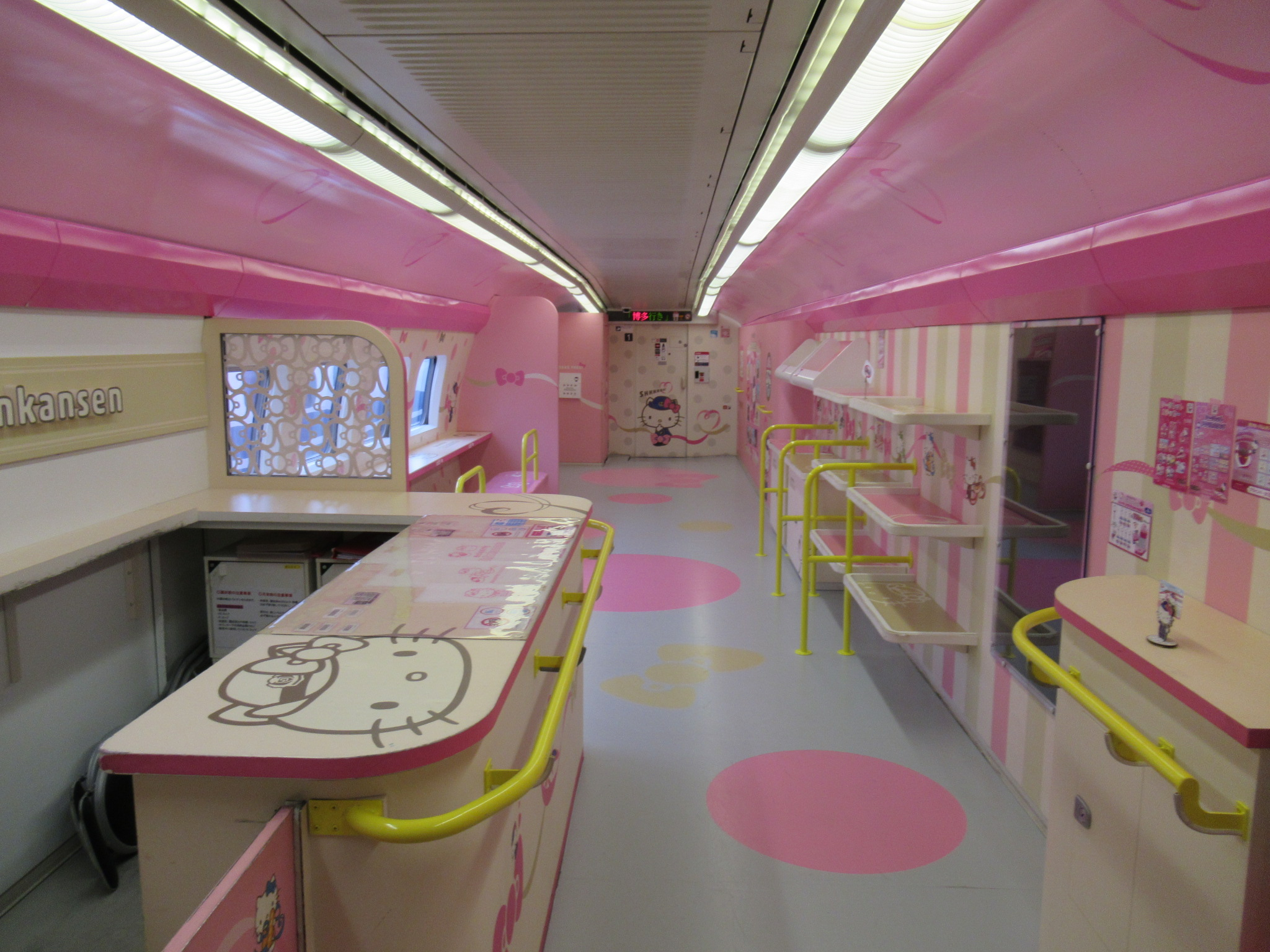
1号車「HELLO! PLAZA」
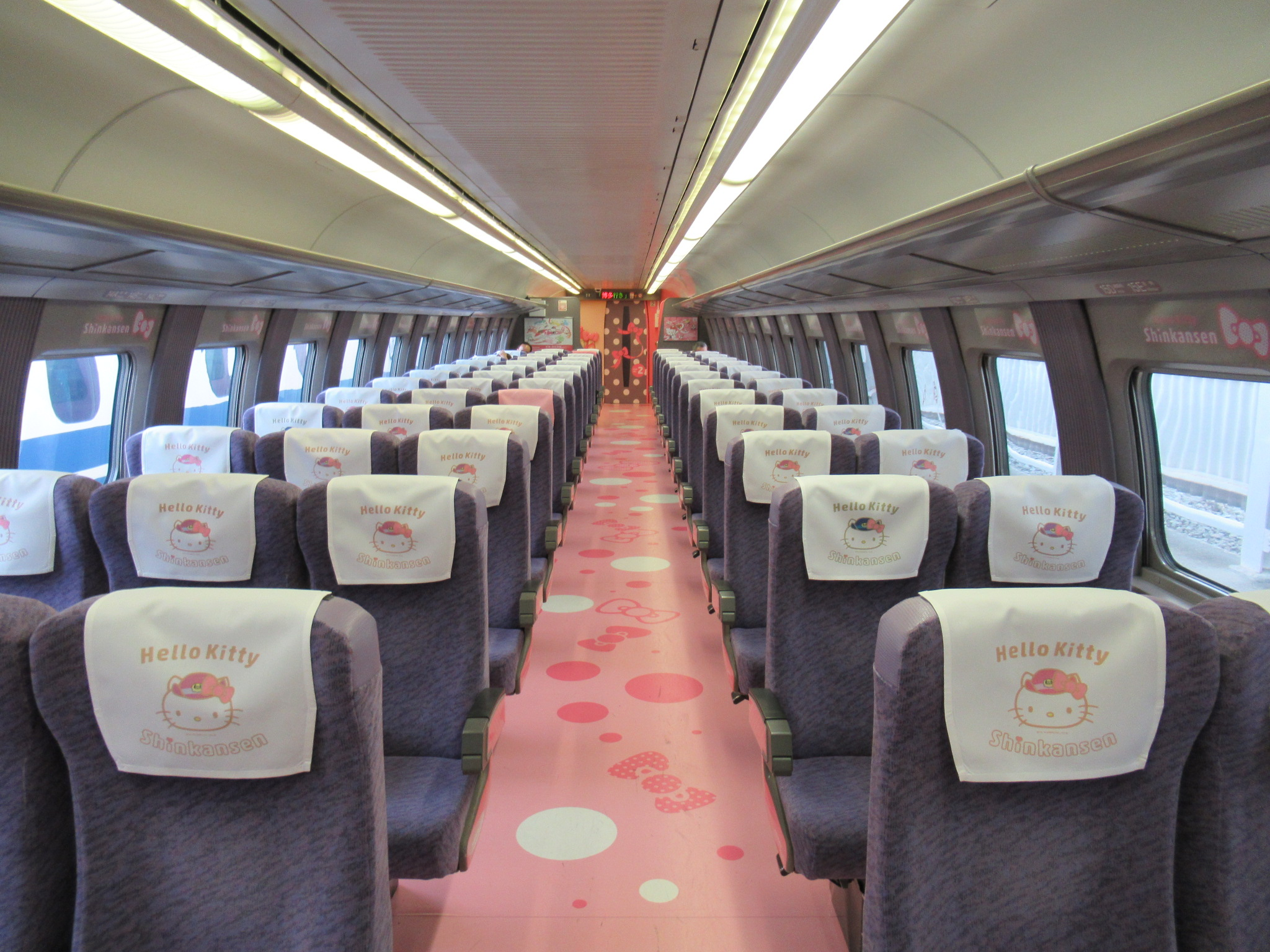
2号車「KAWAII! ROOM」
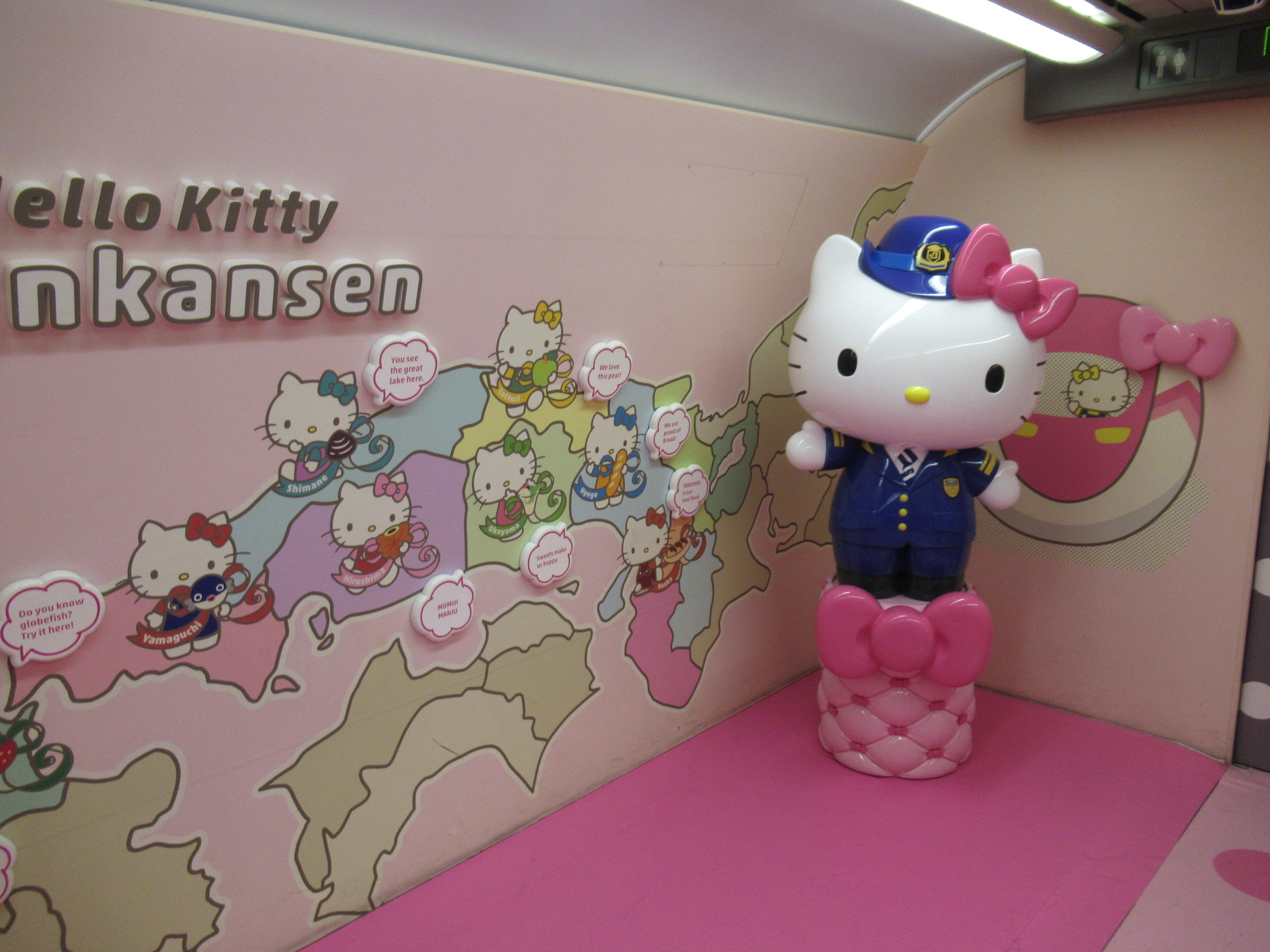
2号車フォトスペース

## 運用
先行量産車であるW1編成は、1996年2月から1年間に及ぶ性能試験及び長期耐久試験を開始した。320 km/hまでの車両性能及び営業運転速度（300 km/h）における地上設備との整合性に関わる試験を含んだ長期耐久走行（走行キロは約42.5万km）を行い、営業運転を行うにあたり問題のないことを確認した。
約1年に及ぶ試運転の後、1997年3月22日から山陽新幹線区間で、同年11月29日からは東海道新幹線でも運転を開始した。
徹底して高速性能を追求したために、製造コストや居住性の問題、特に東海道新幹線内での他系列との定員の違いなどの点が運行開始後に問題となった。2007年に最高速度300 km/hの高速性能と居住性の両立を目指した後継車両のN700系導入後は徐々に「のぞみ」運用から離脱し、2010年2月28日に定期「のぞみ」運用から離脱した。

### 1997年3月22日 - 1997年11月28日
山陽新幹線で新大阪駅 - 博多駅間で定期1往復と臨時1往復で営業運転開始。途中、岡山駅・広島駅・小倉駅に停車し、所要時間は山陽新幹線区間最短の2時間17分である。W2編成以降の増備にともない、1往復の臨時列車が夏季に運行された。
- 下り
  - のぞみ503号 新大阪07:53 →博多10:10
  - のぞみ509号（臨時） 新大阪16:51 → 博多19:09

- 上り
  - のぞみ508号（臨時） 博多12:10 → 新大阪14:29
  - のぞみ500号 博多19:21 → 新大阪21:38

### 1997年11月29日 - 1998年3月13日
W2 - W4編成の増備により、東海道新幹線東京駅までの乗り入れ（東京駅 - 博多駅間3往復と新大阪駅 - 博多駅間1往復の定期「のぞみ」）を開始した。同時に東京第二車両所での夜間滞泊も開始された。
「のぞみ」1・13・18号は東京駅 - 博多駅間を最速（2009年現在）の4時間49分で走破した。
- 下り
  - のぞみ505号 新大阪07:53 → 博多 10:10
  - のぞみ1号 東京06:00 → 博多 10:49
  - のぞみ13号 東京11:56 → 博多 16:45
  - のぞみ25号 東京17:52 → 博多 22:45

- 上り
  - のぞみ6号 博多 06:35 → 東京 11:28
  - のぞみ18号 博多 12:35 → 東京 17:24
  - のぞみ24号 博多 15:35 → 東京 20:28
  - のぞみ500号 博多 19:21 → 新大阪 21:38

### 1998年3月14日 - 1998年10月2日
W5・W6編成増備に伴い、300系で運転されていたのぞみ2往復を500系に置き換えて、東京駅 - 博多駅間5往復に増加。
「のぞみ」1・13・14・18・21・30号」は東京駅 - 博多駅間を最速（2009年現在）の4時間49分で走破した。
- 下り
  - のぞみ505号 新大阪07:53 → 博多10:10
  - のぞみ 1号 東京06:00 → 博多10:49
  - のぞみ 5号 東京07:52 → 博多12:45
  - のぞみ13号 東京11:56 → 博多16:45
  - のぞみ21号 東京15:56 → 博多20:45
  - のぞみ25号 東京17:52 → 博多22:45

- 上り
  - のぞみ 6号 博多06:35 → 東京11:28
  - のぞみ14号 博多10:35 → 東京15:24
  - のぞみ18号 博多12:35 → 東京17:24
  - のぞみ24号 博多15:35 → 東京20:28
  - のぞみ30号 博多18:35 → 東京23:24
  - のぞみ500号 博多19:21 → 新大阪21:38

### 1998年10月3日 - 1999年3月12日
さらに3編成（3次車:W7 - W9編成）増備に伴い、300系で運転されていたのぞみ2往復を500系に置き換えて、東京駅 - 博多駅間7往復に増加。
「のぞみ」1・10・13・14・18・21・30号は東京駅 - 博多駅間を最速（2009年現在）の4時間49分で走破した。
- 下り
  - のぞみ505号 新大阪07:53 → 博多10:10
  - のぞみ 1号 東京06:00 → 博多10:49
  - のぞみ 5号 東京07:52 → 博多12:45
  - のぞみ13号 東京11:56 → 博多16:45
  - のぞみ21号 東京15:56 → 博多20:45
  - のぞみ23号 東京16:52 → 博多21:45
  - のぞみ25号 東京17:52 → 博多22:45
  - のぞみ27号 東京18:52 → 博多23:45

- 上り
  - のぞみ 6号 博多06:35 → 東京11:28
  - のぞみ 8号 博多07:35 → 東京12:28
  - のぞみ10号 博多08:35 → 東京13:24
  - のぞみ14号 博多10:35 → 東京15:24
  - のぞみ18号 博多12:35 → 東京17:24
  - のぞみ24号 博多15:35 → 東京20:28
  - のぞみ30号 博多18:35 → 東京23:24
  - のぞみ500号 博多19:21 → 新大阪21:38

### 1999年3月13日 -
東京駅 - 博多駅間の「のぞみ」は700系と2時間おきの運転となった。
さらに、2000年10月1日改正によって、全列車が新横浜駅に停車することとなり、「のぞみ」13・17・21号の東京駅発車時刻が56分から52分に、「のぞみ」10・14・18号の東京駅到着時刻が24分から28分に変更された。
- 下り
  - のぞみ503号 新大阪07:00 → 博多09:17
  - のぞみ 1号 東京06:00 → 博多10:49
  - のぞみ 5号 東京07:52 → 博多12:45
  - のぞみ 9号 東京09:52 → 博多14:45
  - のぞみ13号 東京11:56 → 博多16:45
  - のぞみ17号 東京13:56 → 博多18:45
  - のぞみ21号 東京15:56 → 博多20:45
  - のぞみ25号 東京17:52 → 博多22:45

- 上り
  - のぞみ 6号 博多06:35 → 東京11:28
  - のぞみ10号 博多08:35 → 東京13:24
  - のぞみ14号 博多10:35 → 東京15:24
  - のぞみ18号 博多12:35 → 東京17:24
  - のぞみ22号 博多14:35 → 東京19:28
  - のぞみ26号 博多16:35 → 東京21:28
  - のぞみ30号 博多18:35 → 東京23:24
  - のぞみ500号 博多20:11 → 新大阪22:28

### 2001年10月1日 - 2003年9月30日
東海道直通「のぞみ」がすべて新神戸駅に停車するようになり、東京駅 - 博多駅間の最短所要時間は4時間53分となった。
- 下り
  - のぞみ501号 新大阪07:00 → 博多09:17
  - のぞみ 1号 東京06:00 → 博多10:53
  - のぞみ 5号 東京07:53 → 博多12:49
  - のぞみ 9号 東京09:53 → 博多14:49
  - のぞみ13号 東京11:53 → 博多16:49
  - のぞみ17号 東京13:53 → 博多18:49
  - のぞみ21号 東京15:53 → 博多20:49
  - のぞみ25号 東京17:53 → 博多22:49

- 上り
  - のぞみ 6号 博多06:30 → 東京11:26
  - のぞみ10号 博多08:30 → 東京13:26
  - のぞみ14号 博多10:30 → 東京15:26
  - のぞみ18号 博多12:30 → 東京17:26
  - のぞみ22号 博多14:30 → 東京19:26
  - のぞみ26号 博多16:30 → 東京21:26
  - のぞみ30号 博多18:30 → 東京23:23
  - のぞみ500号 博多20:11 → 新大阪22:28

### 2003年10月1日 - 2005年2月28日
品川駅の開業に伴って、東海道直通「のぞみ」のうち1号以外が停車するようになった。さらに、これまで新神戸駅を通過していた500・501号が新神戸駅停車に変更されて全列車停車となり、山陽新幹線最速の2時間17分で走る列車が消滅した。また、500・501号を除き、徳山駅もしくは新山口駅のどちらかに停車するようになった。
- 下り
  - のぞみ501号 新大阪07:00 → 博多09:21
  - のぞみ 1号 東京06:00 → 博多10:58
  - のぞみ 5号 東京07:50 → 博多12:55
  - のぞみ11号 東京09:50 → 博多14:55
  - のぞみ15号 東京11:50 → 博多16:55
  - のぞみ21号 東京13:50 → 博多18:55
  - のぞみ25号 東京15:50 → 博多20:55
  - のぞみ31号 東京17:50 → 博多22:55

- 上り
  - のぞみ 2号 博多06:25 → 東京11:30
  - のぞみ 8号 博多08:25 → 東京13:30
  - のぞみ12号 博多10:25 → 東京15:30
  - のぞみ18号 博多12:25 → 東京17:30
  - のぞみ22号 博多14:25 → 東京19:30
  - のぞみ28号 博多16:25 → 東京21:30
  - のぞみ32号 博多18:25 → 東京23:26
  - のぞみ500号 博多20:05 → 新大阪22:26

### 2005年3月1日 - 2006年3月17日
運転時刻に変更はないが、12・13・20・21号の徳山駅停車を取りやめ新山口駅停車に変更したほか、1号が品川駅停車となった。また、一部の「のぞみ」で時刻の繰り下げと、他の「のぞみ」の設定時刻変更に伴う列車番号の変更が行われた。
- 下り
  - のぞみ501号 新大阪07:00 → 博多09:21
  - のぞみ 1号 東京06:00 → 博多10:58
  - のぞみ 5号 東京07:50 → 博多12:55
  - のぞみ13号 東京09:50 → 博多14:55
  - のぞみ17号 東京11:50 → 博多16:55
  - のぞみ21号 東京13:50 → 博多18:55
  - のぞみ25号 東京15:50 → 博多20:55
  - のぞみ31号 東京17:50 → 博多22:55

- 上り
  - のぞみ 2号 博多06:25 → 東京11:30
  - のぞみ 8号 博多08:25 → 東京13:30
  - のぞみ12号 博多10:25 → 東京15:30
  - のぞみ16号 博多12:25 → 東京17:30
  - のぞみ20号 博多14:25 → 東京19:30
  - のぞみ26号 博多16:25 → 東京21:30
  - のぞみ32号 博多18:26 → 東京23:29
  - のぞみ500号 博多20:07 → 新大阪22:28

### 2006年3月18日 - 2007年6月30日
2005年に発生したJR福知山線脱線事故に伴い、ダイヤの余裕時分が見直され、山陽新幹線区間は最短で2時間23分で運転されるようになった。また、新山口駅に停車する500系「のぞみ」は2・49・50号のみになったほか、500・501号で設定時刻の変更が行われ、500号は博多発新大阪行き最終列車としての運転に変更された。
- 下り
  - のぞみ501号 新大阪07:32 → 博多09:55
  - のぞみ 1号 東京06:00 → 博多10:55
  - のぞみ 9号 東京07:50 → 博多12:52
  - のぞみ17号 東京09:50 → 博多14:52
  - のぞみ25号 東京11:50 → 博多16:52
  - のぞみ33号 東京13:50 → 博多18:52
  - のぞみ41号 東京15:50 → 博多20:52
  - のぞみ49号 東京17:50 → 博多22:57

- 上り
  - のぞみ 2号 博多06:23 → 東京11:30
  - のぞみ10号 博多08:28 → 東京13:30
  - のぞみ18号 博多10:28 → 東京15:30
  - のぞみ26号 博多12:25 → 東京17:30
  - のぞみ34号 博多14:28 → 東京19:30
  - のぞみ42号 博多16:28 → 東京21:30
  - のぞみ50号 博多18:26 → 東京23:29
  - のぞみ500号 博多21:16 → 新大阪23:39

### 2007年7月1日 - 2008年3月14日
N700系の営業運転が開始されたことに伴い、従来500系で運用されていた「のぞみ」3本がN700系となったが、従来700系で運用されていた「のぞみ」3本が500系に変更された。その結果、500系の運用本数に変化はなかったが、運転間隔が2時間毎ではなくなった。また700系から500系に変更になった列車でも、運行ダイヤは700系が運用されていた改正前と同じであった。そのため、所要時間が4時間台の500系のぞみ（従来ののぞみ1号）はなくなった。その後、N700系が増備されるにつれて2007年10月から段階的に置き換えられた。
（※）は、後にN700系に置き換えられた列車。
- 下り
  - のぞみ501号 新大阪07:32 → 博多09:55
  - のぞみ 5号 東京06:50 → 博多11:57（※）
  - のぞみ 9号 東京07:50 → 博多12:52
  - のぞみ17号 東京09:50 → 博多14:52
  - のぞみ33号 東京13:50 → 博多18:52
  - のぞみ41号 東京15:50 → 博多20:52
  - のぞみ49号 東京17:50 → 博多22:58（※）
  - のぞみ51号 東京18:50 → 博多23:57（※）

- 上り
  - のぞみ 2号 博多06:23 → 東京11:30（※）
  - のぞみ10号 博多08:28 → 東京13:30
  - のぞみ18号 博多10:28 → 東京15:30
  - のぞみ30号 博多13:22 → 東京18:30（※）
  - のぞみ34号 博多14:28 → 東京19:30
  - のぞみ42号 博多16:28 → 東京21:30
  - のぞみ50号 博多18:25 → 東京23:29（※）
  - のぞみ500号 博多21:16 → 新大阪23:39

### 2008年3月15日 - 2009年3月13日

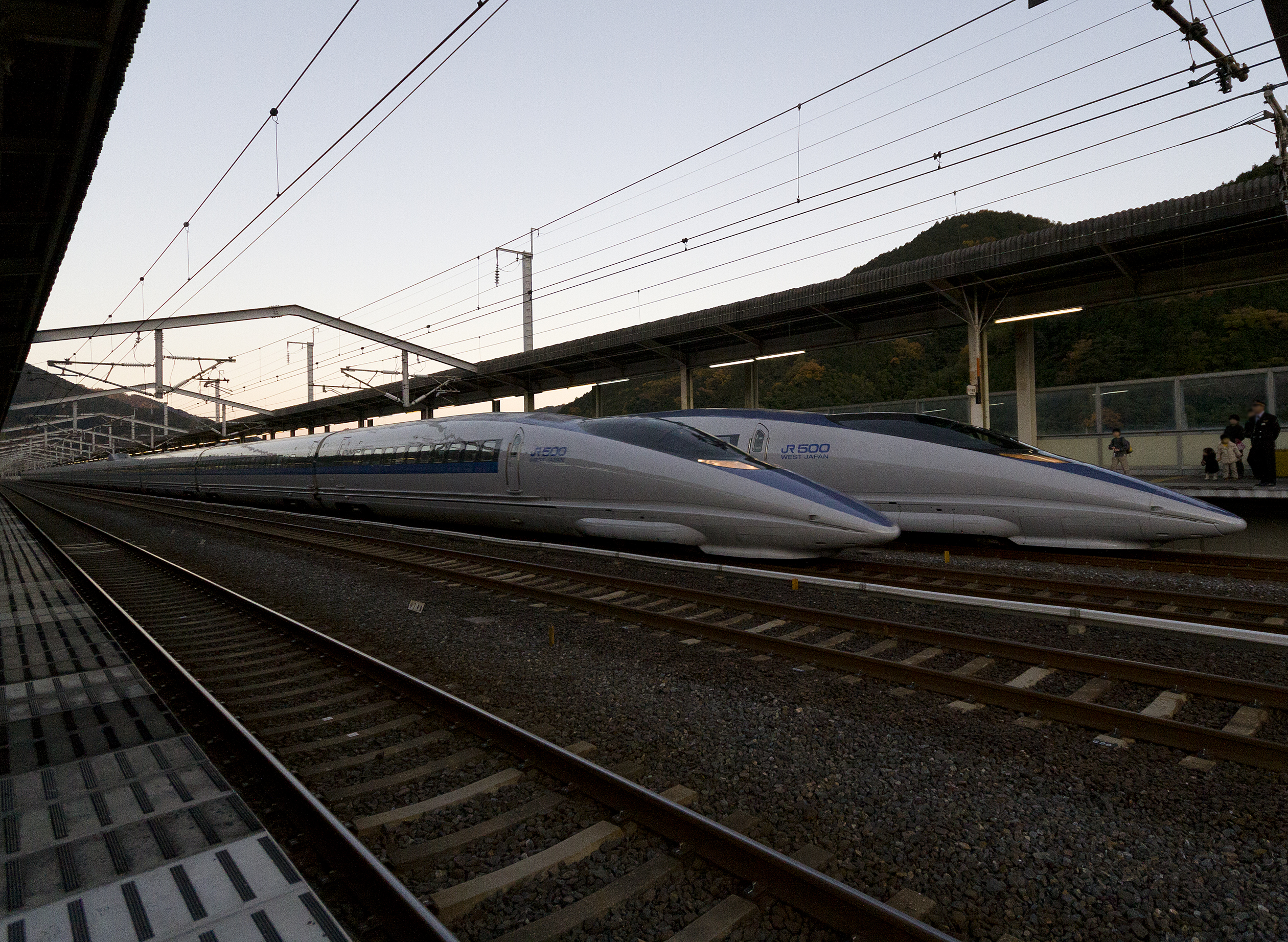
「こだま」697号（奥）を追い越す「のぞみ」29号（手前）
（2008年11月30日 新岩国駅 ）

東京駅 - 博多駅間2往復のみとなった。ただし、ダイヤ改正の前日となった2009年3月13日は、車両運用の関係上「のぞみ」50号はN700系が代走した。
- 下り
  - のぞみ 9号 東京07:30 → 博多12:45
  - のぞみ29号 東京12:30 → 博多17:40
- 上り
  - のぞみ 6号 博多07:00 → 東京12:13
  - のぞみ50号 博多18:00 → 東京23:13

この時期、不定期運用として、通常300系が充当されている「こだま」2本や、多客期の臨時「のぞみ」や「ひかりレールスター」の代走となる臨時「ひかり」に充当されている。
2008年11月30日、0系の最後の定期運用となる「こだま」659号に続行する臨時列車として、「こだま」697号（W8編成を使用）を岡山駅 - 博多駅間で運転した。同列車は、急遽運転を決定したもので、普通車は全車両自由席、グリーン車は当日車内販売というものであった。この列車の送り込みのため、博多駅 - 岡山駅間に回送列車が運転された。
2008年12月1日からは、短編成化改造を済ませたV編成が0系に代わり山陽新幹線内の「こだま」での定期運用（こだま628号・V4編成）を開始し、博多南線への運用も始まった。一部の「こだま」は1日ではなく、翌2日から500系での運転となった。
500系「こだま」運用が開始されたことにより、定期列車同士で500系「のぞみ」が500系「こだま」を追い越すシーンを、徳山駅と新山口駅で見ることができた。また、臨時500系「のぞみ」が運転された場合、姫路駅でも見ることができた。
- 下り
  - こだま623号 岡山06:16 → 博多09:20★
  - こだま639号 新大阪07:59 → 博多13:09★
  - こだま653号 新大阪11:38 → 岡山13:03
  - こだま659号 岡山14:51 → 博多18:21
  - こだま689号 新大阪22:38 → 岡山23:49
  - こだま769号 小倉18:36 → 博多18:56

- 上り
  - こだま620号 福山06:09 → 新大阪07:47★
  - こだま628号 博多06:12 → 新大阪11:05
  - こだま668号 博多16:50 → 新大阪22:05
  - こだま682号 広島23:15 → 福山23:58
  - こだま724号 博多19:12 → 広島21:20
  - こだま762号 博多18:04 → 小倉18:24

★印の列車は12月1日は100系K編成で、12月2日以降は500系で運転。

### 2009年3月14日 - 2010年3月12日

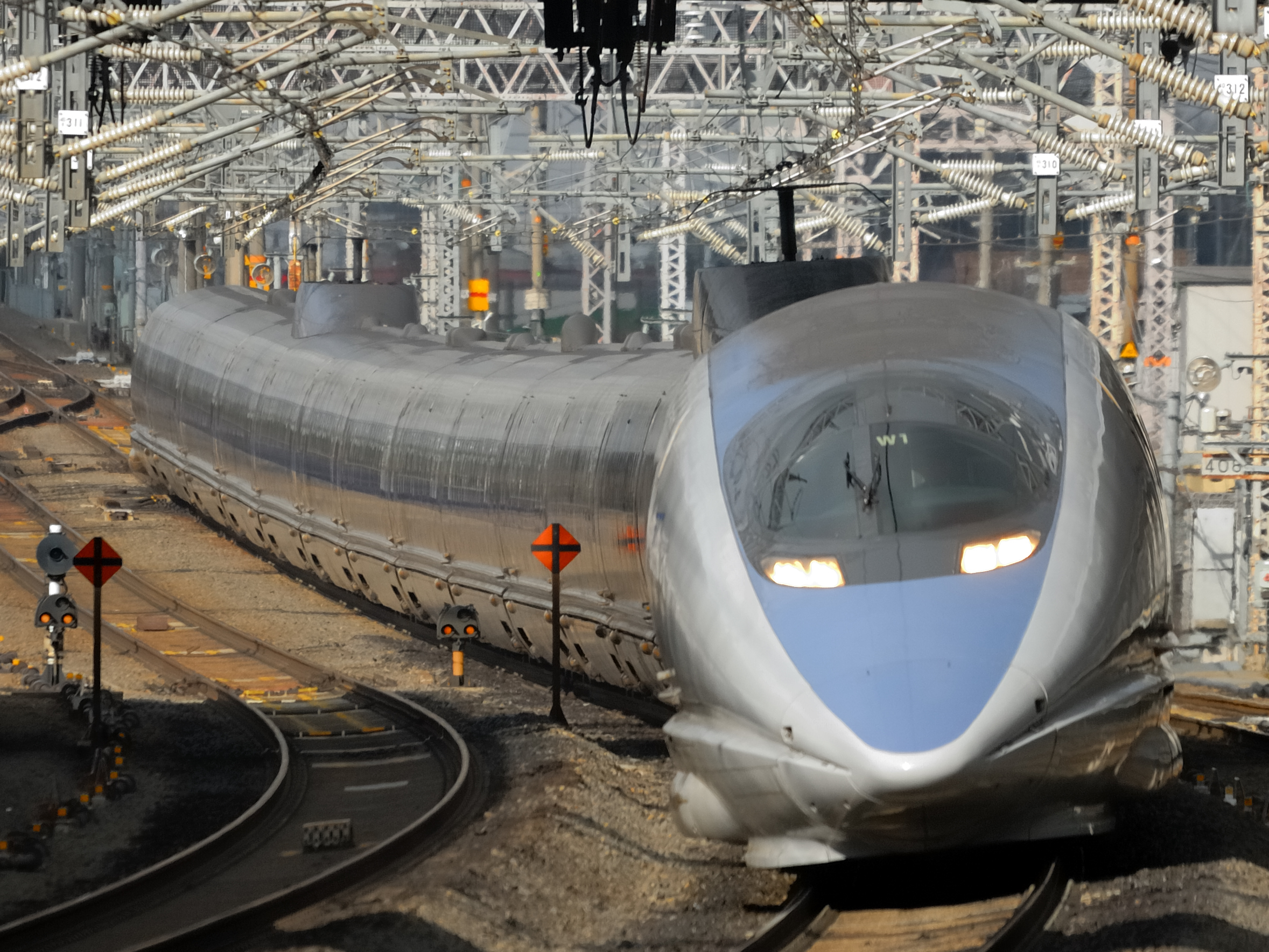
「のぞみ」29号
（2010年2月5日 米原駅）

W編成（16両）は定期運用では、東京駅 - 博多駅間2往復（2009年11月10日以降は1往復）の「のぞみ」や、繁忙期の臨時の「のぞみ」があったが、2010年2月28日の「のぞみ」29号をもって定期運用を終了し、2010年3月1日からN700系に置き換えられた。該当列車の博多到着時には、さよなら式典が開催された。2010年1月時点では、W編成はW1・W8の2本が営業運転に使用されていた。
ダイヤ改正前まで行われていた東京交番検査車両所での夜間滞泊の運用がなくなり、定期列車に関しては東京駅で直接折り返す運用となった。
- のぞみ（16両・W編成 2010年2月28日まで）
  - 東京駅 - 博多駅間：ダイヤ改正時点では以下の2往復で運用。うち1往復（28・51号）は2009年11月10日にN700系での運用に置き換わっていた。
    - のぞみ6号：博多7:00発→東京12:13着
    - のぞみ28号：博多12:00発→東京17:13着
    - のぞみ29号：東京12:30発→博多17:44着
    - のぞみ51号：東京17:30発→博多22:44着

V編成（8両）は、定期列車7往復のほか、臨時に100系K編成（6両）の運用を置き換えることがある。
定期列車同士で500系「のぞみ」が500系「こだま」を追い越すことはないが、東広島駅では500系「のぞみ」が運用変更となった500系「こだま」を、新尾道駅と姫路駅では臨時の500系「のぞみ」が500系運用の「こだま」を追い越すシーンが見られることがあった。
- こだま（8両・V編成）
  - 岡山駅 - 博多駅間：下り2本
  - 新大阪駅 - 博多駅間：下り1本・上り3本
  - 新大阪駅 - 広島駅間：下り1本・上り1本
  - 新大阪駅 - 岡山駅：1往復：下り2本
  - 小倉駅 - 博多駅間：下り2本・上り2本
  - 博多南線特急：下り3本・上り4本に運用（いずれも「こだま」との直通運用）

### 2010年3月13日- 2011年3月11日
W編成（16両）は定期運用は設定されていない。V編成（8両）は、定期列車7往復のほか、2010年5月以降に100系P編成（4両）の運用を置き換えた。山陽新幹線区間の修学旅行や団体専用の「集約輸送臨時列車」に運用されることもあった。
- こだま（8両・V編成）
  - 新大阪駅 - 博多駅間：下り5本・上り6本
    - 6月30日に上り1本、7月1日に下り1本・上り1本が運用に追加された

  - 新大阪駅 - 広島駅間：下り1本
  - 新大阪駅 - 新山口駅間：下り1本（6月30日追加）
  - 広島駅 - 博多駅間：下り1本
  - 新山口駅 - 博多駅間：下り1本（7月1日追加）
  - 小倉駅 - 博多駅間：下り1本・上り1本
    - 7月1日に下り1本・上り1本が運用に追加された

  - 博多南線特急：下り7本・上り5本に運用（いずれも「こだま」との直通運用）
    - 7月1日に下り1本・上り3本が運用に追加された（下り1本のみ「こだま」との直通運用）

### 2022年3月12日改正時点の運用
山陽新幹線区間における「こだま」に充当される。
2024年1月19日には東海道新幹線内での停電により、のぞみ967号が臨時で運行された（新大阪駅以西ののぞみ95号と同時刻）。V編成がのぞみに運用されるのは初となり、500系全体で見ても定期運用終了以来13年ぶりの運行となった。

## 最高速度と所要時間

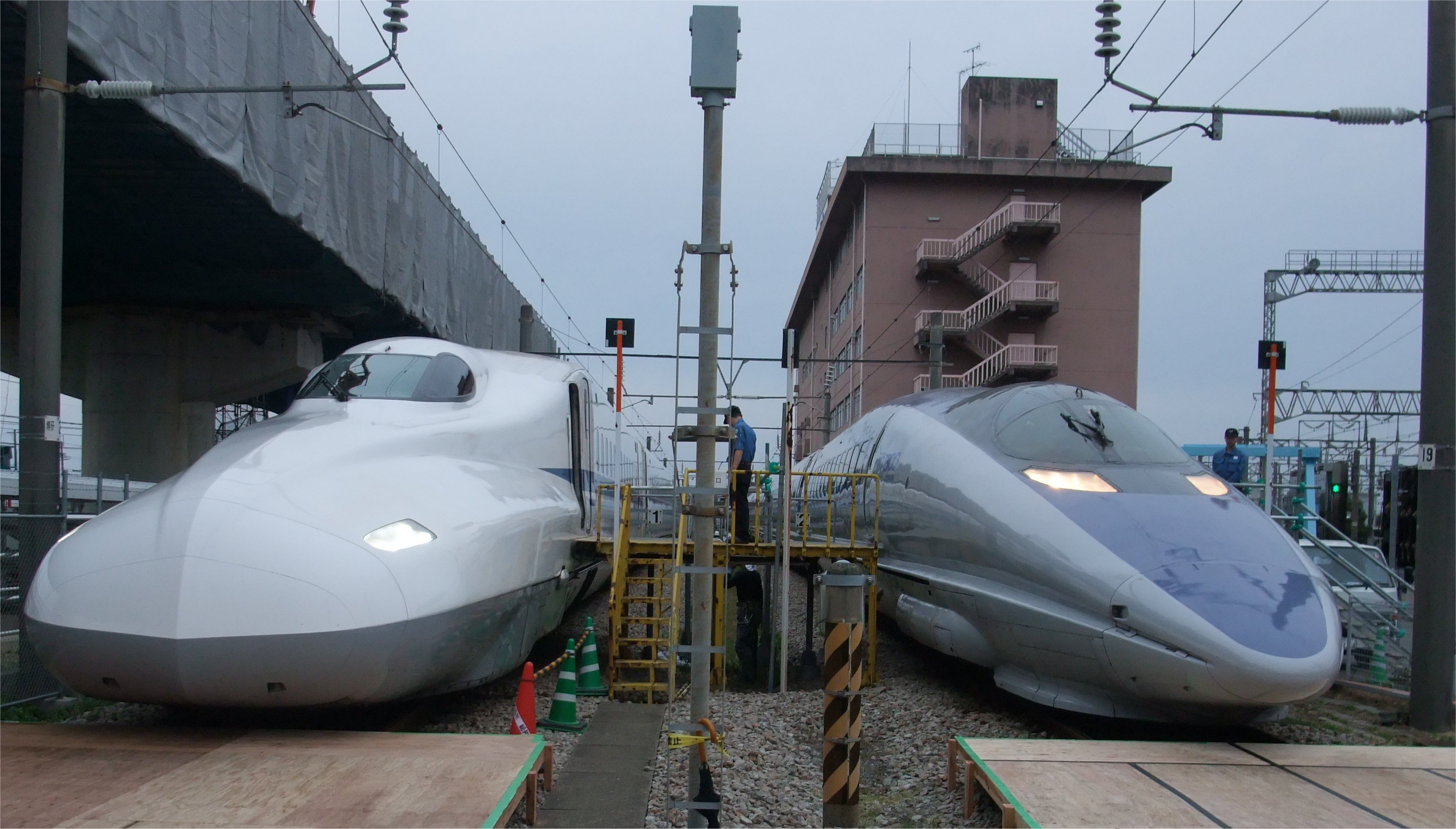
N700系と500系との比較

営業最高速度は、山陽新幹線区間（姫路駅以西）における300 km/hで、2001年までフランス国鉄 (SNCF) のTGVと並び鉄車輪・鉄軌道方式の鉄道車両では世界最速であった。平坦均衡速度は365 km/hである。また、運転開始時の表定速度（始発から終点までの平均速度）242.5 km/hと2停車駅間の平均速度261.8 km/hはTGVを上回る世界最速であり、1997年のギネス世界記録に掲載された。また、300 km/h走行時には車内案内表示器に「ただいまの速度は300km/hです。We are now travelling at 300km/h.」の表示が流れる。営業運転開始当初の一時期は運転士による300 km/h実況アナウンスも行われていた。2007年7月以降はN700系でも最高速度300 km/hで運転しているが、山陽新幹線区間の速度種別においては、500系がU49（上り10 ‰勾配での均衡速度が349 km/h）であるのに対しN700系はU43（上り10 ‰勾配での均衡速度が343 km/h）であり、いまだ日本最速の営業運転用車両の座を譲ってはいない。
1997年の営業運転開始時の新大阪駅 - 博多駅間の最短の所要時間は2時間17分（停車駅は岡山駅・広島駅・小倉駅。新神戸駅は通過）であったが、2003年10月1日のダイヤ改正で全列車が新神戸駅に停車することになったため、2時間21分に延びた。さらにその後JR福知山線脱線事故の影響によるダイヤの見直しにより、2006年3月18日のダイヤ改正で2分の余裕時分を持たせたことで2時間23分となり、これが定期「のぞみ」で運用されていた時代の最短の所要時間であった。定期「のぞみ」運用から撤退した2010年2月時点での最短の所要時間は、東京駅 - 新大阪駅間で2時間36分、新大阪駅 - 博多駅間で2時間35分（主要駅以外に福山駅・新山口駅にも停車）であった。
N700系の営業運転開始以降は、500系は東京駅 - 博多駅間を4時間台で運転する列車（当時の「のぞみ」1号）には充当されなかった。なお、N700系は登場以来長らく東京駅 - 博多駅間の所要時間は最短で4時間50分であり、500系の最短所要時間であった4時間49分よりも1分遅かったが、2015年3月14日以降は「のぞみ」64号（東京行きの最終）が所要時間4時間47分運転となり500系より2分早くなった。同列車はさらに2017年3月4日より所要時間4時間46分運転となり、1分短縮した。さらに2024年3月16日より所要時間4時間45分での運転となり、1分短縮した。

## 保存車

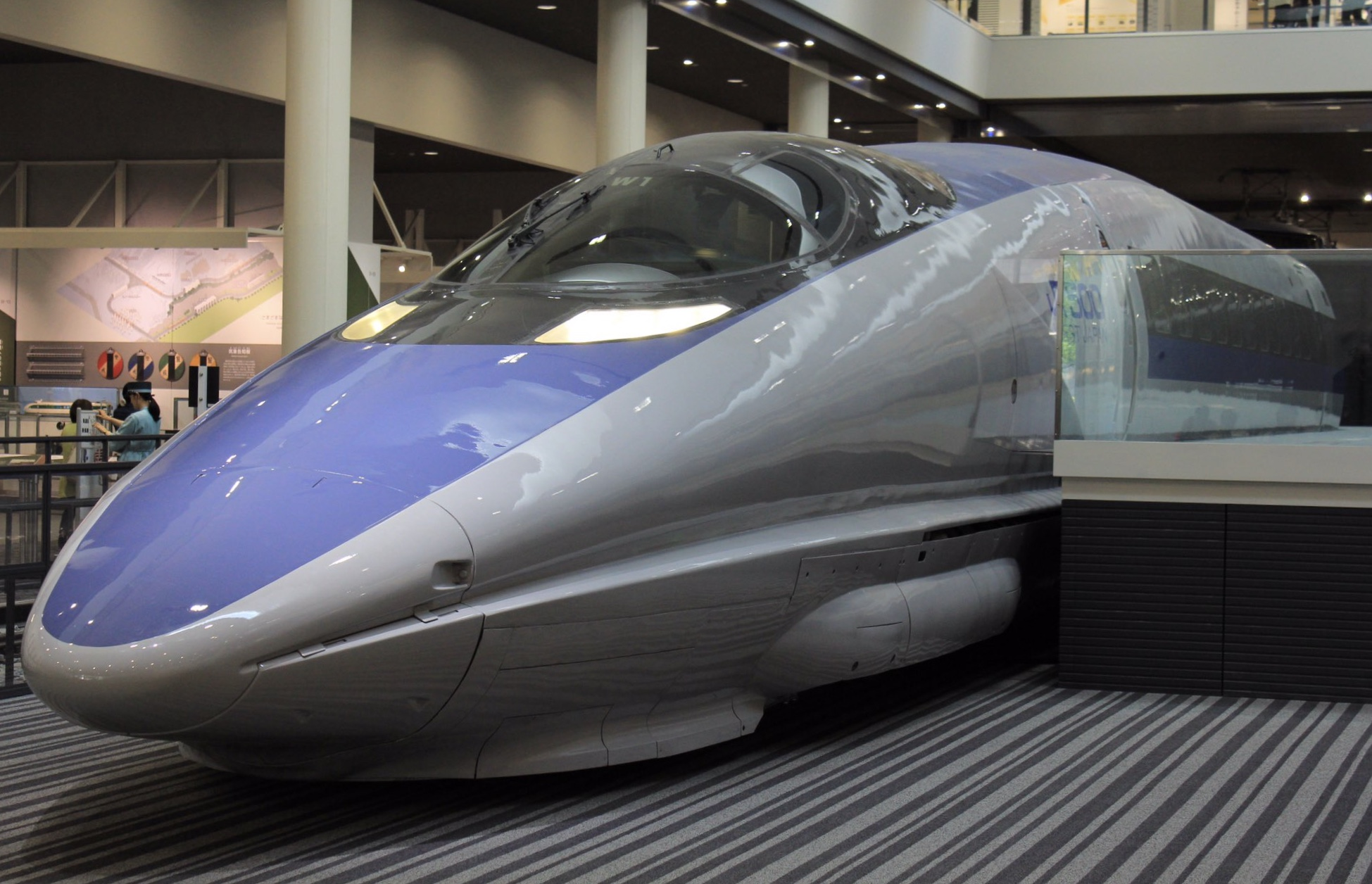
京都鉄道博物館に収蔵されている500系521形1号車。

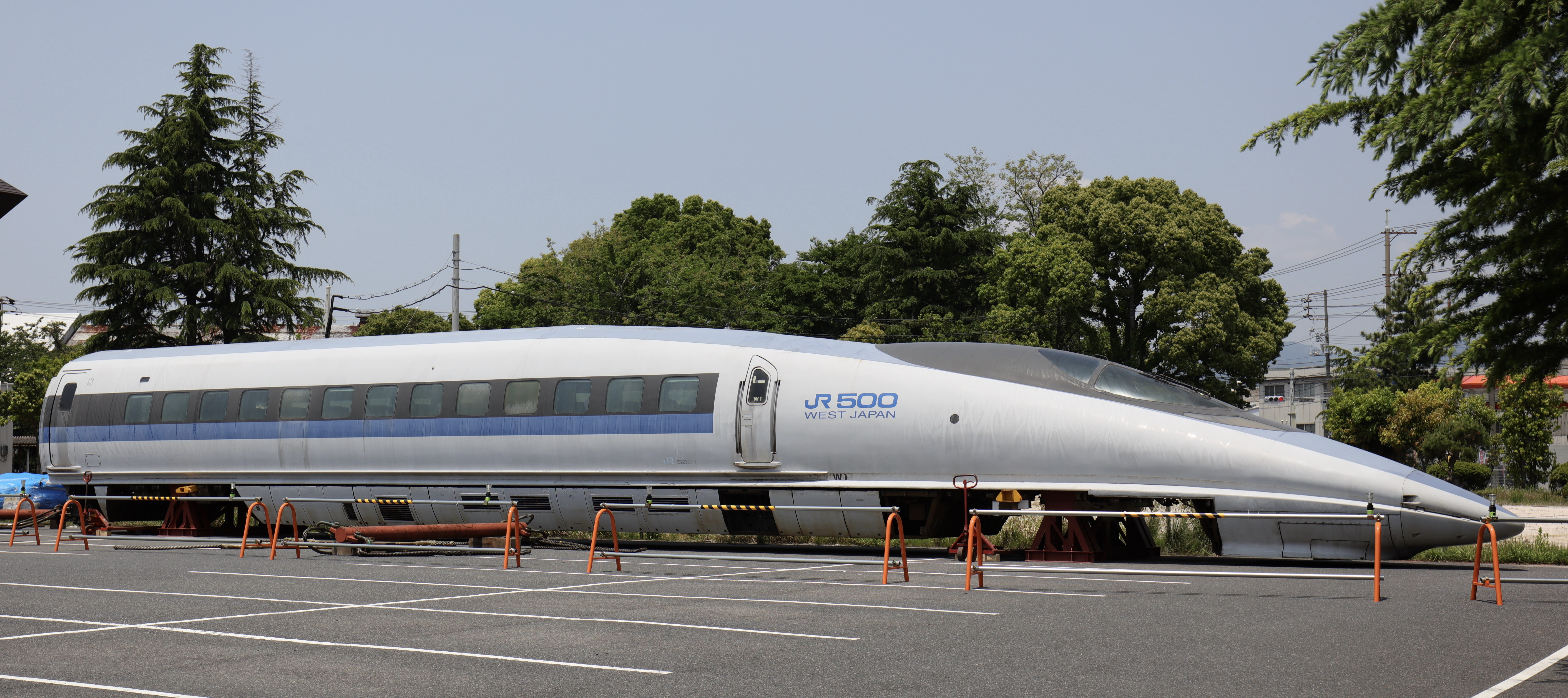
日立製作所笠戸事業所で保管されている500系16号車522-1。

- 521-1（W1編成1号車）
廃車後、博多総合車両所で保管されていたが、2014年10月19日の「新幹線ふれあいデー」で展示されたのちに、2016年4月29日に開業の「京都鉄道博物館」（京都府京都市下京区観喜寺町）に保存展示されることとなり、2014年12月8日、博多総合車両所にて出発式が行われた後、同年12月11日に100系122-5003と共に博多総合車両所から搬出された[92][93]。
- 522-1（W1編成16号車）
前述の521-1搬出後、残存していた9両のうち、中間車8両は全て解体されたが、当車両のみ博多総合車両所に保管されていた。その後、2015年秋頃に博多総合車両所から日立製作所笠戸事業所に向けて搬出され、非公開の形で保存されている[53]。2023年現在では、2021年に笠戸事業所100周年を記念して完成した歴史記念館に展示されている[94]。